# エトワール凱旋門に名前を記された人物の一覧
ここでは、パリにあるエトワール凱旋門に名前を記された人物を一覧形式で説明する。
太字 - 著名人。下線 - 戦死した人物。

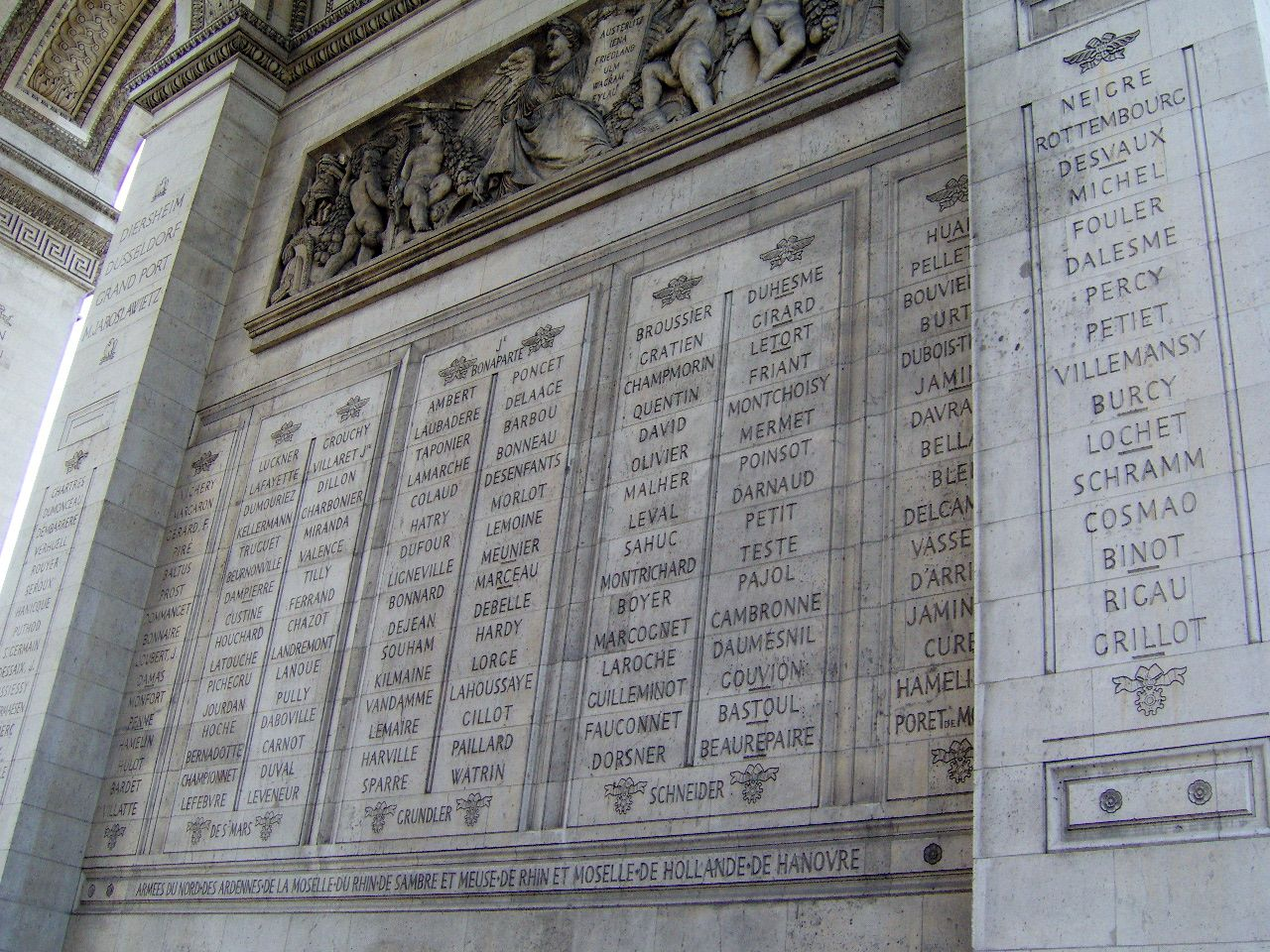
北柱
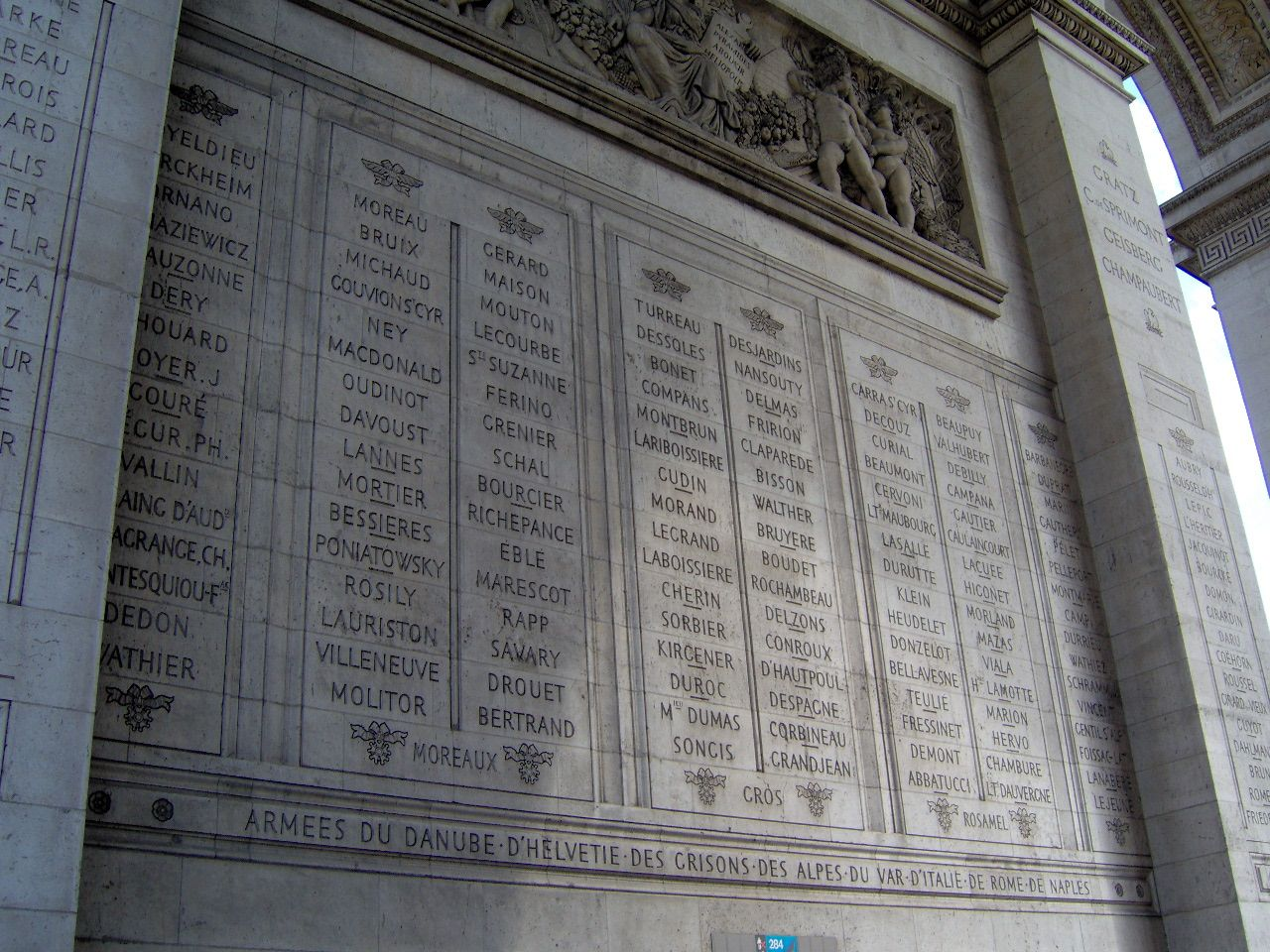
東柱
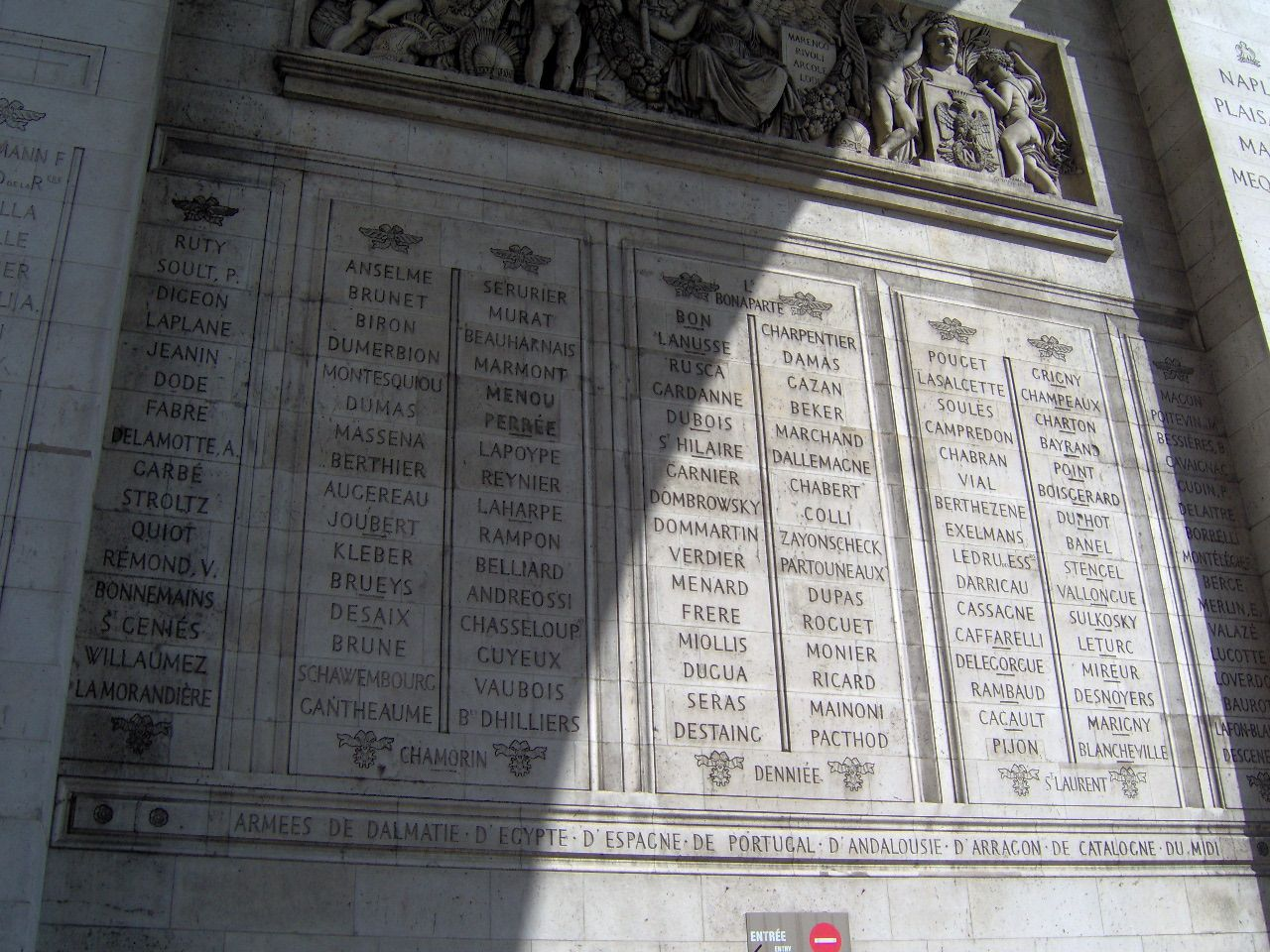
南柱
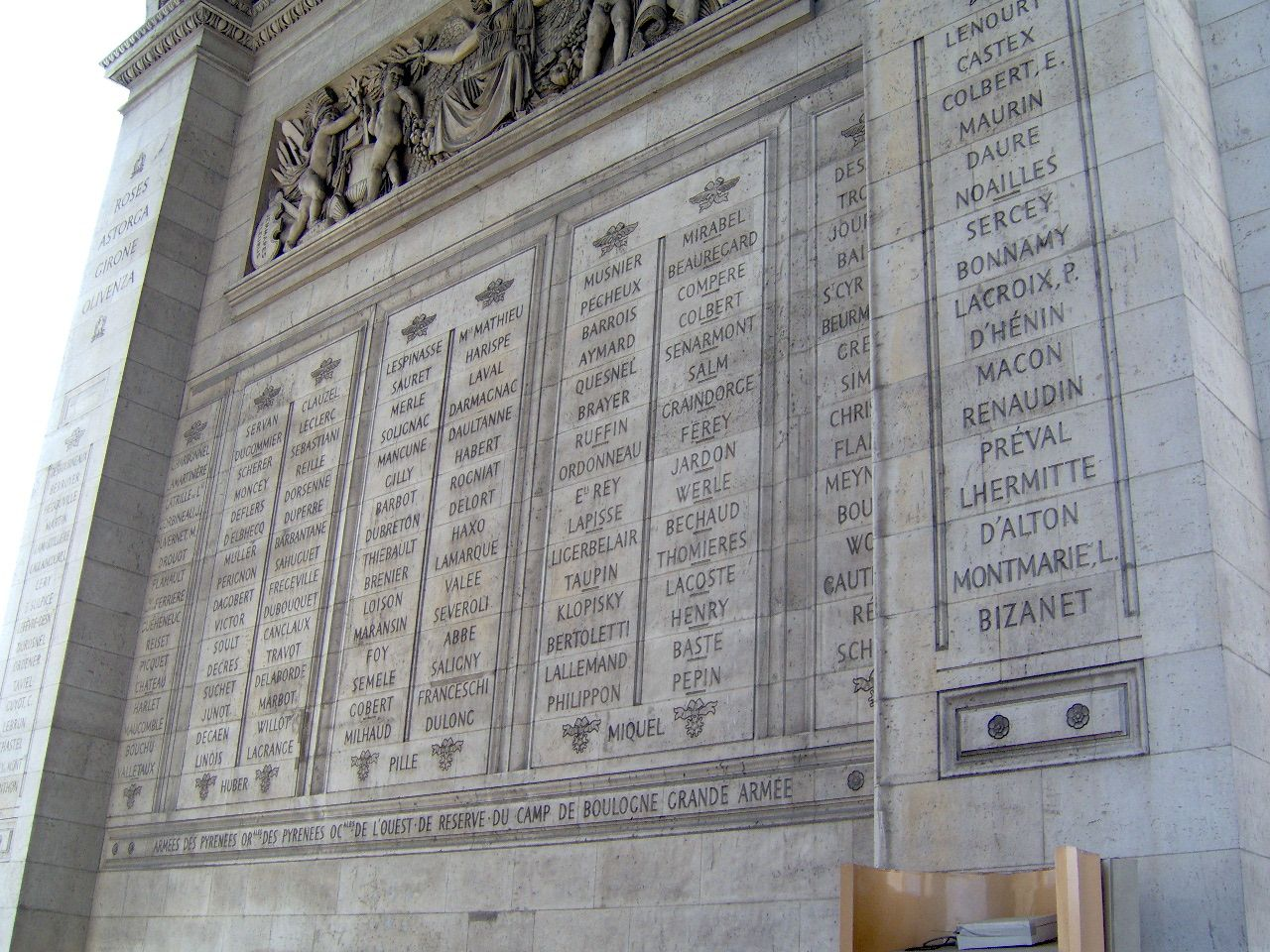
西柱

## 北柱

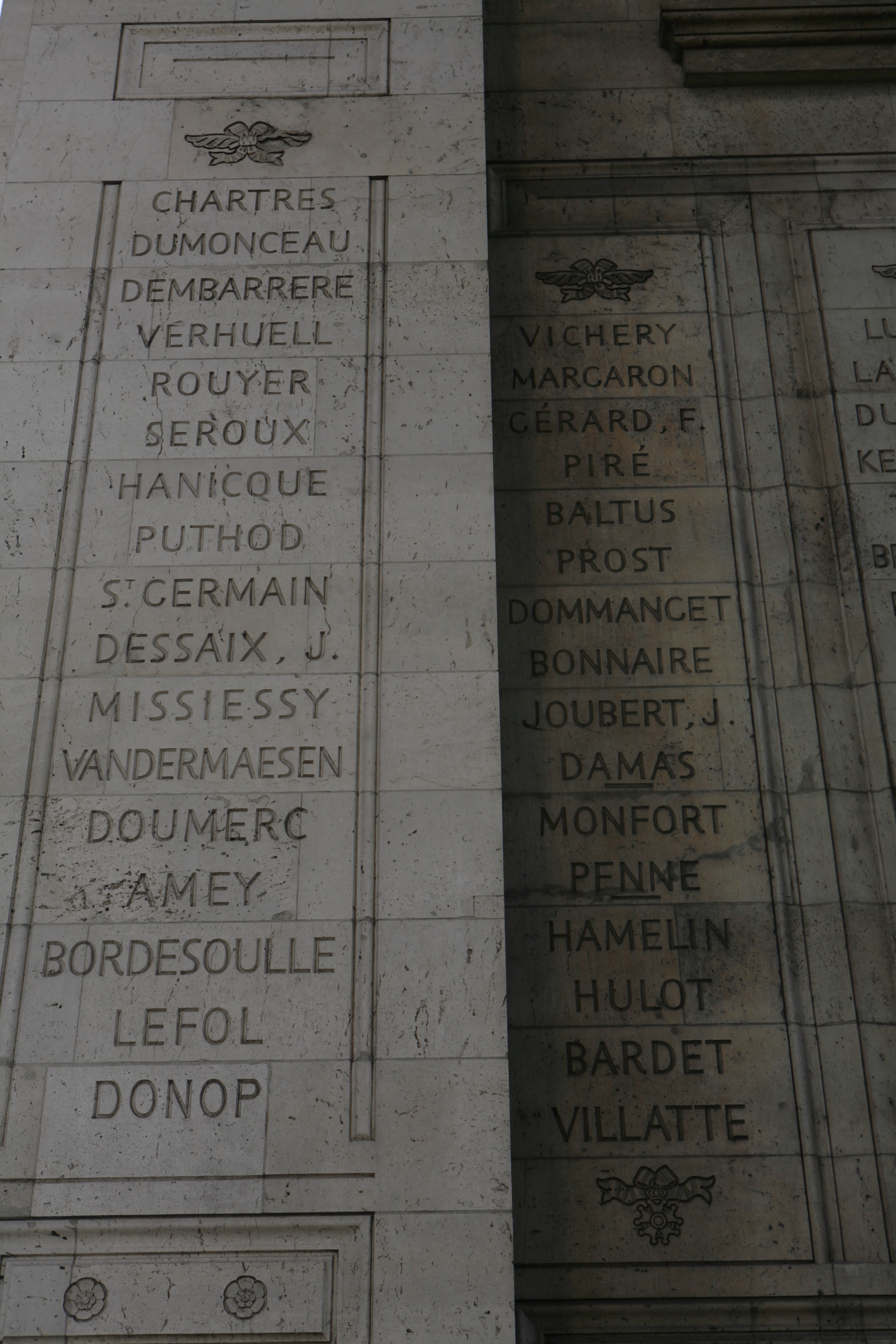
1、2列
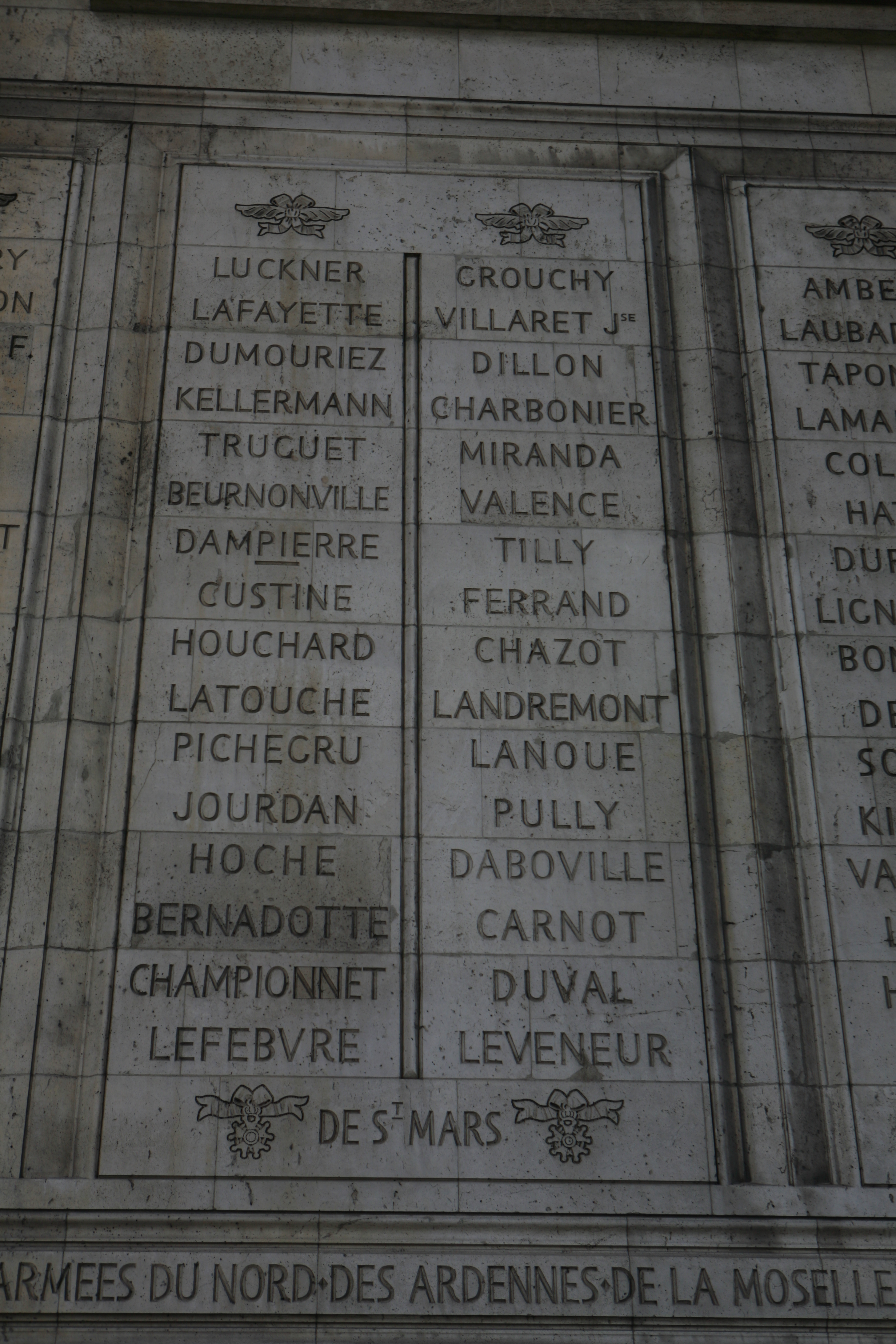
3、4列
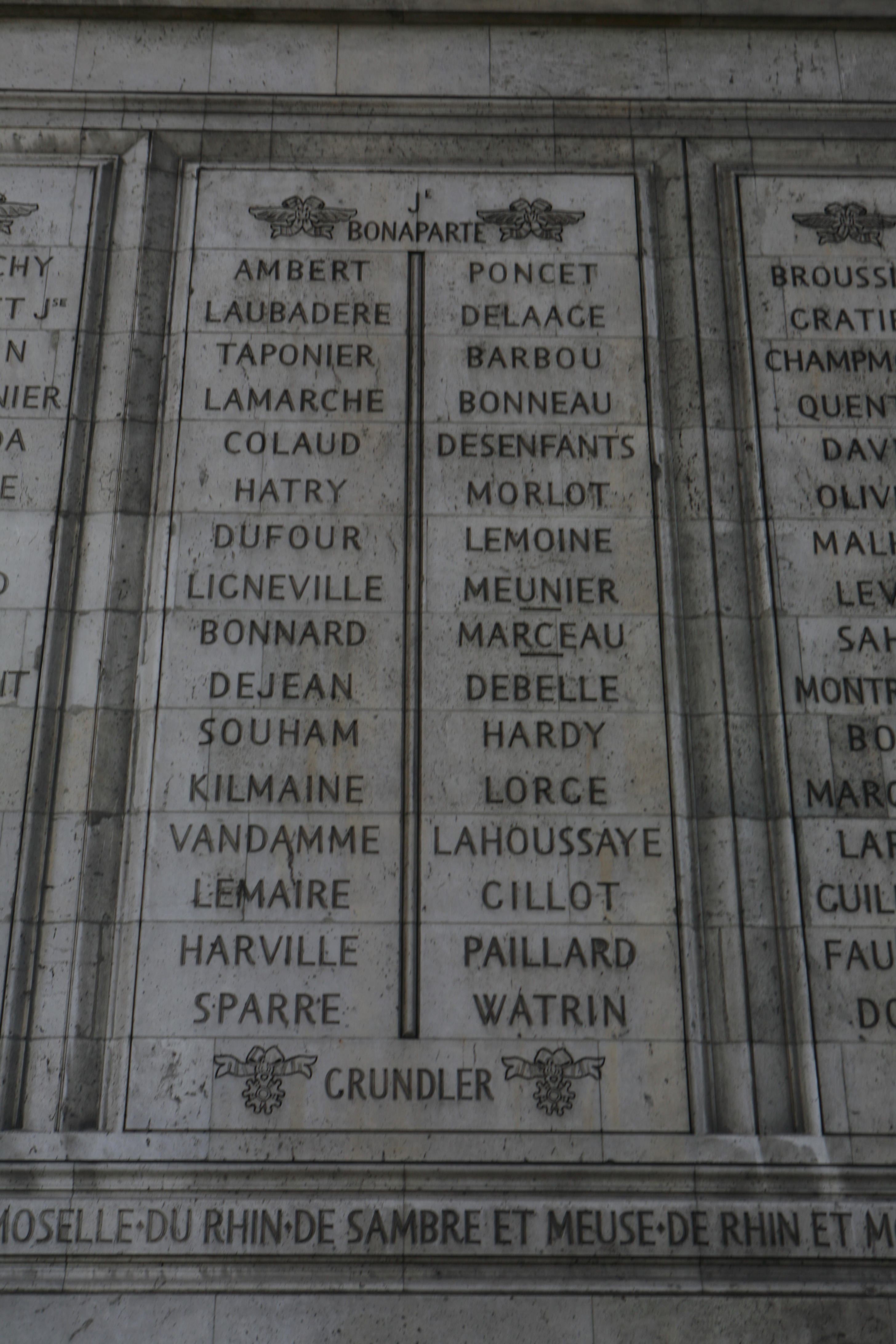
5、6列
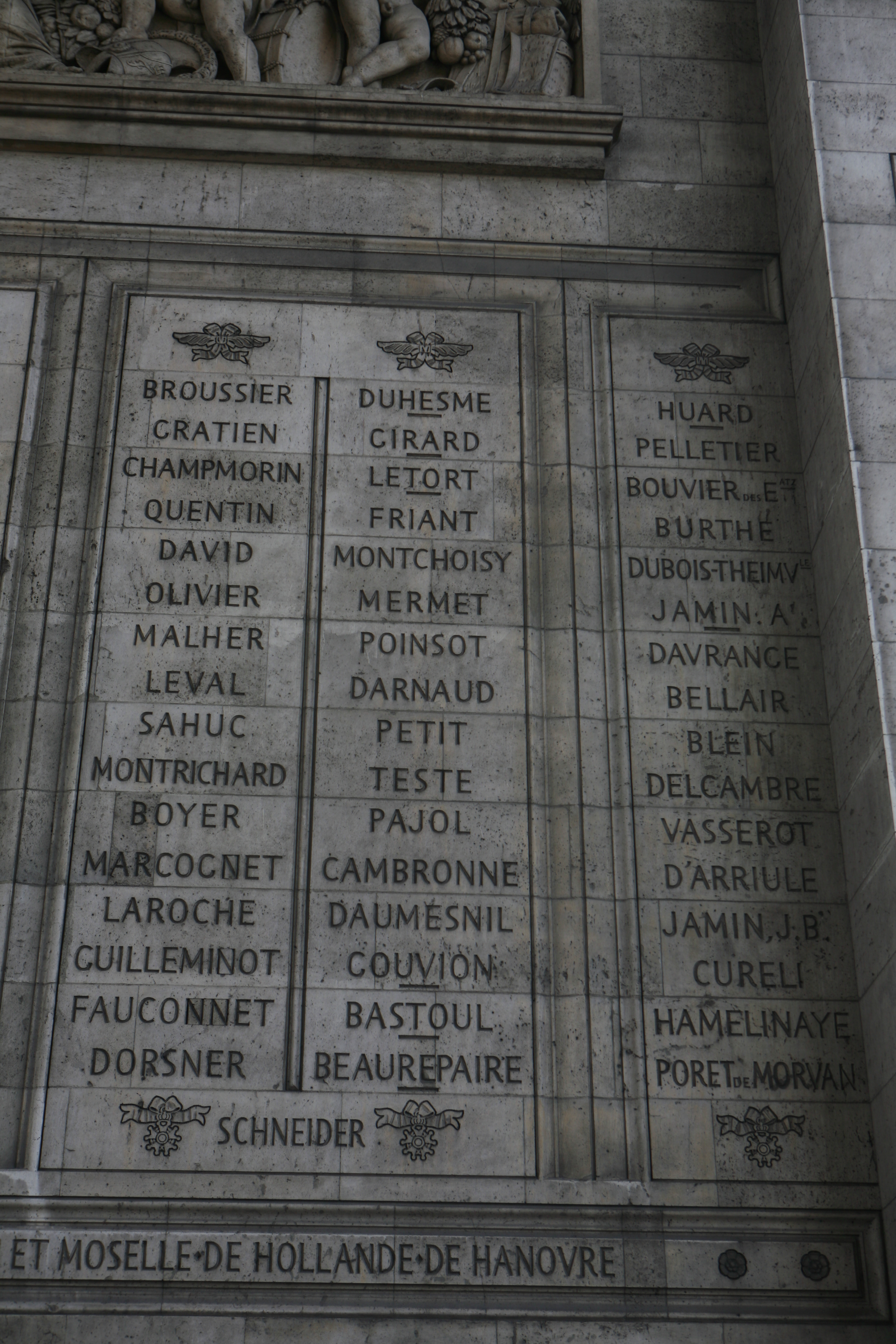
7、8、9列
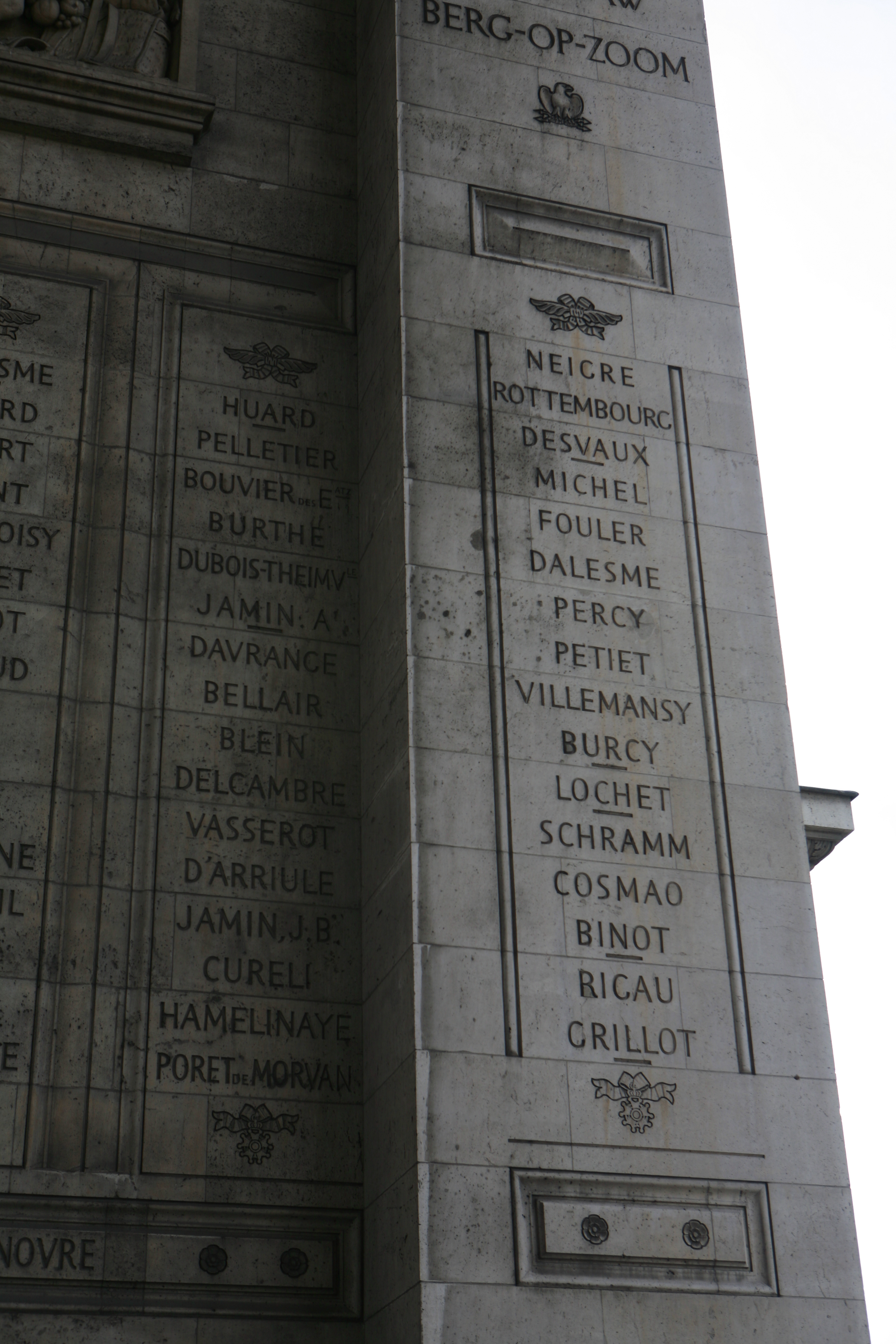
9、10列

|  | 1⁠列          | 2⁠列         | 3⁠列          | 4⁠列          | 5⁠列          | 6⁠列        | 7⁠列         | 8⁠列         | 9⁠列              | 10⁠列        |  |
|  | ------------ | ----------- | ------------ | ------------ | ------------ | ---------- | ----------- | ----------- | ---------------- | ----------- |  |
|  | •            | •           | •            | •            | JE BONAPARTE | •          | •           | •           | •                | •           |  |
|  | CHARTRES     | VICHERY     | LUCKNER      | GROUCHY      | AMBERT       | PONCET     | BROUSSIER   | DUHESME     | HUARD            | NEIGRE      |  |
|  | DUMONCEAU    | MARGARON    | LAFAYETTE    | VILLARET JSE | LAUBADERE    | DELAAGE    | GRATIEN     | GIRARD      | PELLETIER        | ROTTEMBOURG |  |
|  | DEMBARRERE   | GÉRARD, F.  | DUMOURIEZ    | DILLON       | TAPONIER     | BARBOU     | CHAMPMORIN  | LETORT      | BOUVIER DES EATZ | DESVAUX     |  |
|  | VERHUELL     | PIRÉ        | KELLERMANN   | CHARBONIER   | LAMARCHE     | BONNEAU    | QUENTIN     | FRIANT      | BURTHE           | MICHEL      |  |
|  | ROUYER       | BALTUS      | TRUGUET      | MIRANDA      | COLAUD       | DESENFANTS | DAVID       | MONTCHOISY  | DUBOIS⁠-⁠THEIMVLE  | FOULER      |  |
|  | SEROUX       | PROST       | BEURNONVILLE | VALENCE      | HATRY        | MORLOT     | OLIVIER     | MERMET      | JAMIN, A.        | DALESME     |  |
|  | HANICQUE     | DOMMANGET   | DAMPIERRE    | TILLY        | DUFOUR       | LEMOINE    | MALHER      | POINSOT     | DAVRANGE         | PERCY       |  |
|  | PUTHOD       | BONNAIRE    | CUSTINE      | FERRAND      | LIGNEVILLE   | MEUNIER    | LEVAL       | DARNAUD     | BELLAIR          | PETIET      |  |
|  | ST GERMAIN   | JOUBERT, J. | HOUCHARD     | CHAZOT       | BONNARD      | MARCEAU    | SAHUC       | PETIT       | BLEIN            | VILLEMANSY  |  |
|  | DESSAIX, J.  | DAMAS       | LATOUCHE     | LANDREMONT   | DEJEAN       | DEBELLE    | MONTRICHARD | TESTE       | DELCAMBRE        | BURCY       |  |
|  | MISSIESSY    | MONFORT     | PICHEGRU     | LANOUE       | SOUHAM       | HARDY      | BOYER       | PAJOL       | VASSEROT         | LOCHET      |  |
|  | VANDERMAESEN | PENNE       | JOURDAN      | PULLY        | KILMAINE     | LORGE      | MARCOGNET   | CAMBRONNE   | D'ARRIULE        | SCHRAMM     |  |
|  | DOUMERC      | HAMELIN     | HOCHE        | DABOVILLE    | VANDAMME     | LAHOUSSAYE | LAROCHE     | DAUMESNIL   | JAMIN, J.B.      | COSMAO      |  |
|  | AMEY         | HULOT       | BERNADOTTE   | CARNOT       | LEMAIRE      | GILOT      | GUILLEMINOT | GOUVION     | CURELI           | BINOT       |  |
|  | BORDESOULLE  | BARDET      | CHAMPIONNET  | DUVAL        | HARVILLE     | PAILLARD   | FAUCONNET   | BASTOUL     | HAMELINAYE       | RIGAU       |  |
|  | LEFOL        | VILLATTE    | LEFEBVRE     | LEVENEUR     | SPARRE       | WATRIN     | DORSNER     | BEAUREPAIRE | PORET DE MORVAN  | GRILLOT     |  |
|  | DONOP        | •           | DE ST MARS   | •            | GRUNDLER     | •          | SCHNEIDER   | •           | •                | •           |  |

|  | ARMEES DU NORD・ DES ARDENNES・ DE LA MOSELLE・ DU RHIN・ DE SAMBRE ET MEUSE・ DE RHIN ET MOSELLE・ DE HOLLANDE・ DE HANOVRE |

## 東柱

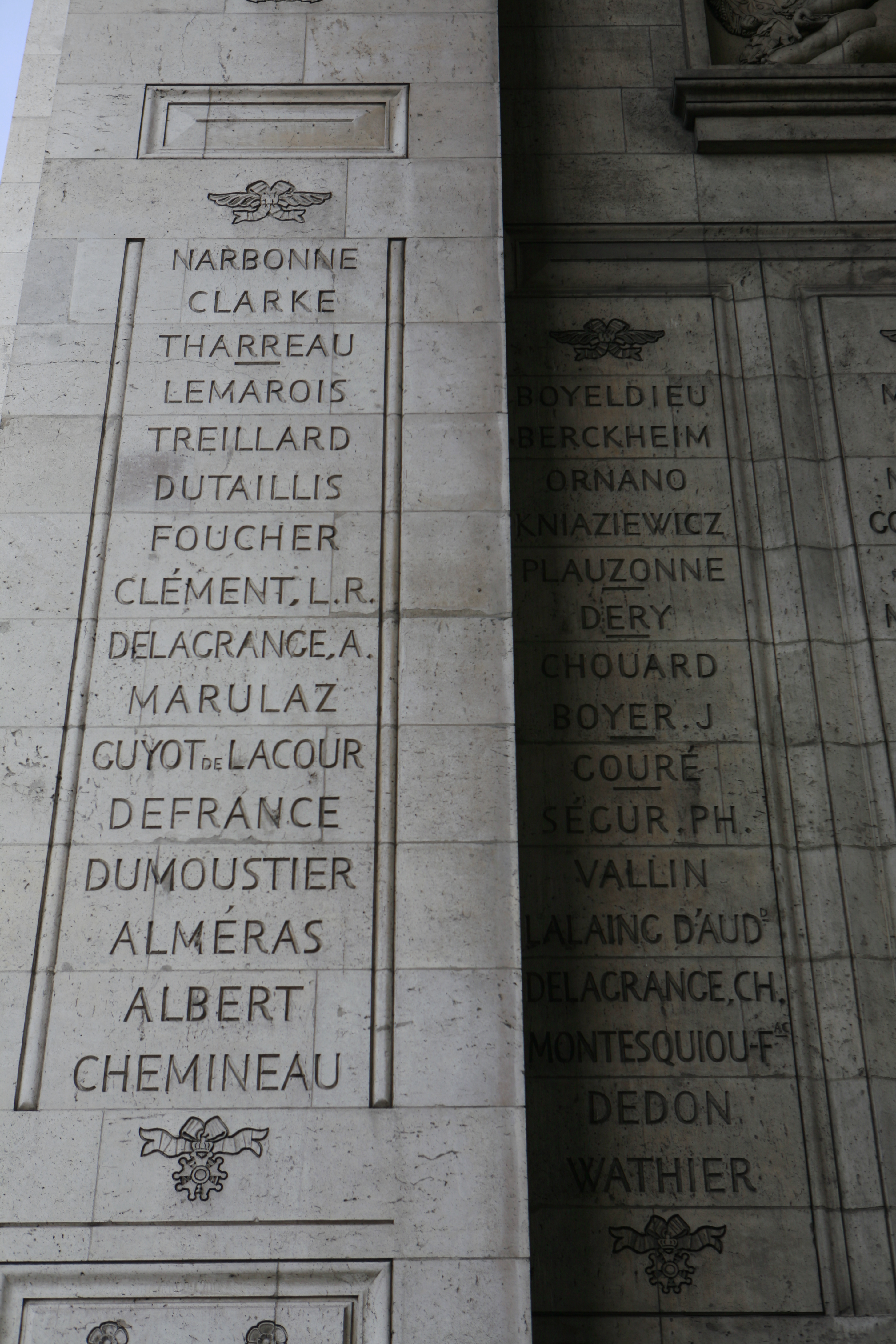
11、12列
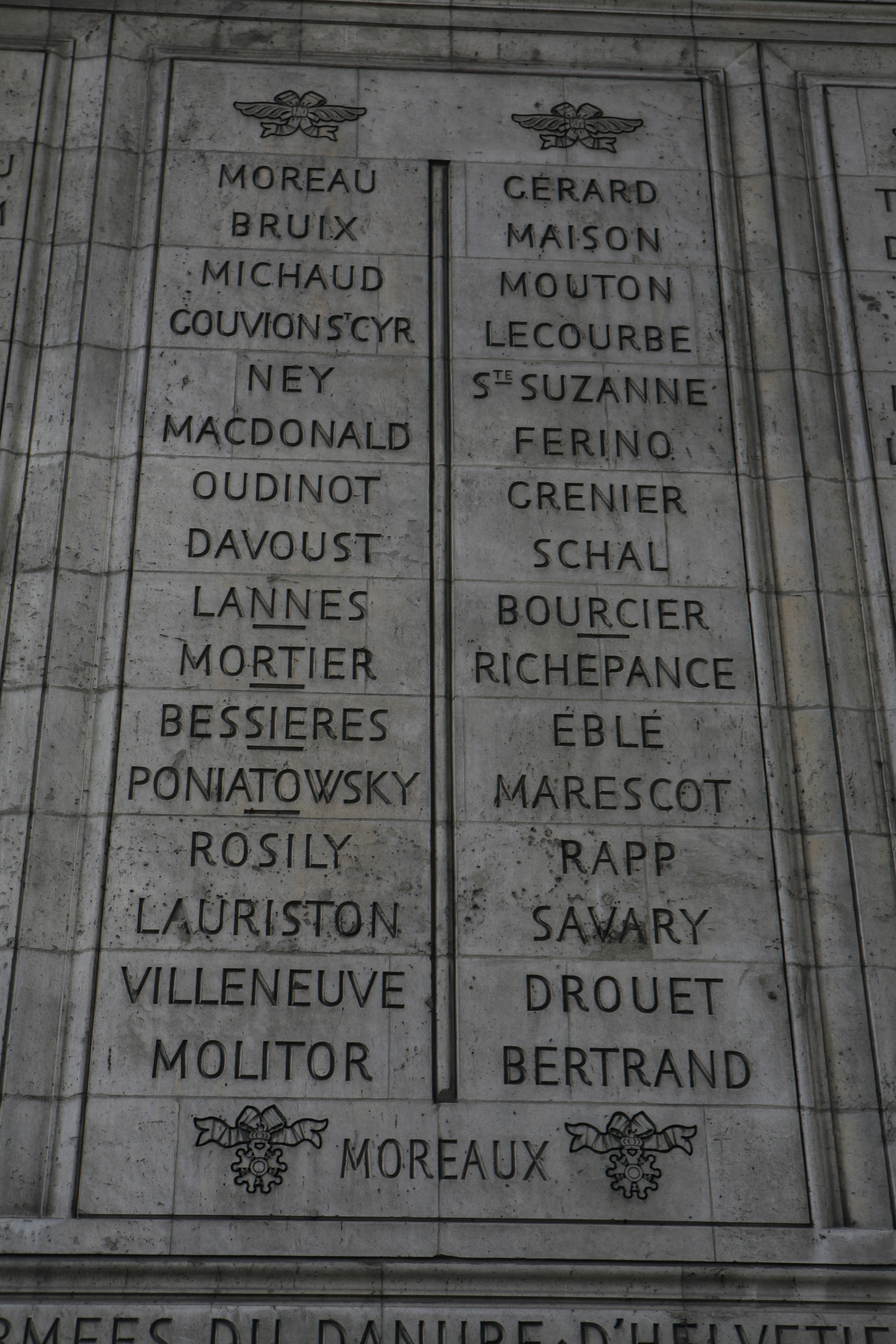
13、14列
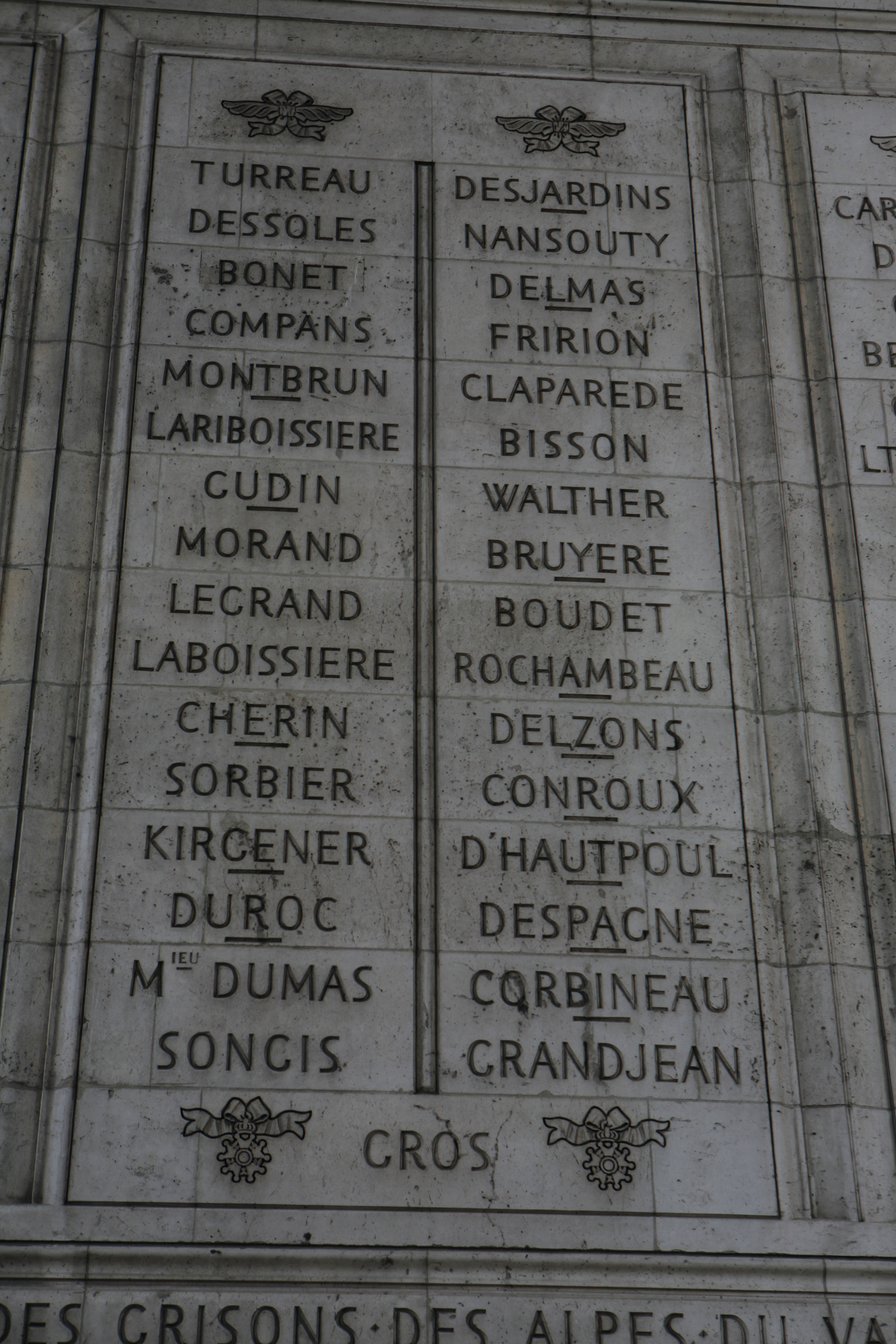
15、16列
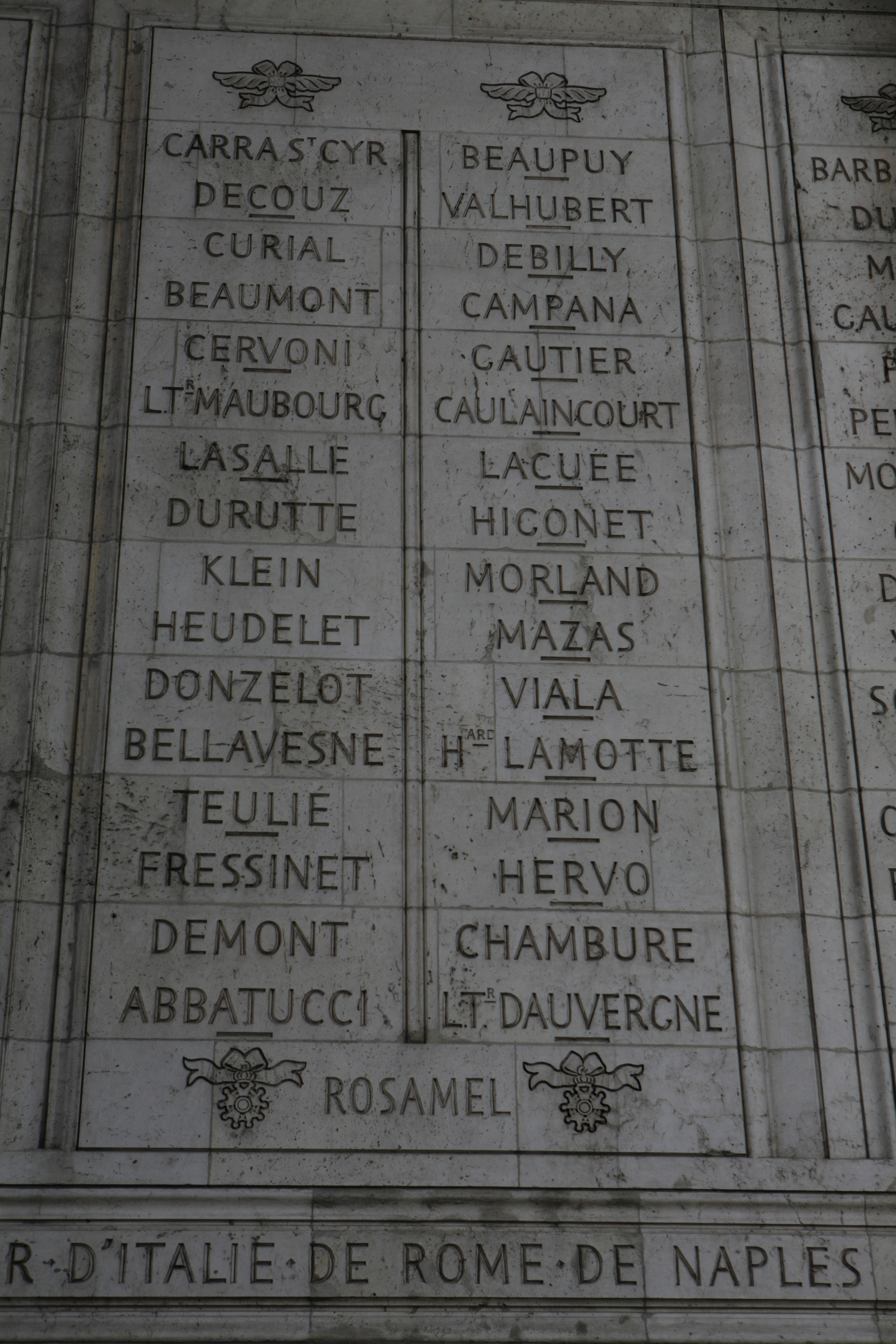
17、18列
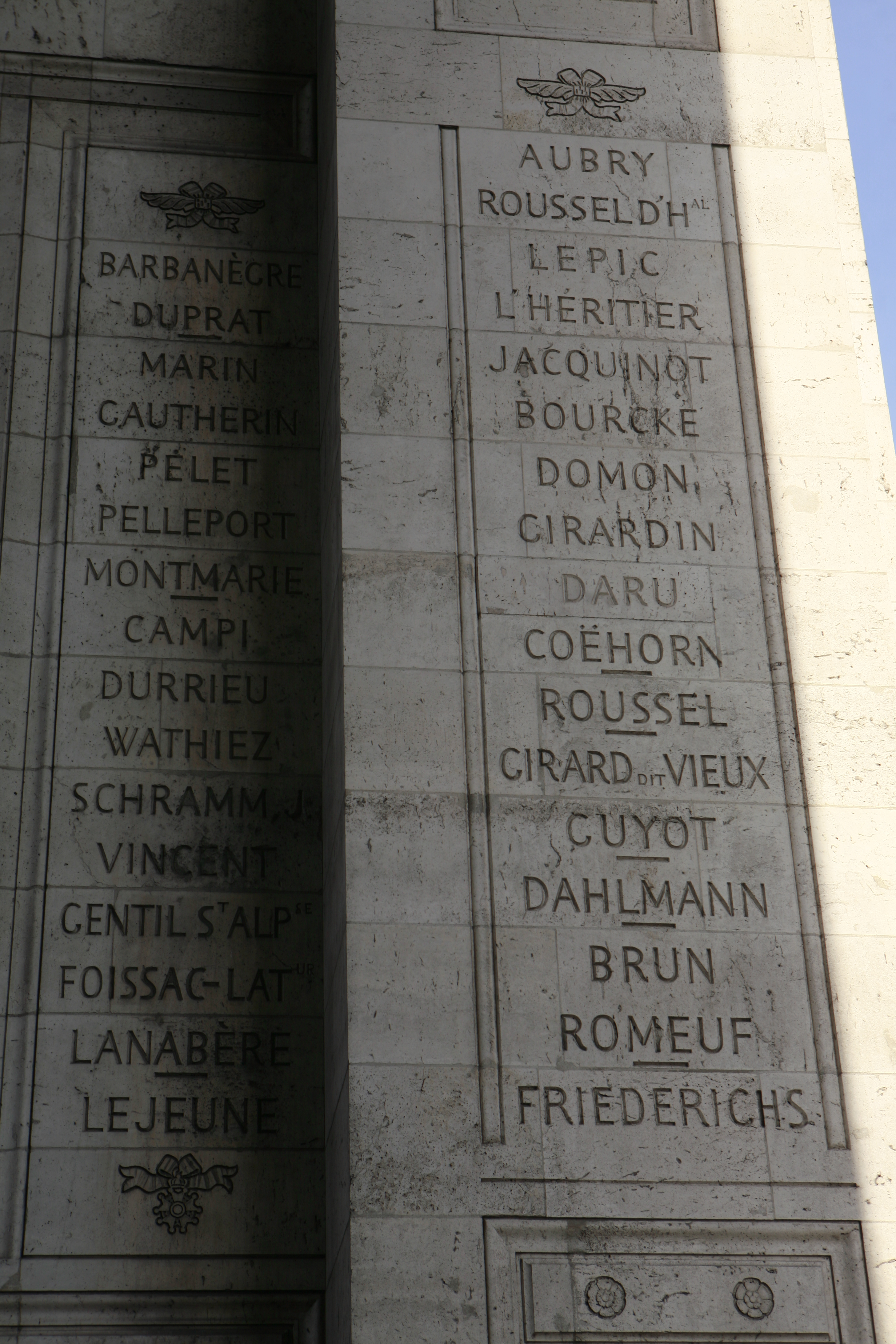
19、20列

|  | 11⁠列            | 12⁠列            | 13⁠列           | 14⁠列        | 15⁠列          | 16⁠列       | 17⁠列          | 18⁠列           | 19⁠列            | 20⁠列             |  |
|  | --------------- | --------------- | -------------- | ----------- | ------------- | ---------- | ------------- | -------------- | --------------- | ---------------- |  |
|  | •               | •               | •              | •           | •             | •          | •             | •              | •               | •                |  |
|  | NARBONNE        | BOYELDIEU       | MOREAU         | GERARD      | TURREAU       | DESJARDINS | CARRA ST CYR  | BEAUPUY        | BARBANÈGRE      | AUBRY            |  |
|  | CLARKE          | BERCKHEIM       | BRUIX          | MAISON      | DESSOLES      | NANSOUTY   | DECOUZ        | VALHUBERT      | DUPRAT          | ROUSSEL D'HAL    |  |
|  | THARREAU        | ORNANO          | MICHAUD        | MOUTON      | BONET         | DELMAS     | CURIAL        | DEBILLY        | MARIN           | LEPIC            |  |
|  | LEMAROIS        | KNIAZIEWICZ     | GOUVION ST CYR | LECOURBE    | COMPANS       | FRIRION    | BEAUMONT      | CAMPANA        | GAUTHERIN       | L'HÉRITIER       |  |
|  | TREILLARD       | PLAUZONNE       | NEY            | STE SUZANNE | MONTBRUN      | CLAPAREDE  | CERVONI       | GAUTIER        | PELET           | JACQUINOT        |  |
|  | DUTAILLIS       | DERY            | MACDONALD      | FERINO      | LARIBOISSIERE | BISSON     | L.TR MAUBOURG | CAULAINCOURT   | PELLEPORT       | BOURCKE          |  |
|  | FOUCHER         | CHOUARD         | OUDINOT        | GRENIER     | GUDIN         | WALTHER    | LASALLE       | LACUÉE         | MONTMARIE       | DOMON            |  |
|  | CLÉMENT, L.R.   | BOYER, J.       | DAVOUST        | SCHAAL      | MORAND        | BRUYERE    | DURUTTE       | HIGONET        | CAMPI           | GIRARDIN         |  |
|  | DELAGRANGE, A.  | GOURÉ           | LANNES         | BOURCIER    | LEGRAND       | BOUDET     | KLEIN         | MORLAND        | DURRIEU         | DARU             |  |
|  | MARULAZ         | SÉGUR, PH.      | MORTIER        | RICHEPANCE  | LABOISSIERE   | ROCHAMBEAU | HEUDELET      | MAZAS          | WATHIEZ         | COËHORN          |  |
|  | GUYOT DE LACOUR | VALLIN          | BESSIERES      | ÉBLÉ        | CHERIN        | DELZONS    | DONZELOT      | VIALA          | SCHRAMM, J.     | ROUSSEL          |  |
|  | DEFRANCE        | LALAING D'AUDDE | PONIATOWSKY    | MARESCOT    | SORBIER       | CONROUX    | BELLAVESNE    | HARD LAMOTTE   | VINCENT         | GIRARD DIT VIEUX |  |
|  | DUMOUSTIER      | DELAGRANGE, CH. | ROSILY         | RAPP        | KIRGENER      | D'HAUTPOUL | TEULIÉ        | MARION         | GENTIL ST ALPSE | GUYOT            |  |
|  | ALMÉRAS         | MONTESQUIOU⁠-⁠FAC | LAURISTON      | SAVARY      | DUROC         | DESPAGNE   | FRESSINET     | HERVO          | FOISSAC⁠-⁠LATUR   | DAHLMANN         |  |
|  | ALBERT          | DEDON           | VILLENEUVE     | DROUET      | MIEU DUMAS    | CORBINEAU  | DEMONT        | CHAMBURE       | LANABÈRE        | BRUN             |  |
|  | CHEMINEAU       | WATHIER         | MOLITOR        | BERTRAND    | SONGIS        | GRANDJEAN  | ABBATUCCI     | L.TR DAUVERGNE | LEJEUNE         | ROMEUF           |  |
|  | •               | •               | MOREAUX        | •           | GROS          | •          | ROSAMEL       | •              | •               | FRIEDERICHS      |  |

|  | ARMEES DU DANUBE・ D'HELVETIE・ DES GRISONS・ DES ALPES・ DU VAR・ D'ITALIE・ DE ROME・ DE NAPLES |

## 南柱

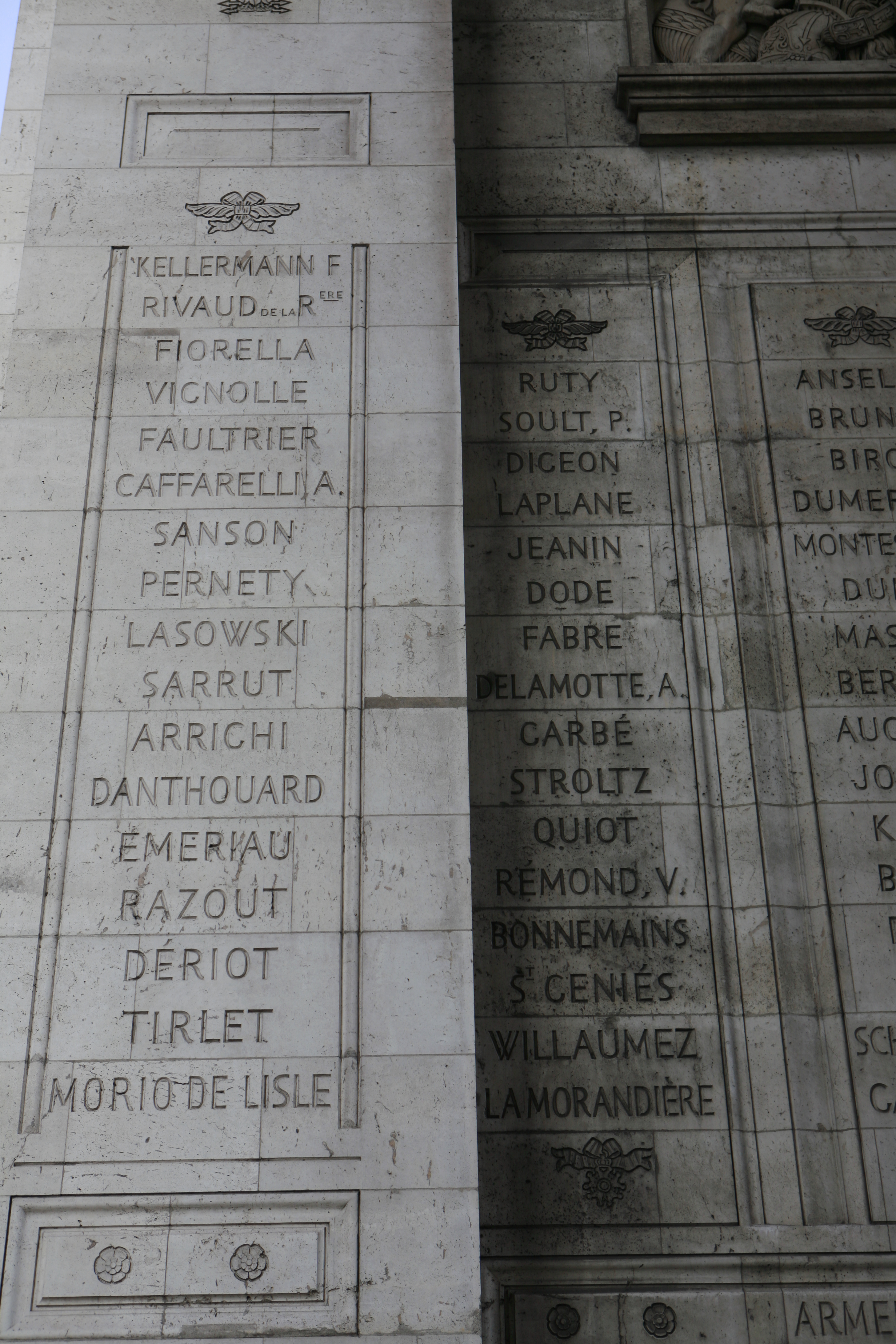
21、22列
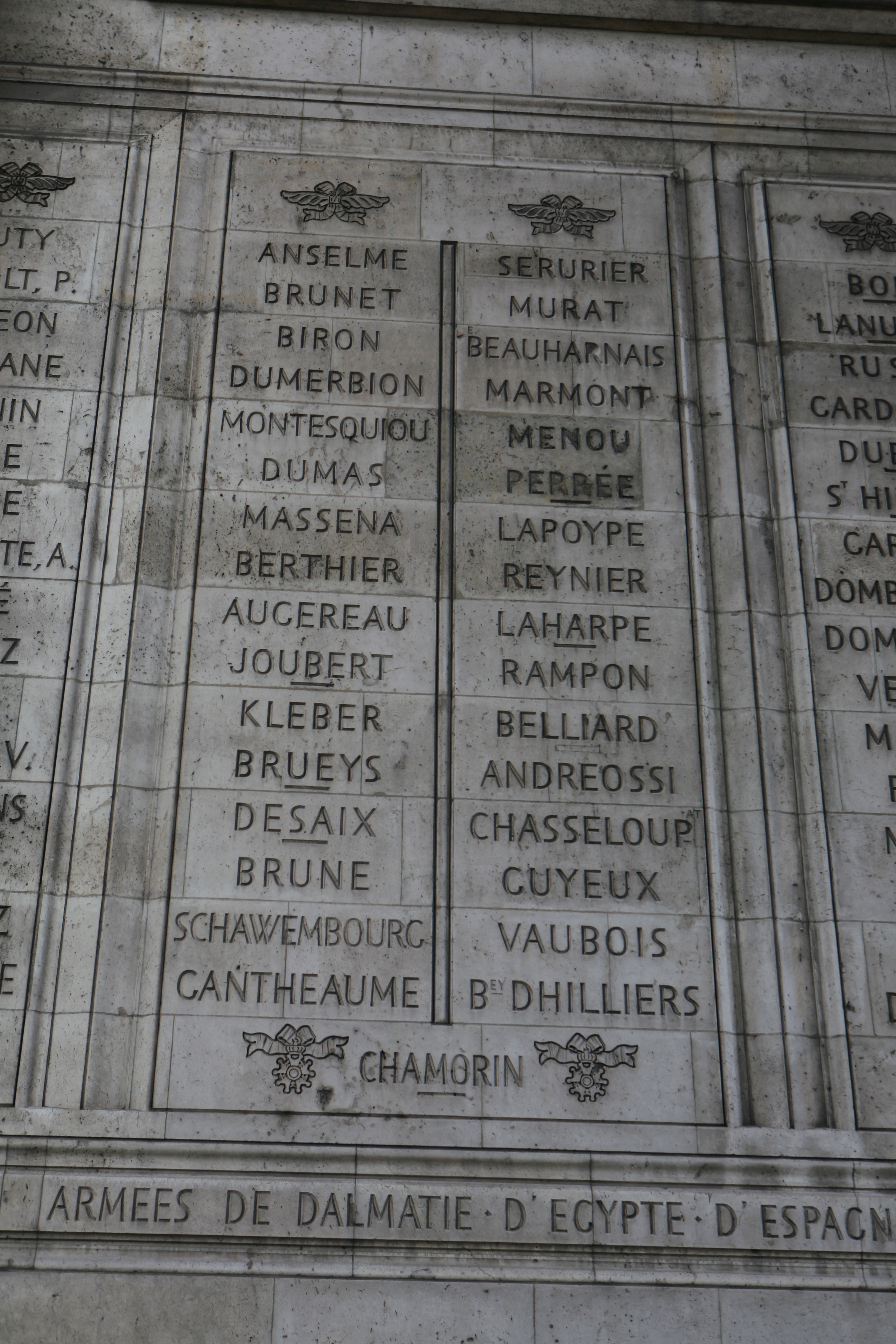
23、24列
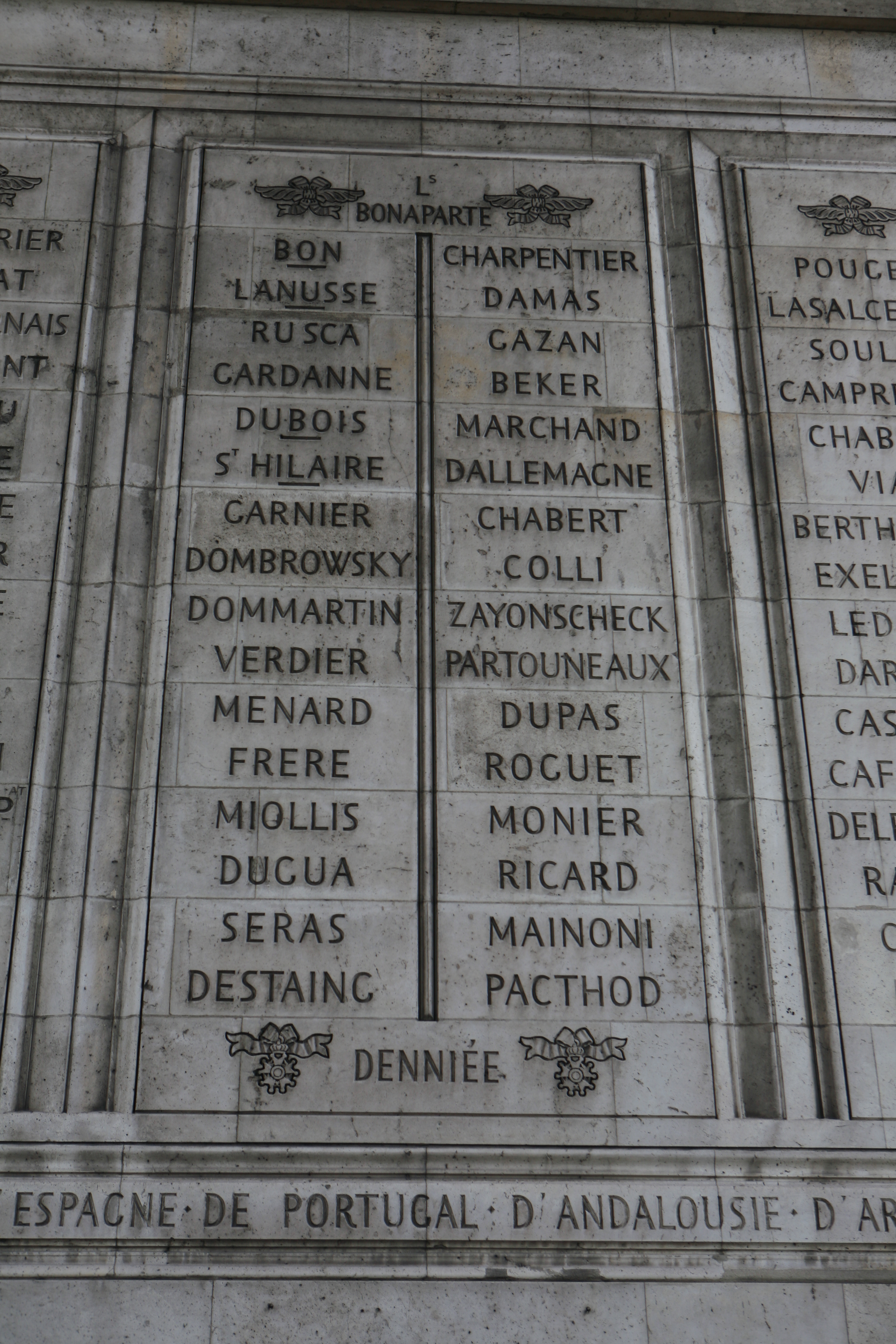
25、26列
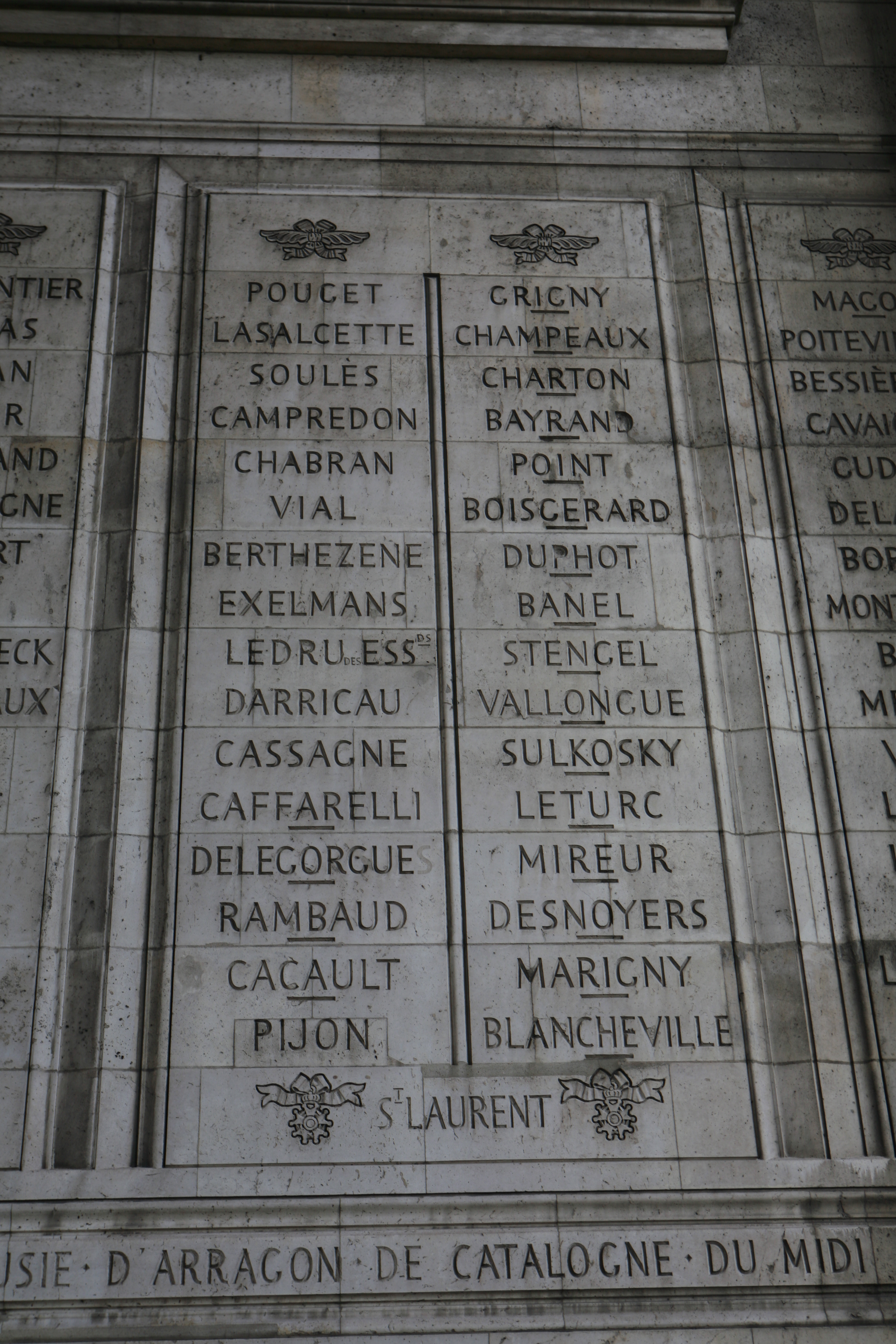
27、28列
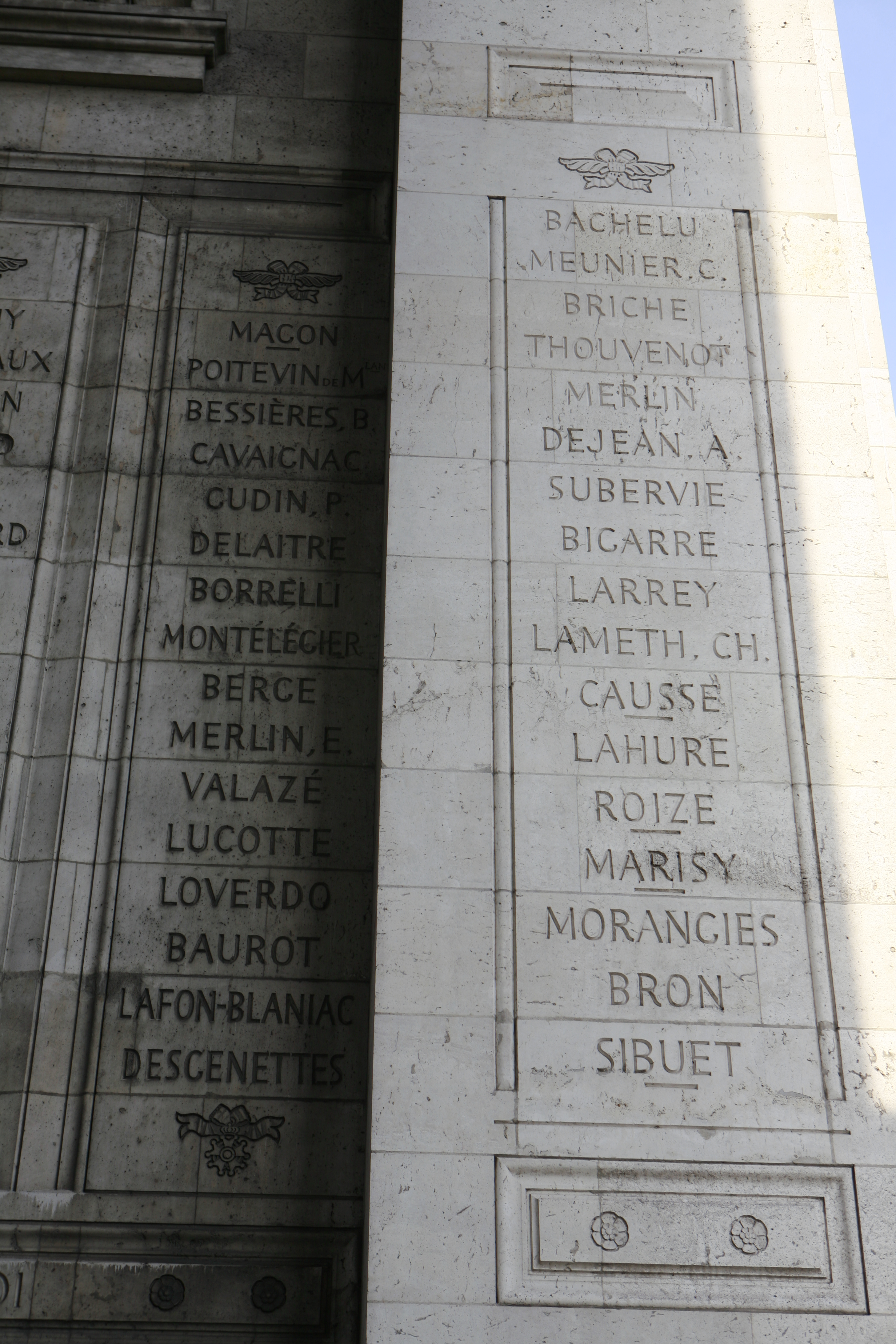
29、30列

|  | 21⁠列              | 22⁠列          | 23⁠列         | 24⁠列           | 25⁠列         | 26⁠列        | 27⁠列            | 28⁠列         | 29⁠列             | 30⁠列        |  |
|  | ----------------- | ------------- | ------------ | -------------- | ------------ | ----------- | --------------- | ------------ | ---------------- | ----------- |  |
|  | •                 | •             | •            | •              | LS BONAPARTE | •           | •               | •            | •                | •           |  |
|  | KELLERMANN, F.    | RUTY          | ANSELME      | SERURIER       | BON          | CHARPENTIER | POUGET          | GRIGNY       | MAGON            | BACHELU     |  |
|  | RIVAUD DE LA RÈRE | SOULT, P.     | BRUNET       | MURAT          | LANUSSE      | DAMAS       | LASALCETTE      | CHAMPEAUX    | POITEVIN DE MLAN | MEUNIER, C. |  |
|  | FIORELLA          | DIGEON        | BIRON        | E. ⁠BEAUHARNAIS | RUSCA        | GAZAN       | SOULÈS          | CHARTON      | BESSIÈRES, B.    | BRICHE      |  |
|  | VIGNOLLE          | LAPLANE       | DUMERBION    | MARMONT        | GARDANNE     | BEKER       | CAMPREDON       | BAYRAND      | CAVAIGNAC        | THOUVENOT   |  |
|  | FAULTRIER         | JEANIN        | MONTESQUIOU  | MENOU          | DUBOIS       | MARCHAND    | CHABRAN         | POINT        | GUDIN, P.        | MERLIN      |  |
|  | CAFFARELLI, A.    | DODE          | DUMAS        | PERRÉE         | ST HILAIRE   | DALLEMAGNE  | VIAL            | BOISGERARD   | DELAITRE         | DEJEAN, A.  |  |
|  | SANSON            | FABRE         | MASSENA      | LAPOYPE        | GARNIER      | CHABERT     | BERTHEZENE      | DUPHOT       | BORRELLI         | SUBERVIE    |  |
|  | PERNETY           | DELAMOTTE, A. | BERTHIER     | REYNIER        | DOMBROWSKY   | COLLI       | EXELMANS        | BANEL        | MONTÉLÉGIER      | BIGARRE     |  |
|  | LASOWSKI          | GARBÉ         | AUGEREAU     | LAHARPE        | DOMMARTIN    | ZAYONSCHECK | LEDRU DES ESSDS | STENGEL      | BERGE            | LARREY      |  |
|  | SARRUT            | STROLTZ       | JOUBERT      | RAMPON         | VERDIER      | PARTOUNEAUX | DARRICAU        | VALLONGUE    | MERLIN, E.       | LAMETH, CH. |  |
|  | ARRIGHI           | QUIOT         | KLEBER       | BELLIARD       | MENARD       | DUPAS       | CASSAGNE        | SULKOSKY     | VALAZÉ           | CAUSSE      |  |
|  | DANTHOUARD        | RÉMOND, V.    | BRUEYS       | ANDREOSSI      | FRERE        | ROGUET      | CAFFARELLI      | LETURC       | LUCOTTE          | LAHURE      |  |
|  | EMERIAU           | BONNEMAINS    | DESAIX       | CHASSELOUP⁠-⁠AT  | MIOLLIS      | MONIER      | DELEGORGUES     | MIREUR       | LOVERDO          | ROIZE       |  |
|  | RAZOUT            | ST GENIÉS     | BRUNE        | GUYEUX         | DUGUA        | RICARD      | RAMBAUD         | DESNOYERS    | BAUROT           | MARISY      |  |
|  | DÉRIOT            | WILLAUMEZ     | SCHAWEMBOURG | VAUBOIS        | SERAS        | MAINONI     | CACAULT         | MARIGNY      | LAFON-BLANIAC    | MORANGIES   |  |
|  | TIRLET            | LAMORANDIÈRE  | GANTHEAUME   | BEY D'HILLIERS | DESTAING     | PACTHOD     | PIJON           | BLANCHEVILLE | DESGENETTES      | BRON        |  |
|  | MORIO DE LISLE    | •             | CHAMORIN     | •              | DENNIÉE      | •           | ST LAURENT      | •            | •                | SIBUET      |  |

|  | ARMEES DE DALMATIE ・ D'EGYPTE・ D'ESPAGNE・ DE PORTUGAL・ D'ANDALOUSIE・ D'ARRAGON・ DE CATALOGNE・ DU MIDI |

## 西柱

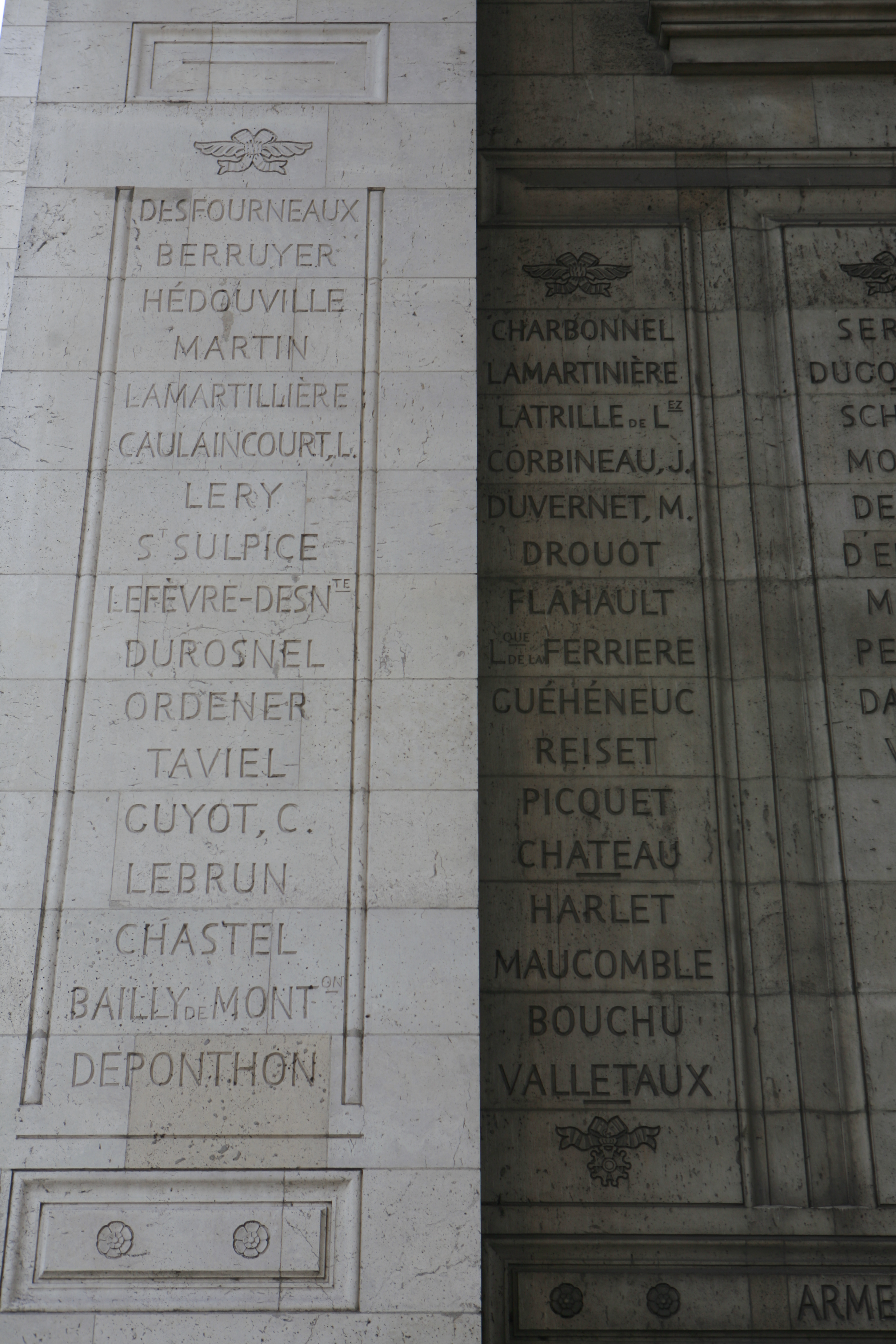
31、32列
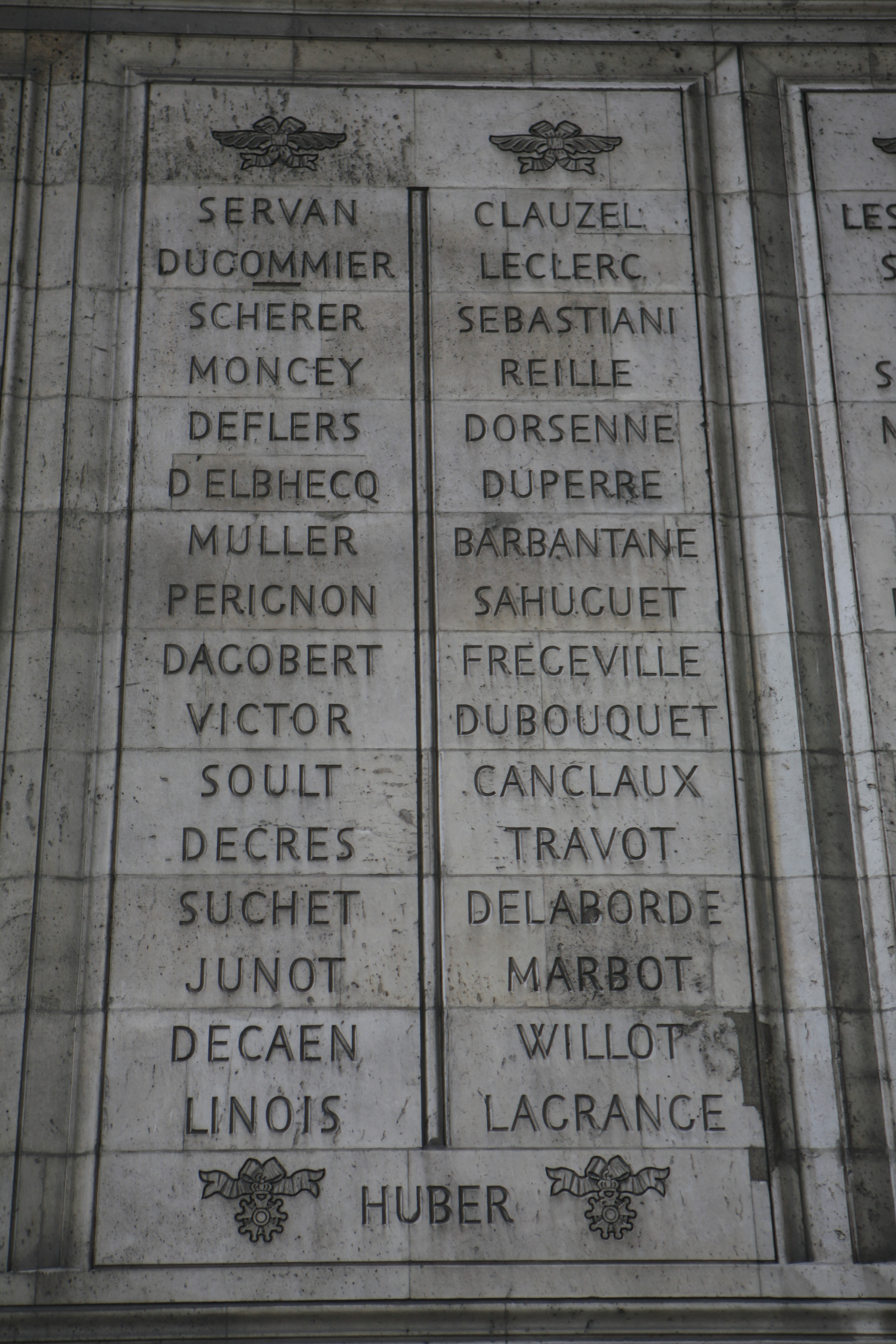
33、34列
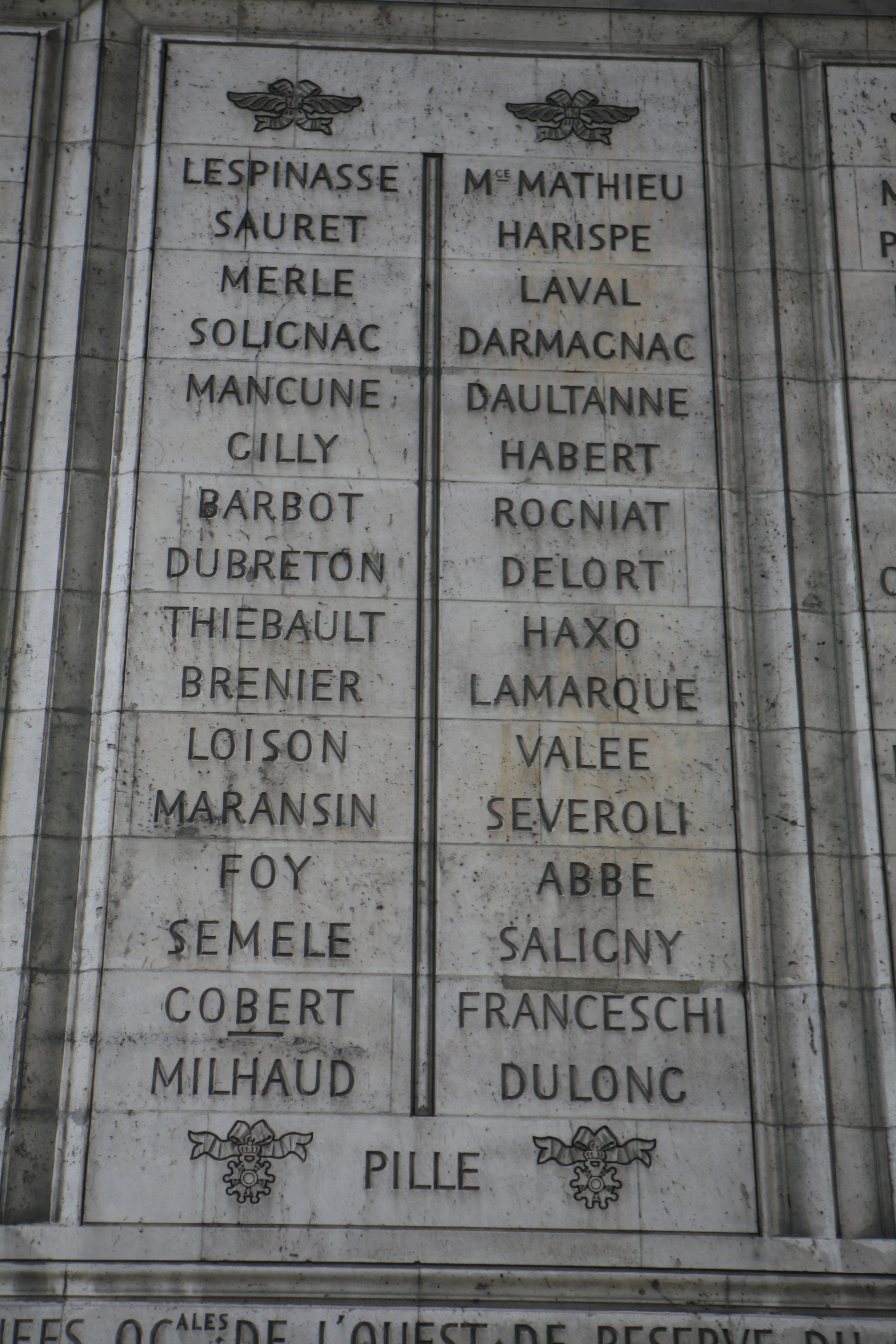
35、36列
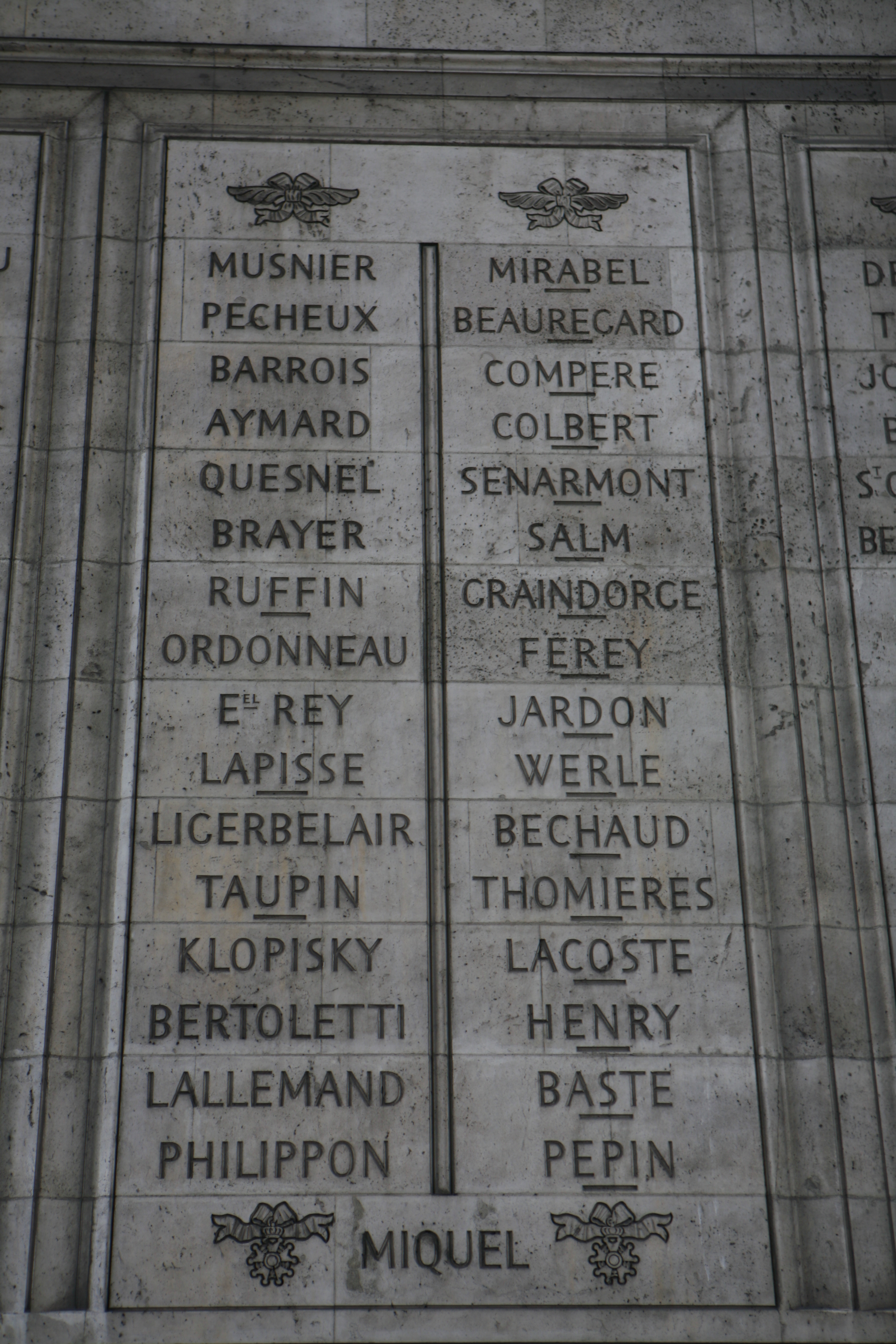
37、38列
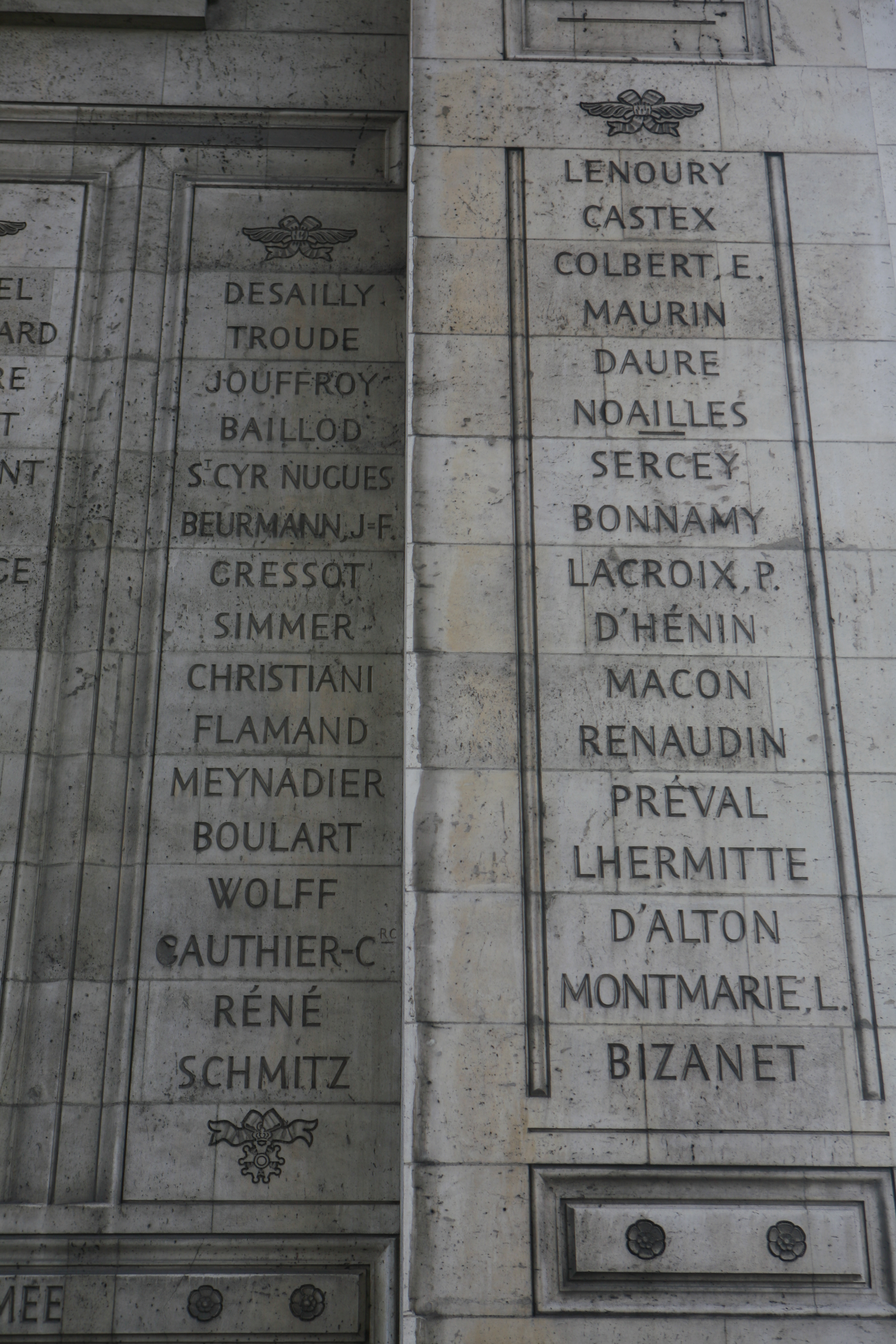
39、40列

|  | 31⁠列             | 32⁠列                | 33⁠列      | 34⁠列       | 35⁠列       | 36⁠列        | 37⁠列         | 38⁠列       | 39⁠列           | 40⁠列          |  |
|  | ---------------- | ------------------- | --------- | ---------- | ---------- | ----------- | ------------ | ---------- | -------------- | ------------- |  |
|  | •                | •                   | •         | •          | •          | •           | •            | •          | •              | •             |  |
|  | DESFOURNEAUX     | CHARBONNEL          | SERVAN    | CLAUZEL    | LESPINASSE | MCE MATHIEU | MUSNIER      | MIRABEL    | DESAILLY       | LENOURY       |  |
|  | BERRUYER         | LAMARTINIÈRE        | DUGOMMIER | LECLERC    | SAURET     | HARISPE     | PECHEUX      | BEAUREGARD | TROUDE         | CASTEX        |  |
|  | HÉDOUVILLE       | LATRILLE DE LEZ     | SCHERER   | SEBASTIANI | MERLE      | LAVAL       | BARROIS      | COMPERE    | JOUFFROY       | COLBERT, E.   |  |
|  | MARTIN           | CORBINEAU, J.       | MONCEY    | REILLE     | SOLIGNAC   | DARMAGNAC   | AYMARD       | COLBERT    | BAILLOD        | MAURIN        |  |
|  | LAMARTILLIÈRE    | DUVERNET, M.        | DEFLERS   | DORSENNE   | MANCUNE    | DAULTANNE   | QUESNEL      | SENARMONT  | ST CYR NUGUES  | DAURE         |  |
|  | CAULAINCOURT, L. | DROUOT              | D'ELBHECQ | DUPERRE    | GILLY      | HABERT      | BRAYER       | SALM       | BEURMANN, J=F. | NOAILLES      |  |
|  | LERY             | FLAHAULT            | MULLER    | BARBANTANE | BARBOT     | ROGNIAT     | RUFFIN       | GRAINDORGE | GRESSOT        | SERCEY        |  |
|  | ST SULPICE       | LQUE DE LA FERRIERE | PERIGNON  | SAHUGUET   | DUBRETON   | DELORT      | ORDONNEAU    | FEREY      | SIMMER         | BONNAMY       |  |
|  | LEFÈVRE-DESNTE   | GUÉHÉNEUC           | DAGOBERT  | FREGEVILLE | THIEBAULT  | HAXO        | EEL REY      | JARDON     | CHRISTIANI     | LACROIX, P.   |  |
|  | DUROSNEL         | REISET              | VICTOR    | DUBOUQUET  | BRENIER    | LAMARQUE    | LAPISSE      | WERLE      | FLAMAND        | D'HÉNIN       |  |
|  | ORDENER          | PICQUET             | SOULT     | CANCLAUX   | LOISON     | VALEE       | LIGER BELAIR | BECHAUD    | MEYNADIER      | MACON         |  |
|  | TAVIEL           | CHATEAU             | DECRES    | TRAVOT     | MARANSIN   | SEVEROLI    | TAUPIN       | THOMIERES  | BOULARD        | RENAUDIN      |  |
|  | GUYOT, C.        | HARLET              | SUCHET    | DELABORDE  | FOY        | ABBE        | KLOPISKY     | LACOSTE    | WOLFF          | PRÉVAL        |  |
|  | LEBRUN           | MAUCOMBLE           | JUNOT     | MARBOT     | SEMELE     | SALIGNY     | BERTOLETTI   | HENRY      | GAUTHIER-CRC   | LHERMITTE     |  |
|  | CHASTEL          | BOUCHU              | DECAEN    | WILLOT     | GOBERT     | FRANCESCHI  | LALLEMAND    | BASTE      | RÉNÉ           | D'ALTON       |  |
|  | BAILLY DE MONTON | VALLETAUX           | LINOIS    | LAGRANGE   | MILHAUD    | DULONG      | PHILIPPON    | PEPIN      | SCHMITZ        | MONTMARIE, L. |  |
|  | DEPONTHON        | •                   | HUBER     | •          | PILLE      | •           | MIQUEL       | •          | •              | BIZANET       |  |

|  | ARMEES DES PYRENEES ORALES・ DES PYRENEES OCALES・ DE L'OUEST・ DE RESERVE ・ DU CAMP DE BOULOGNE・ GRANDE ARMEE |

## 姓のアルファベット順一覧

### A
- ジャン・シャルル・アバトゥッシ（フランス語版）（Jean Charles Abbatucci、1770年-1796年） - 少将。ユナング籠城中に戦死。【17列】
- ルイ・ジャン・ニコラ・アベ（フランス語版）（Louis Jean Nicolas Abbé、1764年-1834年） - 中将。【36列】
- ジョセフ・ジャン＝バティスト・アルベール（フランス語版）（Joseph Jean-Baptiste Albert、1771年-1822年） - 中将。【11列】
- ルイ・アルメラ（フランス語版）（Louis Alméras、1768年-1828年） - 中将。【11列】
- ジャン＝ジャック・アンベール（フランス語版）（Jean-Jacques Ambert、1765年-1851年） - 中将。【5列】
- フランソワ・ピエール・アメイ（フランス語版）（François Pierre Joseph Amey、1768年-1850年） - 中将。【1列】
- アントワーヌ・フランソワ・アンドレオシ（フランス語版）（Antoine François Andréossy、1761年-1828年） - 中将。【24列】
- ジャック・ベルナール・ダンセルメ（フランス語版）（Jacques Bernard Joseph Modeste d’Anselme、1740年-1814年） - 中将。【23列】
- ジャン＝トマ・アリジ・ド・カサノバ（フランス語版）（Jean Toussaint Arrighi de Casanova、1778年-1853年） - 中将。【21列】
- クロード・シャルル・オーブリー・ド・ラ・ボーシャルデリー（フランス語版）（Claude Charles Aubry de La Boucharderie、1773年-1813年） - 少将。ライプツィヒの戦いで致命傷を負った。【20列】
- ピエール・オージュロー（Charles Pierre François Augereau、1757年-1816年） - フランス元帥【23列】
- アントワーヌ・エマール（フランス語版）（Antoine Aymard、1773年-1861年） - 将軍。【37列】

### B

#### Ba
- ジルベール・バシェル（フランス語版）（Gilbert Désiré Joseph Bachelu、1777年-1849年） - 中将。【30列】
- ジャン・ピエール・バイヨ（フランス語版）（Jean-Pierre Baillod、1771年-1853年） - 少将。【39列】
- フランソワ・ゲデオン・バイイ・ド・モンション（フランス語版）（François Gédéon Bailly de Monthyon、1776年-1850年） - 中将。【31列】
- バジユ・ギュイ・マリー・ヴィクトル・バルトゥ・ド・ポワイー（フランス語版）（Basile Guy Marie Victor Baltus de Pouilly、1766年-1845年） - 少将。【2列】
- ピエール・バネル（フランス語版）（Pierre Banel、1766年-1796年） - 少将。コッセーリア攻撃時に戦死。【28列】
- ルイ・バラギュ・ディラール（フランス語版）（Louis Baraguey d'Hilliers、1764年-1813年） - 中将。【24列】
- ジョセフ・バルバネグリュ（フランス語版）（Joseph Barbanègre、1772年-1830年） - 少将。【19列】
- イラリオン・パウル・デュ・プジェ（フランス語版）（Hilarion Paul François Bienvenu Puget de Barbentane、1793年-1828年） - 軍司令官。【34列】
- マリー・エチエンヌ・ド・バルボ（フランス語版）（Marie Étienne de Barbot、1770年-1839年） - 将軍。【35列】
- ガブリエル・バルボ・デ・クーリエール（フランス語版）（Gabriel Barbou des Courières、1761年-1827年） - 中将。【6列】
- マルシャル・バルデ（フランス語版）（Martial Bardet、1764年-1837年） - 中将。【2列】
- ピエール・バロワ（フランス語版）（Pierre Barrois、1774年-1860年） - 中将。【37列】
- ピエール・バステ（フランス語版）（Pierre Baste、1768年-1814年） - 海軍少将兼陸軍少将。ブリエンヌ（Brienne）の戦いで戦死。【38列】
- ルイ・バストゥール（フランス語版）（Louis Bastoul、1753年-1801年） - 中将。ホーエンリンデンの戦いの数日後に砲撃で致命傷を負った。【8列】
- ジャン・バティスト・シャルル・ボーロ（フランス語版）（Jean Baptiste Charles Baurot、1774年-1847年） - 少将。【29列】

#### Be
- ウジェーヌ・ド・ボアルネ（Eugène Rose de Beauharnais、1781年-1824年） - イタリア副王兼イタリア方面軍（フランス語版）司令官。【24列】
- ルイ・クレシャン・カリエール（フランス語版）（Louis Chrétien Carrière de Beaumont、1763年-1830年） - 中将。【17列】
- ミシェル・ド・ボーピュイ（フランス語版）（Michel de Beaupuy、1755年-1796年） - 中将。エメンディンゲン（フランス語版）で砲撃により戦死。【18列】
- ニコラ＝ジョセフ・ボールペール（フランス語版）（Nicolas-Joseph Beaurepaire、1740年-1792年） - 中佐。ヴェルダンの戦いで戦死。【8列】
- ジャン＝ピエール・ベショー（フランス語版）（Jean-Pierre Béchaud、1770年-1814年） - 少将。オルテズの戦い (1814年)（フランス語版）で戦死。 【38列】
- ニコラ・レオナール・バジェル・ベケル（フランス語版）（Nicolas Léonard Bagert Beker、1770年-1840年） - 少将。【26列】
- アントワーヌ・アレクサンドル・ジュリエンヌ（フランス語版）（Antoine Alexandre Julienne、1775年-1838年）、凱旋門には「Bellair」と記。 - 少将。【9列】
- ジャック・ニコラ・ベラヴェーヌ（フランス語版）（|Jacques Nicolas Bellavène、1770年-1826年）、Bellavesneとも。 - 中将。【17列】
- オーギュスタン＝ダニエル・ベリアール（フランス語版）（Augustin-Daniel Belliard、1769年-1832年） - 中将。【24列】
- シジモン＝フレデリク・ド・ベルクエイム（フランス語版）（Sigismond-Frédéric de Berckheim、1772年-1819年） - 中将。【12列】
- フランソワ・ベルジュ（フランス語版）（François Berge、1779年-1832年） - 将軍。【29列】
- ジャン・バティスト・ジュール・ベルナドット（Jean Baptiste Jules Bernadotte、1763年-1844年） - フランス元帥。スウェーデン王およびノルウェー王 【3列】
- ジャン＝フランソワ・ベリュイエ（フランス語版）（Jean-François Berruyer、1738年-1804年） - 軍司令官。【31列】
- ピエール・ベルセゼヌ（フランス語版）（Pierre Berthezène、1775年-1847年） - 中将。【27列】
- ルイ＝アレクサンドル・ベルティエ（Louis Alexandre Berthier、1753年-1815年） - 元帥。総参謀長。【23列】
- アントワーヌ・マルク・オーギュスタン・ベルトレッティ（フランス語版）（Antoine Marc Augustin Bertoletti、1775年-1846年） - 少将。【37列】
- アンリ・ガティアン・ベルトラン（Henri Gatien Bertrand、1773年-1844年） - 中将。【14列】
- ジャン＝バティスト・ベシェール（Jean-Baptiste Bessières、1768年-1813年） - 元帥。リパッハ（Rippach）で砲撃により戦死。【13列】
- ベルトラン・ベシェール（フランス語版）（Bertrand Bessières、1773年-1854年） - 将軍。【29列】
- ジャン・エルネスト・ド・ブールマン（フランス語版）（Jean Ernest de Beurmann、1775年-1850年） - 少将。【39列】
- フレデリク・オーギュスト・ド・ボールマン（フランス語版）（Frédéric Auguste de Beurmann、1777年-1815年）【39列】
- ピエール・リエル・ド・ブールノンヴィル（フランス語版）（Pierre Riel de Beurnonville、1752年-1821年）- 元帥。【3列】
- マルシャル・ベイラン（フランス語版）（Martial Beyrand、1768年-1796年）、凱旋門には「BAYRAND」と記。 - 少将。カスティリオーネの戦いで戦死。【28列】

#### Bi - Bl
- アウグスト・ジュリアン・ビガール（フランス語版）（Auguste Julien Bigarré） - 少将。1775年-1838年。 【30列】
- ルイ・フランソワ・ビノ（フランス語版）（Louis François Binot、1771年-1807年） - 少将。アイラウの戦いで戦死。【10列】
- アルマン＝ルイ・ド・ゴントー・ビロン（フランス語版）（Armand Louis de Gontaut de Lauzun de Biron、1747年-1793年） - 軍司令官。【23列】
- バティスト・ピエール・ビソン（フランス語版）（Baptiste Pierre François Jean Gaspard Bisson、1767年-1811年） - 中将。【16列】
- ギュラン・ローラン・ビザネ（フランス語版）（Guilin Laurent Bizanet、1755年-1836年） - 将軍。【40列】
- クロード・ガスパール・ブランシェヴィル（フランス語版）（Claude Basile Gaspard Blancheville、1766年-1810年） - 大佐。スペインのゲリラにより殺された。【28列】
- アンジェ・フランソワ・ブレイン（フランス語版）（Ange François Alexandre Blein、1767年-1845年） - 将軍。【9列】

#### Bo
- アン・マリー・フランソワ・バルブア・ド・メゾン＝ルージュ・ド・ボワジェラール（フランス語版）（Anne Marie François Barbuat de Maison-Rouge de Boisgérard、1767年-1799年） - 少将。カプアで致命傷を負った。【28列】
- ルイ・アンドレ・ボン（フランス語版）（Louis André Bon、1758年-1799年） - 中将。アッコ包囲戦 (1799年)中に死亡。【25列】
- ジェローム・ボナパルト（Jérôme Bonaparte、1784年-1860年） - ナポレオンの弟。フランス元帥。ヴェストファーレン王【5列】
- ルイ・ボナパルト（Louis Bonaparte、1778年-1846年）- ナポレオンの弟、ナポレオン3世の父。中将。オランダ国王【25列】
- ジャン・ピエール・フランソワ・ボネ（フランス語版）（Jean Pierre François Bonet、1768年-1857年） - 中将。【15列】
- ジャン＝ジェラール・ボネール（フランス語版）（Jean-Gérard Bonnaire、1769年-1816年） - 少将。【2列】
- シャルル・アウグスト・ジャン・バティスト・ルイ・ジョセフ・ボナミー（フランス語版）（Charles Auguste Jean Baptiste Louis Joseph Bonamy、1764年-1830年）、de Bellefontaineと記。 - 少将。【40列】
- エネモン・ボナール（フランス語版）（Ennemond Bonnard、1756年-1819年） - 中将。【5列】
- ジャック・フィリップ・ボノー（フランス語版）（Jacques Philippe Bonnaud、1757年-1797年）Bonneauとも。 - 中将。【6列】
- ピエール・ボヌメ（フランス語版）（Pierre Bonnemains、1773年-1850年） - 少将。【22列】
- エチエンヌ・タルディ・ド・ポンルー・ド・ボルドソール（フランス語版）（Étienne Tardif de Pommeroux de Bordesoulle、1771年-1837年） - 中将。【1列】
- シャルル・ルク・ポーラン・クレメン・ボレリ（フランス語版）（Charles Luc Paulin Clément Borrelli、1771年-1849年） - 少将。【29列】
- フランソワ・ルイ・ボーシュ（フランス語版）（François Louis Bouchu、1771年-1839年） - 将軍。【32列】
- ジャン・ボーデ（フランス語版）（Jean Boudet） - 中将。1769年-1809年。 【19列】
- ジャン＝フランソワ・ボーラル（フランス語版）（Jean-François Boulart、1776年-1842年） - 少将。【39列】
- フランソワ・アントワーヌ・ボールシェ（フランス語版）（François Antoine Louis Bourcier） - 中将。1760年-1828年。 【14列】
- ジャン・レイモン・シャルル・ブールク（フランス語版）（Jean Raymond Charles Bourke、1772年-1847年） - 中将。【20列】
- ジョセフ・ボーヴィエ・デゼクラ（フランス語版）（Joseph Bouvier des Éclaz、1757年-1830年） - 少将。【9列】
- ルイ＝レジェ・ボワエルデュ（フランス語版）（Louis-Léger Boyeldieu、1774年-1815年） - 中将。【12列】
- ジャン＝バティスト・ニコラ・アンリ・ボイエ（フランス語版）（Jean-Baptiste Nicolas Henri Boyer、1775年-1813年） - 少将。フライブルク（フランス語版）の戦いで致命傷を負った。【12列】
- ピエール・フランソワ・サヴィエ・ボイエ（フランス語版）（Pierre François Xavier Boyer、1772年-1851年） - 中将。【7列】

#### Br - Bu
- ミシェル・シルヴェストル・ブライエ（フランス語版）（Michel Sylvestre Brayer、1769年-1840年） - 中将。 【37列】
- アントワーヌ・フランソワ・ブレニエ＝モンモラン（フランス語版）（Antoine François Brenier-Montmorand、1767年-1832年） - 中将。【35列】
- アンドレ・ルイ・エリザベト・マリー・ブリシェ（フランス語版）（André Louis Élisabeth Marie Briche、1772年-1825年） - 中将。【30列】
- アンドレ・フランソワ・ブロン・ド・バイイ（フランス語版）（André François Bron de Bailly、1757年-1847年） - 少将。【30列】
- ジャン・バティスト・ブロジエール（フランス語版）（Jean Baptiste Broussier、1766年-1814年） - 中将。【7列】
- フランソワ＝ポール・ブリュイ（François Paul de Brueys d’Aigalliers、1753年-1798年） - 海軍中将。ナイルの海戦で戦死。【23列】
- ユスタシェ・ブリュイクス（フランス語版）（Eustache Bruix、1759年-1805年） - 海軍中将。【13列】
- ジャン・アントワーヌ・ブリュン（フランス語版）（Jean Antoine Brun、1761年-1826年） - 少将。 【20列】
- ギヨーム＝マリ＝アンヌ・ブリューヌ（Guillaume Marie-Anne Brune、1763年-1815年） - 元帥。 【23列】
- ガスパール・ジャン＝バティスト・ブリュネ（フランス語版）（Gaspard Jean-Baptiste Brunet、1734年-1793年） -中将。【23列】
- ジャン＝ピエール＝ジョセフ・ブリュギエール（フランス語版）（Jean-Pierre-Joseph Bruguière、1772年-1813年）、Bruyèreと記。 - 中将。ライヘンバッハで致命傷を負った。【16列】
- ピエール・オーギュスト・フランソワ・ド・ブルシー（フランス語版）（Pierre Auguste François de Burcy、1748年-1793年） - 少将。ガンデルショフェン（フランス語版）攻撃で戦死。【10列】
- アンドレ・ブルシェ（フランス語版）（André Burthe、1772年-1830年） - 少将。【9列】

### C

#### Ca - Ce
- ジャン・バティスト・カコール（フランス語版）（Jean Baptiste Cacault、1769年-1813年） - 少将。【27列】
- マクシミリアン・カファレリ（Louis-Marie-Joseph-Maximilian de Caffarelli du Falga） - 少将。アッコ包囲戦 (1799年)中に死亡。【27列】
- マリー・フランソワ・オーギュスト・ド・カファレリ・デュ・ファルガ（フランス語版）（Marie François Auguste de Caffarelli du Falga、1766年-1849年） - 中将。【21列】
- ピエール・カンブロンヌ（Pierre Jacques Étienne Cambronne、1770年-1842年） - 中将。【8列】
- フランソワ・フレデリク・カンパナ（フランス語版）（François Frédéric Campana、1771年-1807年） - 少将。【18列】
- トゥーサン・カンピ（フランス語版）（Toussaint Campi、1777年-1832年） - 中将。 【19列】
- ジャック・ダヴィッド・マルタン・カンプルドン（フランス語版）（Jacques David Martin Campredon、1761年-1837年） - 中将。【27列】
- ジャン・バティスト・カミーユ・カンクロー（フランス語版）（Jean Baptiste Camille Canclaux、1740年-1817年） - 中将。【34列】
- ラザール・カルノー（Lazare Nicolas Marguerite Carnot、1753年-1823年） - フランス革命時に公安委員会で軍隊組織を構築した。中将。【4列】
- クロード・カラ・サン＝シール（フランス語版）（Claude Carra Saint-Cyr） - 中将。1760年-1834年。 【17列】
- ルイ・ヴィクトリン・カサーニュ（フランス語版）（Louis Victorin Cassagne、1774年-1841年） - 中将。 【27列】
- ベルトラン・ピエール・カステックス（フランス語版）（Bertrand Pierre Castex、1771年-1842年） - 中将。【40列】
- オーギュスト・ジャン＝ガブリエル・ド・コランクール（Auguste Jean-Gabriel de Caulaincourt） - 中将。ボロジノの戦いで戦死。1777年-1812年。 【18列】
- アルマン・オーギュスタン・ルイ・ド・コランクール（フランス語版）（Armand Augustin Louis de Caulaincourt、1773年-1827年） - 中将。【31列】
- ジャン＝ジャック・コーズ（フランス語版）（Jean-Jacques Causse、1751年-1796年） - 少将。デーゴの戦い（フランス語版）で戦死。【30列】
- ジャック・マリー・カヴェニャック（フランス語版）（Jacques Marie Cavaignac、1773年-1855年） - 中将。【29列】
- ジャン＝バティスト・セルボニ（フランス語版）（Jean Baptiste Cervoni、1765年-1809年） - 中将。エックミュールの戦い（フランス語版）で戦死。【17列】

#### Ch
- テオドール・シャベール（フランス語版）（Théodore Chabert） - 将軍。1758年-1845年。 【26列】
- ジョセフ・シャブラン（フランス語版）（Joseph Chabran） - 中将。1763年-1843年。 【27列】
- ローラン・オーギュスタン・ペルティエ・ド・シャンブル（フランス語版）（Laurent Augustin Pelletier de Chambure、1789年-1832年） - 大佐。【18列】
- ヴィタル・ジョアシム・シャモラン（フランス語版）（Vital Joachim Chamorin、1773年-1811年） - 少将。カンポ・マイオルの戦い（フランス語版）で戦死。【23列】
- ピエール・クレメン・ド・シャンポー（フランス語版）（Pierre Clément de Champeaux、1767年-1800年） - 少将。マレンゴの戦いで戦死。【28列】
- ジャン・エチエンヌ・ヴァシエ・シャンピオンヌ（フランス語版）（Jean Étienne Vachier dit Championnet、1762年-1800年） - 中将。 【3列】
- マリー・ピエール・フェリクス・シェスノン・ド・シャンモラン（フランス語版）（Marie Pierre Félix Chesnon de Champmorin、1736年-1808年） - 中将。【7列】
- ルイ・シャルボニエ（フランス語版）（Louis Charbonnier、1754年-1833年） (orthographe sujette à caution), 中将。【4列】
- ジョセフ・クロード・マリー・シャルボネル（フランス語版）（Joseph Claude Marie Charbonnel、1775年-1846年） - 中将。【32列】
- アンリ・フランソワ・マリー・シャルパンティエ（フランス語版）（Henri François Marie Charpentier、1769年-1831年） - 中将。【26列】
- シャルル＝フランソワ・シャルトン（フランス語版）（Charles-François Charton、1765年-1796年） - 少将。カステラッツォ（Castellazzo）の戦いで戦死。【28列】
- フランソワ・ド・シャズルー＝ローバ（フランス語版）（François Charles Louis de Chasseloup-Laubat、1754年-1833年） - 中将。【24列】
- ルイ・ピエール・エメ・シャステル（フランス語版）（Louis Pierre Aimé Chastel、1774年-1826年）【31列】
- ルイ・ユーグ＝シャトー（フランス語版）（Louis Huguet-Chataux、1779年-1814年） - 少将。モントロー（フランス語版）で致命傷を負った。【32列】
- ジャン＝ピエール・フランソワ・ド・シャゾ（フランス語版）（Jean-Pierre François de Chazot、1739年-1797年） - 将軍。【4列】
- ジャン・シェミヌー（フランス語版）（Jean Chemineau、1771年-1852年） - 中将。 【11列】
- ルイ・ニコラ・ヤシント・シェラン（フランス語版）（Louis Nicolas Hyacinthe Chérin、1762年-1799年） - 中将。【15列】
- ルイ＝クロード・ショーアル（フランス語版）（Louis-Claude Chouard、1771年-1843年） - 少将。【12列】
- ジョセフ・クリスチアニ（フランス語版）（Joseph Christiani、1772年-1840年） - 少将。 【39列】

#### Cl - Cu
- ミシェル・マリー・クラパレード（フランス語版）（Michel Marie Claparède、1770年-1842年） - 中将。【16列】
- アンリ・ジャック・ギヨーム・クラルケ（フランス語版）（Henri Jacques Guillaume Clarke、1765年-1818年） - フランス元帥。戦争大臣。【11列】
- ベルトラン・クローゼル（フランス語版）（Bertrand Clauzel、1772年-1842年） - フランス元帥。 【34列】
- フランソワ・マリー・クレメン・ド・ロンシェール（フランス語版）（François Marie Clément de la Roncière、1773年-1854年） - 中将。 【11列】
- ルイ・ジャック・クーエオルン（フランス語版）（Louis Jacques Coëhorn、1771年-1813年） - 少将。【20列】
- クロード・シルヴェストル・コロー（フランス語版）（Claude Sylvestre Colaud、1754年-1819年） - 中将。【5列】
- オーギュスト・フランソワ＝マリー・デ・コルベール＝シャバネ（フランス語版）（Auguste François Marie Colbert de Chabanais、1777年-1809年） - 少将。騎兵突撃で戦死。【38列】
- ピエール・ダヴィッド・コルベール＝シャバネ（フランス語版）（Pierre David Colbert-Chabanais、1774年-1853年）、Édouardと記。 - 中将。【40列】
- ルイ・レオナール・アントワーヌ・ド・コリ＝リッシ（フランス語版）（Louis Léonard Antoine Joseph Gaspard Venance de Colli-Ricci、1760年-1809年） - 中将。【26列】
- ジャン・ドミニク・コンパン（フランス語版）（Jean Dominique Compans、1769年-1845年） - 中将。【15列】
- クロード・アントワーヌ・コンペール（フランス語版）（Claude Antoine Compère、1774年-1812年） - 少将。 ボロジノの戦いで戦死。【38列】
- ニコラ＝フランソワ・コンルー（フランス語版）（Nicolas-François Conroux、1770年-1813年）- 中将。アスカン（フランス語版）の戦いで致命傷を負った。【16列】
- クロード・ルイ・コンスタン・エスプリ・ジュヴェナル・コルビノー（フランス語版）（Claude Louis Constant Esprit Juvénal Corbineau、1772年-1807年） - 少将。アイラウの戦いで戦死。【16列】
- ジャン＝バティスト・ジュヴェナル・コルビノー（フランス語版）（Jean-Baptiste Juvénal Corbineau、1776年-1848年） - 中将。 【32列】
- ジュリアン・マリー・コスマオ＝ケルジュリアン（フランス語版）（Julien Marie Cosmao-Kerjulien、1761年-1825年） - 海軍少将。【10列】
- ジャン・ニコラ・キュレリー（フランス語版）（Jean Nicolas Curély、1774年-1827年） - 少将。 【9列】
- フィルベール・ジャン＝バティスト・キュリアル（フランス語版）（Philibert Jean-Baptiste François Curial、1774年-1829年） - 中将。【17列】
- アダム・フィリップ・ド・キュスティーヌ（Adam Philippe de Custine、1740年-1793年） - 軍司令官。ギロチンで処刑。【3列】

### D

#### Dab - Dan
- オーギュスタン・ガブリエル・ダボヴィル（フランス語版）（Augustin Gabriel Daboville、1773年-1820年）、d’Abovilleとも。 - 少将。【4列】
- ルク・シメオン・オーギュスト・ダゴベル（フランス語版）（Luc Dagobert、1736年-1794年）、de Fontenilleと記。 - 中将。【33列】
- ニコラ・ダールマン（フランス語版）（Nicolas Dahlmann、1769年-1807年） - 少将。アイラウの戦いで戦死。【20列】
- ジャン・バティスト・ダルスム（フランス語版）（Jean Baptiste Dalesme、1763年-1832年） - 将軍。【10列】
- クロード・ダルマーニュ（フランス語版）（Claude Dallemagne、1754年-1813年）、「d'Allemagne」とも。 - 中将。【26列】
- アレクサンドル・ダルトン（フランス語版）（Alexandre Dalton、1776年-1859年） - 将軍。【40列】
- フランソワ・オーギュスト・ダマ（フランス語版）（François Auguste Damas、1773年-1812年） - 少将。ボロジノの戦いで戦死。【2列】
- フランソワ＝エチエンヌ・ド・ダマ（フランス語版）（François-Étienne de Damas、1764年-1828年） - 中将。 【26列】
- オーギュスト・マリー・アンリ・ピコ・ド・ダンピエール（フランス語版）（Auguste Marie Henri Picot de Dampierre、1756年-1793年） - 将軍。戦闘で致命傷を負った。【3列】
- シャルル・ニコラ・ダントアール・ド・ヴレンクール（フランス語版）（Charles Nicolas d’Anthouard de Vraincourt、1773年-1852年） - 中将。【21列】

#### Dar - Dav
- ジャン・バルセレミー・クロード・トゥーサン・ダルマニャック（フランス語版）（Jean Barthélemy Claude Toussaint Darmagnac、1776年-1855年） - 中将。【36列】
- ジャック・ダルノー（フランス語版）（Jacques Darnaud、1758年-1830年） - 将軍。【8列】
- オーギュスタン・ダリコー（フランス語版）（Augustin Darricau、1773年-1819年） - 中将。 【27列】
- ジャン＝ルク・ダリュール（フランス語版）（Jean-Lucq Darriule、1774年-1850年）、d’Arriuleとも。 - 将軍。【9列】
- ピエール・ダル（フランス語版）（Pierre Antoine Noël Bruno Daru、1767年-1829年） - 主計総監。【20列】
- ジョセフ・オーギュスタン・フォルニエ（フランス語版）（Joseph Augustin Fournier de Loysonville d’Aultane、1759年-1828年）、「Daultanne」と記。 - 中将。【36列】
- ピエール・ドームスニュ（フランス語版）（Yrieix Pierre Daumesnil、1776年-1832年） - 将軍。【8列】
- エクト・ドール（フランス語版）（Jean Pierre Paulin Hector Daure、1774年-1846年） - 主計総監。【40列】
- ジャン＝アントワーヌ・ダヴィッド（フランス語版）（Jean-Antoine David、1767年-1799年） - 少将。アルクマールの戦いで致命傷を負った。 【7列】
- ルイ＝ニコラ・ダヴー（Louis Nicolas Davout、1770年-1823年）、「d’Avout」「Davoust」とも表記） - 元帥。【13列】
- フランソワ・シャルル・ダヴランジュ・ドージュランヴィル（フランス語版）（François Charles Jean Pierre Marie d’Avranges d’Haugeranville、1782年-1817年）、「Davrange」と記。 - 少将。【9列】

#### Deb - Dej
- ジャン＝フランソワ・ジョセフ・デベル（フランス語版）（Jean-François Joseph Debelle、1767年-1802年） - 中将。【6列】
- ジャン・ルイ・デビイイ（フランス語版）（Jean Louis Debilly） - 少将。アウエルシュタットの戦い（フランス語版）で戦死。【18列】
- シャルル・マチュー・イシドール・デキャン（フランス語版）（Charles Mathieu Isidore Decaen、1769年-1832年） - 中将。【33列】
- ピエール・デクー（フランス語版）（Pierre Decouz、1775年-1814年） - 中将。ブリエンヌ＝ル＝シャトー（フランス語版）の戦いで致命傷を負った。【17列】
- デニ・デクレ（フランス語版）（Denis Decres、1761年-1820年） Decrèsとも。 - 海軍中将。【33列】
- フランソワ・ルイ・ドドン＝デュクロ（フランス語版）（François Louis Dedon-Duclos） - 将軍。【12列】
- ルイ・シャルル・ド・ラ・モット＝アンゴ・ド・フレール（フランス語版）（Louis Charles de La Motte-Ango de Flers、1754年-1794年）、「Deflers」とも。 - 中将。【33列】
- ジャン＝マリー・ドフランス（フランス語版）（Jean-Marie-Antoine Defrance、1771年-1855年） - 中将。【11列】
- ジャン・フランソワ・エメ・デジャン（フランス語版）（Jean François Aimé Dejean、1749年-1824年） - 中将。【5列】
- ジャン・アントワーヌ・デジャン（フランス語版）（Jean Antoine Dejean、1765年-1848年） - 少将。【30列】

#### Del
- アマブル・アンリ・デラージュ（フランス語版）（Amable Henri Delaage、1745年-1797年） - 将軍。【6列】
- アンリ＝フランソワ・ドラボルド (将軍)（フランス語版）（Henri François Delaborde、1764年-1833年） - 中将。【34列】
- アデレード・ブライズ・ル・リーブル・ド・ラ・グランジュ（フランス語版）（Adélaïde Blaise François le Lièvre de la Grange、1766年-1833年） - 中将。【11列】
- アルマン・シャルル・ルイ・ル・リーブル・ド・ラ・グランジェ（フランス語版）（Armand Charles Louis le Lièvre de la Grange、1783年-1864年） - 少将。【12列】
- アントワーヌ・シャルル・ベルナール・デレートル（フランス語版）（Antoine Charles Bernard Delaitre、1776年-1838年） - 将軍。【29列】
- アウグスト・エチエンヌ・マリー・グールレ（フランス語版）（Auguste Étienne Marie Gourlez de Lamotte、1772年-1836年） - 将軍。【22列】
- ピエール・ジョセフ・ドゥ・シャンジェ・デルベク（フランス語版）（Pierre Joseph du Chambge d’Elbhecq、1733年-1793年） - 将軍。【33列】
- ヴィクトル・ジョセフ・デルカンブル（フランス語版）（Victor Joseph Delcambre、1770年-1858年） - 少将。【9列】
- フランソワ＝ジョセフ・オーギュスタン・デルゴーギュ（フランス語版）（François-Joseph Augustin Delegorgue、1757年-1806年） - 少将。【27列】
- アントワーヌ・ギヨーム・デルマ（フランス語版）（Antoine Guillaume Mauraillac d’Elmas de la Coste、1766年-1813年）、「Delmas」と記。 - 中将。ライプツィヒの戦いで致命傷を負った。【16列】
- ジャック・アントワーヌ・アドリエ・デロール（フランス語版）（Jacques Antoine Adrien Delort、1773年-1846年） - 中将。【36列】
- アレクシ・ジョセフ・デルゾン（フランス語版）（Alexis Joseph Delzons、1775年-1812年） - 中将。 【16列】

#### Dem - Der
- ジャン・デンバレール（フランス語版）（Jean Dembarrère、1747年-1828年） - 中将。【1列】
- ジョセフ・ローラン・デモン（フランス語版）（Joseph Laurent Demont、1747年-1826年） - 中将。 【17列】
- アントワーヌ・デニエ（Antoine Denniée、1754年-1829年） - 主計総監。【25列】
- シャルル・フランソワ・デポンソン（フランス語版）（Charles François Deponthon、1777年-1849年） - 将軍。【31列】
- アルベール＝フランソワ・デリオ（フランス語版）（Albert-François Deriot、1766年-1836年） - 中将。【21列】
- ピエール・セザル・デリィ（フランス語版）（Pierre César Dery、1768年-1812年） - 少将。タルチノの戦い（フランス語版）で戦死。【12列】

#### Des
- ジャン・シャルル・デサイー（フランス語版）（Jean Charles Desailly、1768年-1830年） - 少将。【39列】
- ジョセフ・セザール・ミショー・ド・サン・マルス（Joseph César Michault de Saint Mars、1778年-1853年） - 大佐。【3列】
- ルイ・シャルル・アントワーヌ・ドゼー（Louis Charles Antoine Desaix、1768年-1800年） - 中将。マレンゴの戦いで戦死。 【23列】
- ニコラ・ジョセフ・デザンファン（フランス語版）（Nicolas Joseph Desenfans、1765年-1808年） - 少将。【6列】
- エドム・エチエンヌ・ボルヌ・デフォルノー（フランス語版）（Edme Etienne Borne Desfourneaux） - 中将。【31列】
- ルネ＝ニコラ・デュフリシュ・デジェネット（フランス語版）（René-Nicolas Dufriche Desgenettes、1762年-1837年） - 大陸軍の軍医長。【29列】
- ジャック・ジャルダン（フランス語版）（Jacques Jardin、1759年-1807年）、「Desjardins」または「Desjardin」と記。 - 中将。アイラウの戦いで致命傷を負った。【16列】
- ポール・デノイエ（Paul Desnoyers、1768年-1799年） - 旅団長。レスベ（Lesbeh）で戦死。【28列】
- ジャン・ルイ・ブリジット・エスパーニュ（フランス語版）（Jean Louis Brigitte d’Espagne、1769年-1809年） - 中将。アスペルン・エスリンクの戦いで致命傷を負った。【16列】
- ジョセフ・マリー・ドゼー（フランス語版）（Joseph Marie Dessaix、1764年-1834年） - 中将。【1列】
- ジャン・ジョセフ・デゾル（フランス語版）（Jean Joseph Paul Augustin Dessolles、1767年-1828年） - 中将。【15列】
- ジャック・ザシャリー・デタン（フランス語版）（Jacques Zacharie Destaing、1764年-1802年） - 中将。【25列】
- ジャン・ジャック・デヴォー・ド・サン＝モーリス（フランス語版）（Jean Jacques Desvaux de Saint-Maurice、1775年-1815年） - 中将、ワーテルローの戦いで戦死。 【10列】

#### Dh - Dr
- ジャン・ジョセフ・アンジェ・ドーポール（フランス語版）（Jean Joseph Ange d’Hautpoul、1754年-1807年） - 中将。アイラウの戦いで致命傷を負った。【16列】
- フランソワ・ニヴァル・シャルル・ジョセフ・デニン（フランス語版）（François Nivard Charles Joseph d'Hénin、1771年-1847年） - 将軍。【40列】
- アレクサンドル・エリザベト・ミシェル・ディジョン（フランス語版）（Alexandre Elisabeth Michel Digeon、1771年-1826年） - 中将。【22列】
- アルトゥール・ディヨン（フランス語版）（Arthur Dillon、1750年-1794年） - 中将。【4列】
- ギヨーム・ドード・ド・ラ・ブリュヌリー（フランス語版）（Guillaume Dode de la Brunerie、1775年-1851年） - フランス元帥。【22列】
- ヤン・ヘンリク・ドンブロフスキ（Jean Henri Dabrowski、1755年-1818年）、Dombrowskiと記。【25列】
- ジャン・バティスト・ドマンジェ（フランス語版）（Jean Baptiste Dommanget、1769年-1848年） - 少将。【2列】
- エルゼア＝オーギュスト・クーザン・ド・ドマルタン（フランス語版）（Elzéar-Auguste Cousin de Dommartin、1768年-1799年） - 中将。【25列】
- ジャン・シメオン・ドモン（フランス語版）（Jean Siméon Domon、1774年-1830年） - 中将。 【20列】
- フレデリク・ギヨーム・ド・ドノップ（フランス語版）（Frédéric Guillaume de Donop、1773年-1815年） - 少将。ワーテルローの戦いで戦死。【1列】
- フランソワ＝サビエ・ドンズロ（フランス語版）（François Xavier Donzelot、1764年-1843年） - 中将。【17列】
- ジャン・マリー・ル・ページュ・ドルゼンヌ（フランス語版）（Jean Marie Pierre François le Paige Doursenne、1773年-1812年）、Dorsenneと記。 - 中将。【34列】
- ジャン・フィリップ・レイモン・ドルズネ（フランス語版）（Jean Philippe Raymond Dorsner、1750年-1829年） - 中将。【7列】
- ジャン・ピエール・ドメルク（フランス語版）（Jean Pierre Doumerc、1767年-1847年） - 中将。【1列】
- ジャン＝バティスト・ドルーエ、デルロン伯（Jean-Baptiste Drouet d'Erlon、1765年-1844年） - フランス元帥 【14列】
- アントワーヌ・ドルーオ（フランス語版）（Antoine Drouot、1774年-1847年） - 中将。【32列】

#### Dub - Duh
- ポール＝アレクシ・デュボワ（フランス語版）（Paul-Alexis Dubois、1754年-1796年） - 中将。ロヴェレトの戦い（フランス語版）で致命傷を負った。【25列】
- ジャック・シャルル・デュボワ・ド・シャンヴィル（フランス語版）（Jacques Charles Dubois de Thainville、1762年-1847年） - 少将。【9列】
- ルイ・デュボケ（フランス語版）（Louis Dubouquet、1740年-1814年） - 中将。【34列】
- ジャン・ルイ・デュブルトン（フランス語版）（Jean Louis Dubreton、1773年-1855年） - 中将。【35列】
- ジョルジュ・ジョセフ・デュフォー（フランス語版）（Georges Joseph Dufour、1758年-1820年） - 中将。【5列】
- ジャック・フランソワ・デュゴミエ（Jacques Christophe Coquille dit Dugommier、1738年-1794年） - 中将。【33列】
- シャルル・フランソワ・ジョセフ・デュギュア（フランス語版）（Charles François Joseph Dugua、1744年-1802年） - 中将。【25列】
- ギヨーム・フィルベール・デュエスム（フランス語版）（Guillaume Philibert Duhesme、1766年-1815年） - 中将。ワーテルローの戦いで致命傷を負った。【8列】

#### Dul - Dum
- ルイ・エチエンヌ・デュロン・ド・ロスネ（フランス語版）（Louis Étienne Dulong de Rosnay、1780年-1828年） - 将軍。【36列】
- トマ＝アレクサンドル・デュマ（Alexandre Thomas Davy de la Pailleterie、1762年-1807年） 「Dumas」と記。 - 中将。アレクサンドル・デュマ・ペールの父親。【23列】
- マチュー・デュマ（フランス語版）（Mathieu Dumas、1753年-1837年） - 中将。主計総監。【15列】
- ピエール・ジャダル・デュ・メルビオン（フランス語版）（Pierre Jadart du Merbion、1737年-1797年）、Dumerbionと記。 - 中将。【23列】
- ジャン・バティスト・デュモンソー（フランス語版）（Jean Baptiste Dumonceau、1760年-1821年） - 中将。【1列】
- シャルル・フランソワ・デュムリエ（Charles François Dumouriez、1733年-1823年）、「Du Perrier」と記。 - 軍司令官。【3列】
- ピエール・デュモースティエ（フランス語版）（Pierre Dumoustier、1771年-1831年） - 中将。【11列】

#### Dup - Duv
- ピエール・ルイ・デュパ（フランス語版）（Pierre Louis Dupas、1761年-1823年） - 中将。 【26列】
- ヴィクトル・ギュイ・デュペール（フランス語版）（Victor Guy Duperré、1775年-1846年） - 海軍中将。【34列】
- レオナール・デュフォ（フランス語版）（Mathurin Léonard Duphot、1769年-1797年） - 少将。【28列】
- ジャン・エチエンヌ・ベノワ・デュプラ（フランス語版）（Jean Étienne Benoît Duprat、1752年-1809年） - 少将。ヴァグラムの戦いで戦死。 【19列】
- ジェラール・クリストフ・ミシェル・デュロック（フランス語版）（Géraud Christophe Michel Duroc、1772年-1813年） - 中将。シレジアで砲撃により致命傷を負った。【15列】
- アントワーヌ・ジャン・アウグスト・アンリ・デュロスネル（フランス語版）（Antoine Jean Auguste Henri Durosnel、1771年-1849年） - 中将。【31列】
- アントワーヌ・シモン・デュリュー（フランス語版）（Antoine Simon Durrieu、1775年-1862年） - 中将。【19列】
- ピエール・フランソワ・ジョセフ・デュリュト（フランス語版）（Pierre François Joseph Durutte、1767年-1827年） - 中将。【17列】
- アドリアン・ジャン・デュ・ボスク・デュタイ（フランス語版）（Adrien Jean Baptiste Aimable Ramond du Bosc Dutaillis、1760年-1851年） - 中将。【11列】
- ブライズ・デュヴァル（フランス語版）（Blaise Duval、1739年-1803年）、「Duval de Hautmaret」と記。 - 中将。【4列】
- レジ・バルセルミー・ムートン＝デュヴェルネ（フランス語版）（Régis Barthélemy Mouton-Duvernet、1770年-1816年） - 中将。【32列】

### E
- ジャン＝バティスト・エブレ（Jean-Baptiste Eblé、1758年-1812年） - 中将。【14列】
- マキシム・ジュリアン・エメリオ・ド・ボーヴェルジュ（フランス語版）（Maxime Julien Émeriau de Beauverger、1762年-1845年）、凱旋門には「Émeriau」と記。 - 海軍中将。【21列】
- レミ・ジョゼフ・イシドール・エグゼルマン（フランス語版）（Rémy Joseph Isidore Exelmans、1775年-1852年） - フランス元帥。【27列】

### F
- ガブリエル・ジャン・ファーブル（フランス語版）（Gabriel Jean Fabre、1774年-1858年） - 将軍。【22列】
- ジャン・ルイ・フランソワ・フォーコネ（フランス語版）（Jean Louis François Fauconnet、1750年-1819年） - 中将。【7列】
- フランソワ・クロード・ジョアシム・フォルトリエ・ド・ロルメ（フランス語版）（François Claude Joachim Faultrier de l’Orme、1760年-1805年） - 中将。【21列】
- クロード・フランソワ・フェレイ（フランス語版）（Claude François Ferey、1771年-1812年） - 中将。アラピユ（Arapiles）の戦いで致命傷を負った。【38列】
- ピエール・マリー・バルセルミー・フェリノ（フランス語版）（Pierre Marie Barthélemy Ferino、1747年-1816年） - 中将。【14列】
- ジャック・フェラン（フランス語版）（Jacques Ferrand、1746年-1804年） - 中将。【4列】
- パスカル・アントワーヌ・フィオレラ（フランス語版）（Pascal Antoine Fiorella、1752年-1818年） - 将軍。【21列】
- オーギュスト・シャルル・ジョセフ・ド・フラオー・ド・ラ・ビヤルデリー（フランス語版）（Auguste Charles Joseph de Flahaut de La Billarderie、1785年-1870年） - 中将。【32列】
- ジャン＝フランソワ・フラマン（フランス語版）（Jean-François Flamand、1766年-1838年） - 少将。【39列】
- ルイ・フランソワ・フォーシェ・ド・カレイユ（フランス語版）（Louis François Foucher de Careil、1762年-1835年） - 中将。【11列】
- アルベール・ルイ・エマニュエル・ド・フォール（フランス語版）（Albert Louis Emmanuel de Fouler、1769年-1831年） - 中将。【10列】
- マクシミリアン・セバスティアン・フォワ（Maximilien Sébastien Foy、1775年-1825年） - 中将。【35列】
- ジャン・バティスト・フランセスキ＝デロンヌ（フランス語版）（Jean Baptiste Francesqui-Delonne、1767年-1810年） - 少将。【36列】
- シャルル＝ルイ＝ジョセフ・ド・ゴー・ド・フレジュヴィル（フランス語版）（Charles-Louis-Joseph de Gau de Fregeville、1762年-1841年） - 中将。【34列】
- ジョルジュ・フレール（フランス語版）（Georges Frère、1764年-1826年） - 中将。【25列】
- フィルベール・フレジネ（フランス語版）（Philibert Fressinet、1767年-1821年） - 中将。【17列】
- ルイ・フリアン（フランス語版）（Louis Friant、1758年-1829年） - 中将。【8列】
- ジャン・パルフェ・フリーデリッシ（フランス語版）（Jean Parfait Friederichs、1773年-1813年） - 中将。【20列】
- フランソワ・ニコラ・フリリオン（フランス語版）（François Nicolas Fririon、1766年-1840年） - 中将。【16列】

### G

#### Ga - Ge
- オノーレ・ジョゼフ・アントワーヌ・ジャントーム（フランス語版）（Honoré Joseph Antoine Ganteaume、1755年-1818年） - 海軍中将。【23列】
- マリー・テオドール・ウルバン・ガルベ（フランス語版）（Marie Théodore Urbain Garbé、1769年-1831年） - 将軍。【22列】
- ガスパール・アメデ・ジャルダンヌ（フランス語版）（Gaspard Amédée Gardanne、1758年-1807年） - 中将。【25列】
- ピエール・ドミニク・ガルニエ（フランス語版）（Pierre Dominique Garnier、1756年-1827年） - 中将。【25列】
- ピエール・エドメ・ゴーテラン（フランス語版）（Pierre Edmé Gautherin、1770年-1851年）、Gauthrinとも。 - 少将。【19列】
- ジャン・ピエール・ゴーシエ（フランス語版）（Jean Pierre Gauthier、1765年-1821年）、Leclercと記。 - 少将。【39列】
- ニコラ・ヤシント・ゴーティエ（フランス語版）（Nicolas Hyacinthe Gautier、1774年-1809年 - 少将。ヴァグラムの戦いで致命傷を負った。【18列】
- オノーレ・テオドール・マキシム・ガザン（フランス語版）（Honoré Théodore Maxime Gazan、1765年-1845年） - 中将。【26列】
- アルフォンス・ルイ・ジャンティユ・ド・サンタルフォンス（フランス語版）（Alphonse Louis Gentil de Saint-Alphonse、1777年-1837年） - 将軍。【19列】
- エティエンヌ・モーリス・ジェラール（Étienne Maurice Gérard、1773年-1852年） - フランス元帥。戦争大臣。【14列】
- フランソワ＝ジョセフ・ジェラール（フランス語版）（François-Joseph Gérard、1771年-1832年） - 中将。【2列】

#### Gi - Go
- ジョセフ・ジロ（フランス語版）（Joseph Gilot、1734年-1811年） - 中将。【6列】
- ジャック・ローラン・ジイイ（フランス語版）（Jacques Laurent Gilly、1769年-1829年） - 中将。【35列】
- ジャン＝バティスト・ジラール (軍人)（フランス語版）（Jean Baptiste Girard、1775年-1815年） - 中将。リニーの戦いで致命傷を負った。【8列】
- ジャン・ピエール・ジラール＝ディ＝ヴィユー（フランス語版）（Jean Pierre Girard-dit-Vieux、1750年-1811年） - 少将。【20列】
- アレクサンドル・ド・ジラルダン（フランス語版）（Alexandre Louis Robert Girardin d’Ermenonville、1776年-1855年） - 中将。【20列】
- ジャック・ニコラ・ゴベール（フランス語版）（Jacques Nicolas Gobert、1760年-1808年） - 中将。バイレン（Bailen）で致命傷を負った。【35列】
- ルイ・アン・マリー・グーレ・ド・ヴィルモンテ（フランス語版）（Louis Anne Marie Gouré de Villemontée、1768年-1813年） - 少将。リュッツェンの戦いで致命傷を負った。【12列】
- ジャン＝バティスト・グーヴィオン（フランス語版）（Jean-Baptiste Gouvion、1747年-1792年） - ラファイエット軍の将軍。【8列】
- ローラン・グーヴィオン＝サン＝シール（Laurant Gouvion-Saint-Cyr、1764年-1830年） - 元帥。戦争大臣。【13列】

#### Gr
- ジャン・フランソワ・グレンドルジュ（フランス語版）（Jean François Graindorge、1770年-1810年） - 少将、ブサコの戦い（フランス語版）で致命傷を負った。【38列】
- シャルル・ルイ・デゥドネ・グランジャン（フランス語版）（Charles Louis Dieudonné Grandjean、1768年-1828年） - 中将。【16列】
- ピエール・ギヨーム・グラティアン（フランス語版）（Pierre Guillaume Gratien、1764年-1814年） - 中将。【7列】
- ポール・グレニエ (将軍)（フランス語版）（Paul Grenier、1768年-1827年） - 中将。【14列】
- フランソワ・ジョセフ・フィデル・グレゾ（フランス語版）（François Joseph Fidèle Gressot、1770年-1848年） - 少将。【39列】
- Achille Claude Marie Tocip（フランス語版） 「Grigny」と記。 - 少将。ガエータの包囲で砲撃により戦死。【28列】
- レミー・グリョ（フランス語版）（Rémy Grillot、1776年-1813年） - 少将。リュッツェンの戦いで砲撃を受け致命傷を負った。【10列】
- ジャン・ルイ・グロ（フランス語版）（Jean Louis Gros、1787年-1824年） - 少将。【15列】
- エマニュエル・ド・グルーシー（Emmanuel de Grouchy、1766年-1847年） - フランス元帥。【4列】
- ルイ・セバスチャン・グリュンドル（フランス語版）（Louis Sébastien Grundler、1774年-1833年） - 将軍。【5列】

#### Gu
- シャルル・エチエンヌ・ギュダン・ド・ラ・サブロニエール（Charles Étienne Gudin de la Sablonnière、1768年-1812年） - 中将。ヴァローティナ（Valoutina）の戦いで致命傷を負った。【15列】
- ピエール＝セザル・ギュダン・デ・バルデリエール（フランス語版）（Pierre-Cesar Gudin des Bardelieres、1775年-1855年） - 将軍。【29列】
- シャルル・ルイ・ジョセフ・オリヴィエ・ Charles Louis Joseph Olivier Guéhéneuc（フランス語版）（Charles Louis Joseph Olivier Guéhéneuc、1783年-1849年） - 将軍。【32列】
- アルマン・シャルル・ギュイユミノ（フランス語版）（Armand Charles Guilleminot、1774年-1840年） - 中将。【7列】
- ジャン・ジョセフ・ギユー（フランス語版）（Jean Joseph Guieu、1758年-1817年）、「Guyeux」とも。 - 中将。【24列】
- エチエンヌ・ギヨ（フランス語版）（Étienne Guyot、1767年-1807年） - 少将。騎兵突撃で戦死。【20列】
- クロード・エチエンヌ・ギヨ（フランス語版）（Claude Étienne Guyot、1768年-1837年） - 中将。【31列】
- ニコラ・ベルナール・ギヨ・ド・ラクール（フランス語版）（Nicolas Bernard Guiot de Lacour、1771年-1809年）、Guyot de Lacourとも。 - 中将。ヴァグラムの戦いで致命傷を負った。【11列】

### H
- ピエール・ジョセフ・アベール（フランス語版）（Pierre Joseph Habert、1773年-1825年） - 中将。【36列】
- ジャック・フェリクス・エマニュエル・アメラン（フランス語版）（Jacques Félix Emmanuel Hamelin、1768年-1839年） - 海軍少将。【2列】
- ジャック・フェリクス・ジャン・ド・ラ・アメリナイエ（フランス語版）（Jacques Félix Jan de La Hamelinaye、1769年-1861年）、凱旋門には「Hamelinaye」と記。 - 中将。【9列】
- アントワーヌ・アレクサンドル・アニック（フランス語版）（Antoine Alexandre Hanicque、1748年-1821年） - 中将。【1列】
- ジャン・アルディ (将軍)（フランス語版）（Jean Hardy、1762年-1802年） - 中将。【6列】
- ジャン＝イシドール・アリスプ（Jean Isidore Harispe、1768年-1855年） - フランス元帥。【36列】
- ルイ・アルレ（フランス語版）（Louis Harlet、1772年-1853年） - 少将。【32列】
- ルイ・オーギュスト・ジュヴェナル・デ・ウルサン・ダルヴィル（フランス語版）（Louis Auguste Juvénal des Ursins d’Harville、1749年-1815年） - 中将。【5列】
- ジャック・モーリス・アトリー（フランス語版）（Jacques Maurice Hatry、1742年-1802年） -中将。【5列】
- フランソワ・ニコラ・ベノワ・アクソー（フランス語版）（François Nicolas Benoît Haxo、1774年-1838年） - 中将。【36列】
- ガブリエル・マリー・ジョセフ・デドーヴィル（フランス語版）（Gabriel Marie Joseph Théodore d’Hédouville、1755年-1825年） - 中将。【31列】
- クロード・フランソワ・アンリ（Claude François Henry、1773年-1812年） - 大佐。バレンシア包囲中に致命傷を負った。【38列】
- クロード・マリー・エルヴォ（フランス語版）（Claude Marie Hervo、1766年-1809年） - 少将。エックミュールの戦い（フランス語版）前の偵察中に戦死。【18列】
- エチエンヌ・ユーデル・ド・ビエール（フランス語版）（Étienne Heudelet de Bierre、1770年-1857年）、凱旋門には「Heudelet」と記。 - 中将。【17列】
- ジョセフ・イゴネ（フランス語版）（Joseph Higonet、1771年-1806年） - 大佐。アウエルシュタットの戦い（フランス語版）で戦死。【18列】
- ルイ＝ラザール・オッシュ（Louis Lazare Hoche、1768年-1797年） - 中将。【3列】
- ジャン・ニコラ・オーシャール（フランス語版）（Jean Nicolas Houchard、1738年-1793年） - 中将。 【3列】
- シャルル・アントワーヌ・ユダル・ド・ラ・モット（フランス語版）（Charles Antoine Houdar de La Motte、1773年-1806年）、凱旋門には「Hard Lamotte」と記。 - 大佐。イエナの戦いで砲撃により戦死。【18列】
- Léonard Jean Aubry Huard de Saint-Aubin（フランス語版）（Léonard Jean Aubry Huard de Saint-Aubin、1770年-1812年） - 少将。ボロジノの戦いで戦死。【9列】
- ピエール・アントワーヌ・フランソワ・ユベール（フランス語版）（Pierre Antoine François Huber、1775年-1832年） - 将軍。【33列】
- エチエンヌ・ユロー（フランス語版）（Étienne Hulot、1774年-1850年） - 将軍。【2列】

### J
- シャルル・クロード・ジャキノ（フランス語版）（Charles Claude Jacquinot、1772年-1948年） - 中将。 【20列】
- ジャン＝バティスト・オーギュスト・マリー・ジャミン（フランス語版）（Jean Baptiste Auguste Marie Jamin、1775年-1815年）、凱旋門には「Jamin, A.」と記。 - 少将。ワーテルローの戦いで戦死。【9列】
- ジャン＝バティスト・ジャミン（フランス語版）（Jean-Baptiste Jamin、1772年-1848年）、凱旋門には「Jamin, J.B.」と記。 - 将軍。【9列】
- アンリ・アントワーヌ・ジャルドン（フランス語版）（Henri Antoine Jardon、1768年-1809年） - 少将。ネゲロス（Negelos）の戦いで戦死。【38列】
- ジャン＝バティスト・ジャニン（フランス語版）（Jean-Baptiste Jeanin、1769年-1830年） - 将軍。【22列】
- バルテルミー・カトリーヌ・ジュベール（Barthélemy Catherine Joubert、1769年-1799年） - 中将。ノーヴィの戦い（フランス語版）で戦死。【23列】
- ジョセフ・アントワーヌ・ルネ・ジューベール（フランス語版）（Joseph Antoine René Joubert、1772年-1843年）、凱旋門には「Joubert, J.」と記。 - 少将。【2列】
- ジャン・ピエール・ド・ジュフロワ（フランス語版）（Jean Pierre de Jouffroy、1766年-1846年） - 少将。【39列】
- ジャン＝バティスト・ジュールダン（Jean-Baptiste Jourdan、1762年-1833年） - フランス元帥。【3列】
- ジャン＝アンドシュ・ジュノー（Jean Andoche Junot、1771年-1813年） - 中将。【33列】

### K
- フランソワ・クリストフ・ケレルマン（François Christophe Kellermann、1735年-1820年） - 元帥。【3列】
- フランソワ・エティエンヌ・ケレルマン（François Étienne Kellermann、1770年-1835年） - 中将。前者の息子。【21列】
- シャルル・エドアール・ジェニング・ド・キルメーヌ（フランス語版）（Charles Édouard Saül Jennings de Kilmaine、1751年-1799年） - 中将。【5列】
- フランソワ・ジョセフ・キルジェネ（フランス語版）（François Joseph Kirgener、1766年-1813年） - 少将。ライヘンバッハ（英語版）で砲撃により戦死。【15列】
- ジャン＝バティスト・クレベール（Jean-Baptiste Kléber、1753年-1800年） - 中将。シリア人に暗殺される。【23列】
- ドミニク・ルイ・アントワーヌ・クレイン（フランス語版）（Dominique Louis Antoine Klein、1761年01845年） - 中将。【17列】
- ジョセフ・クロピスキ（フランス語版）（Grégoire Joseph Chlopicki de Necznia、1768年-1854年）、Klopiskyと記。 - 少将。【37列】
- シャルル・クナイアゼヴィッツ（フランス語版）（Charles Kniaziewicz、1762年-1842年） - 中将。【12列】

### L

#### Lab - Lam
- ピエール・ガルニエ・ド・ラ・ボワジエール（フランス語版）（Pierre Garnier de la Boissière、1755年-1809年）、凱旋門には「Laboissière」と記。 - 中将。【15列】
- アンドレ・ブリュノ・ド・フレヴォ・ド・ラコステ（フランス語版）（André Bruno de Frévol de Lacoste、1775年-1809年） - 少将。サラゴザ攻囲（フランス語版）で戦死。【38列】
- フランソワ・ジョセフ・パンフィユ・ド・ラクロワ（フランス語版）（François Joseph Pamphile de Lacroix、1774年-1841年） - 将軍。【40列】
- マルク・アントワーヌ・ラクエ（フランス語版）（Marc Antoine Lacuée、1773年-1807年） - 大佐。アイラウの戦いで戦死。【18列】
- ラファイエット（Marie Joseph Paul Yves Gilbert du Motier de La Fayette、1757年-1834年） - アメリカ独立戦争に参加。【3列】
- ルイ・マリー・ルヴェスク・ド・ラフェリエール（フランス語版）（Louis Marie Levesque de Laferrière、1776年-1834年）、凱旋門には「Lque de la Ferrière」と記。 - 中将。【32列】
- ギヨーム・ジョセフ・ニコラ・ド・ラフォン＝ブラニャック（フランス語版）（Guillaume Joseph Nicolas de Lafon-Blaniac、1773年-1833年） - 中将。【29列】
- ジョセフ・ラグランジェ（フランス語版）（Joseph Lagrange、1763年-1836年） - 中将。【34列】
- アメデ・エマニュエル・フランソワ・ラアルプ（フランス語版）（Amédée Emmanuel François Laharpe、1754年-1796年） - 中将。コドーニョの戦いで戦死。【24列】
- アルマン・ルブリュン・ド・ラ・ウーゼエ（フランス語版）（Armand Lebrun de La Houssaye、1768年-1846年）、凱旋門には「Lahoussaye」と記。 - 中将。【6列】
- ルイ・ジョセフ・ラウレ（フランス語版）（Louis Joseph Lahure、1767年-1853年） - 将軍。【30列】
- シャルル・ウジェーヌ・ド・ラレイン・ドーダナルド（フランス語版）（Charles Eugène de Lalaing d’Audenarde、1779年-1859年）、凱旋門には「LALAING d’AUDde」と記。 - 将軍。【12列】
- フランソワ・アントワーヌ・ラルマン（フランス語版）（François Antoine Lallemand、1774年-1839年） - 将軍。【37列】
- フランソワ・ジョセフ・ドルーオ（フランス語版）（François Joseph Drouot、1733年-1814年）、「Lamarche」と記。 - 中将。【5列】
- ジャン・マクシミリアン・ラマルク（Jean Maximilien Lamarque、1770年-1832年） - 中将。【36列】
- ジャン・ファーブル・ド・ラ・マルティリエール（フランス語版）（Jean Fabre de la Martillière、1732年-1819年）、凱旋門には「Lamartillière」」と記。 - 中将。【31列】
- トマ・ミニョ・ド・ラマルチニエール（フランス語版）（Thomas Mignot de Lamartinière、1768年-1813年） - 中将。ベッラで致命傷を負った。【32列】
- シャルル・マロ・フランソワ・ド・ラメス（フランス語版）（Charles Malo François de Lameth、1757年-1832年）、凱旋門には「Lameth, Ch.」と記。 - 少将。【30列】
- エチエンヌ・フランソワ・ロクベール・ド・ラモランディエール＝デュクードレ（フランス語版）（Etienne François Rocbert de Lamorendière-Ducoudray、1769年-1837年）、凱旋門には「Lamorandière」と記。 - 少将。【22列】

#### Lan - Lav
- ジャン・ピエール・ラナベール（フランス語版）（Jean Pierre Lanabère、1770年-1812年） - 少将。ボロジノの戦いで致命傷を負った。 【19列】
- シャルル・ヤシント・ルクレルク・ド・ランドルモン（フランス語版）（Charles Hyacinthe Leclerc de Landremont、1739年-1818年） - 中将。【4列】
- ジャン・ランヌ（Jean Lannes、1769年-1809年） - 帝国元帥。アスペルン・エスリンクの戦いで砲撃により致命傷を負った。【13列】
- ルネ・ジョセフ・ド・ラヌーエ（フランス語版）（René Joseph de Lanoue、1731年-1795年） - 将軍。【4列】
- フランソワ・ラヌーゼ（フランス語版）（François Lanusse、1772年-1801年） - 中将。カノペの戦いで致命傷を負った。【25列】
- ピエール・ベロン・ラピゼ（フランス語版）（Pierre Belon Lapisse、1762年-1809年） - 中将。タラベラの戦い（フランス語版）で致命傷を負った。【37列】
- ジャン・グレゴワール・バルテルミー・ルージュ・ド・ラプラヌ（フランス語版）（Jean Grégoire Barthélemy Rouger de Laplane、1766年-1837年） - 中将。【27列】
- ジャン・フランソワ・コルヌ・ド・ラ・ポイプ（フランス語版）（Jean François Cornu de La Poype、1758年-1851年）、凱旋門には「Lapoype」と記。 - 中将。【24列】
- ジャン・アンブローズ・バストン・ド・ラリボワジエール（フランス語版）（Jean Ambroise Baston de Lariboisière、1759年-1812年）、凱旋門には「Lariboissière」と記。【15列】
- アントワーヌ・ラロシェ＝デュボースカ（フランス語版）（Antoine Laroche-Dubouscat、1757年-1831年）、凱旋門には「Laroche」と記。 - 中将。【7列】
- ドミニク＝ジャン・ラレイ（フランス語版）（Dominique-Jean Larrey、1766年-1842年） - 大陸軍の軍医長。【30列】
- ジャン・ジャック・ベルナルダン・コロー・ド・ラ・サルセット（フランス語版）（Jean Jacques Bernardin Colaud de La Salcette、1759年-1834年）、凱旋門には「Lasalcette」と記。 - 中将。【27列】
- アントワーヌ・シャルル・ルイ・ラサール（フランス語版）（Antoine Charles Louis Lasalle、1775年-1809年） - 中将。ヴァグラムの戦いで戦死。 【17列】
- ジョセフ・フェリクス・ラゾウスキ（フランス語版）（Joseph Félix Lazowski、1759年-1812年）、凱旋門には「Lasowski」と記。 - 中将。【21列】
- ルイ＝ルネ・マデレーヌ・ド・ラトゥシェ＝トレヴィル（フランス語版）（Louis-René-Madeleine de Latouche-Tréville、1745年-1804年）、凱旋門には「Latouche」と記。 - 海軍中将。【3列】
- セオフィユ・マロ・コレ・ド・ラ・トゥール・ドーヴェルヌ（フランス語版）（Théophile Malo Corret de la Tour d’Auvergne、1743年-1800年） - 士官。【18列】
- アントワーヌ・アンリ・アルマン・ジュール・エリザベト・ド・ラトゥール＝フォワサック（フランス語版）（Antoine Henri Armand Jules Elisabeth de Latour-Foissac、1782年-1855年） -将軍。【19列】
- マリー・ヴィクトル・ニコラ・ド・フェイ・ド・ラ・トゥール・モーブール（フランス語版）（Marie Victor Nicolas de Fay de La Tour Maubourg、1768年-1850年） - 中将。【17列】
- ギヨーム・ラトリユ・ド・ロランス（フランス語版）（Guillaume Latrille de Lorencez、1772年-1855年）、凱旋門には「Latrille de Lez」と記。 - 中将。【32列】
- ジェルメン＝フェリクス・テヌ・ド・ローバデール（フランス語版）（Germain-Félix Tennet de Laubadère、1749年-1799年）、凱旋門には「Laubadère」と記。 - 中将。【5列】
- ジャック・アレクサンドル・ロー・ド・ローリストン（フランス語版）（Jacques Alexandre Law de Lauriston、1768年-1828年） - フランス元帥【13列】
- アン・ジルベール・ド・ラ・ヴァル（フランス語版）（Anne Gilbert de La Val、1762年-1810年）、「Le Val」とも。凱旋門には「Laval」と記。 - 中将。【36列】

#### Le
- アン・シャルル・ルブリュン（フランス語版）（Anne Charles Lebrun、1775年-1859年） - 中将。【31列】
- シャルル・ヴィクトール・エマニュエル・ルクレール（Victor Emmanuel Leclerc、1772年-1802年） - 中将。 【34列】
- クロード・ジャック・ルクールブ（フランス語版）（Claude Jacques Lecourbe、1759年-1815年） - 中将。 【14列】
- フランソワ・ロシュ・レルデュ・デザール（フランス語版）（François Roch Ledru des Essarts、1770年-1844年）、凱旋門には「Ledru des Essds」と記。 - 中将。【27列】
- フランソワ・ジョゼフ・ルフェーヴル（François Joseph Lefebvre、1755年-1820年） - フランス元帥。 【3列】
- シャルル・ルフェーブル＝デヌエット（フランス語版）（Charles Lefebvre-Desnouettes、1773年-1822年）、Desnoëttesとも。凱旋門には「LEFÈVRE DESNte」と記。 - 中将。【31列】
- エチエンヌ・ニコラ・ルフォル（フランス語版）（Étienne Nicolas Lefol、1764年-1840年） - 中将。【1列】
- クロード・ジュスト・アレクサンドル・ルグラン（フランス語版）（Claude Just Alexandre Louis Legrand、1762年-1815年） - 中将。 【15列】
- ルイ＝フランソワ・ルジューヌ（Louis-François Lejeune、1775年-1848年） - 少将。画家。【19列】
- アンドレ・ジョセフ・ルメール（フランス語版）（André Joseph Lemaire、1738年-1802年） - 中将。【5列】
- ジャン・ル・マロワ（フランス語版）（Jean Léonor François Le Marois、1776年-1836年） - 中将。【11列】
- ルイ・ルモワーヌ（フランス語版）（Louis Lemoine、1754年-1842年） - 中将。【6列】
- アンリ・マリー・ルヌーリー（フランス語版）（Henri Marie Lenoury、1771年-1839年）、Nouryと記。 - 中将。【40列】
- ルイ・ルピック（フランス語版）（Louis Lepic、1765年-1827年） - 中将。【20列】
- フランソワ・ジョセフ・デチエンヌ・ド・ショーズグロ・ド・レリィ（フランス語版）（François Joseph d’Estienne de Chaussegros de Lery、1754年-1824年） - 少将。【31列】
- オーギュスタン・ド・レパナーゼ（フランス語版）（Augustin de Lespinasse、1736年-1816年） - 中将。【35列】
- ルイ・ミシェル・ルトゥール（フランス語版）（Louis Michel Letort、1773年-1815年） - 中将。シャルルロワでプロイセン軍と戦い戦死。【8列】
- フランソワ・シャルル・ミシェル・ルトゥルク（François Charles Michel Leturcq、1769年-1799年）、凱旋門には「Leturc」と記。 - adjudant-général。アブキールの戦いで戦死。【28列】
- ジャン・フランソワ・ルヴァル（フランス語版）（Jean François Leval、1762年-1834年） - 中将。【7列】
- アレクシ・ル・ヴニュー・ド・ティリエール（フランス語版）（Alexis Paul Michel Tanneguy Le Veneur de Tillières、1746年-1833年）、凱旋門には「Leveneur」と記。 - 中将。【4列】

#### Lh - Lu
- サミュエル・フランソワ・レリティエ（フランス語版）（Samuel François Lhéritier、1772年-1829年）、凱旋門には「L’Héritier」と記。 - 中将。【20列】
- ジャン＝マルト＝アドリアン・レルミット（フランス語版）（Jean-Marthe-Adrien Lhermitte、1766年-1826年） - 海軍中将。【40列】
- ルイ・リジュ＝ベレール（フランス語版）（Louis Liger-Belair、1772年-1835年）、凱旋門には「Ligerbelair」と記。 - 中将。【37列】
- ルネ・シャルル・エリザベト・ド・リニヴィル（フランス語版）（René Charles Élisabeth de Ligniville、1760年-1813年）、凱旋門には「Ligneville」と記。 - 中将。【5列】
- シャルル・アレクサンドル・デュラン・ド・リノワ（フランス語版）（Charles Alexandre Durand de Linois、1761年-1848年）、凱旋門には「Linois」と記。 - 名誉海軍中将。【33列】
- ピエール・シャルル・ロシェ（フランス語版）（Pierre-Charles Lochet、1767年-1807年） - 少将。アイラウの戦いで戦死。 【10列】
- ルイ・アンリ・ロワゾン（フランス語版）（Louis Henri Loison、1771年-1816年） - 中将。 【35列】
- ジャン・トマ・ギヨーム・ロルジュ（フランス語版）（Jean Thomas Guillaume Lorge、1767年-1826年） - 中将。 【6列】
- ニコラ・ド・ロヴェルド（フランス語版）（Nicolas de Loverdo、1773年-1837年） - 将軍。【29列】
- ニコラ・リュクネール（Nicolas de Luckner、1722年-1794年） - フランス元帥 【3列】
- エドム・エメ・ルコット（フランス語版）（Edme Aimé Lucotte、1770年-1825年） - 中将。【29列】

### M

#### Mac - Maz
- ジャック・マクドナル（Étienne Jacques Joseph Alexandre MacDonald、1765年-1840年） - 元帥。 【13列】
- ピエール・マコン（フランス語版）（Pierre Macon、1769年-1806年） - 少将。マグデブルク攻囲戦（フランス語版）で戦死。【40列】
- シャルル・ルネ・マゴン・ド・メディヌ（フランス語版）（Charles René Magon de Médine、1763年-1805年） - 海軍少将。トラファルガーの海戦で戦死。【29列】
- ジョセフ・アントワーヌ・マリー・メノニ（フランス語版）（Joseph Antoine Marie Michel Mainoni、1754年-1807年） - 中将。【26列】
- ニコラ＝ジョセフ・メゾン（フランス語版）（Nicolas-Joseph Maison、1771年-1840年） - 元帥【14列】
- ジャン＝ピエール・フィルマン・マレー（フランス語版）（Jean-Pierre Firmin Malher、1761年-1808年） - 中将。【7列】
- アントワーヌ・ルイ・ポポン・ド・マンキューヌ（フランス語版）（Antoine Louis Popon de Mancune、1772年-1824年） - 中将。【35列】
- ジャン・ピエール・マランサン（フランス語版）（Jean Pierre Maransin、1770年-1828年） - 中将。 【35列】
- ジャン＝アントワーヌ・マルボ（Jean-Antoine Marbot、1754年-1800年） - 中将。 【34列】
- フランソワ・セヴラン・マルソー（François Séverin Marceau、1769年-1796年）-Desgraviers, dit Marceau - 中将。アルテンキルヒェンで致命傷を負った。【6列】
- ジャン・ガブリエル・マルシャン（フランス語版）（Jean Gabriel Marchand、1765年-1851年） - 中将。 【26列】
- ピエール＝ルイ・ビヌ（フランス語版）（Pierre Louis Binet de Marcognet、1765年-1854年） - 中将。【7列】
- アルマン・サムエル・ド・マルスコ（フランス語版）（Armand Samuel de Marescot、1758年-1832年） - 中将。 【14列】
- ピエール・マルジャロン（フランス語版）（Pierre Margaron、1765年-1824年） - 中将。 【2列】
- ジョセフ・ベルナール・マリニー（フランス語版）（Joseph Bernard Marigny、1768年-1806年） - 大佐。イエナで戦死。【28列】
- ジャック＝バルセレミー・マリン（フランス語版）（Jacques-Barthélémy Marin、1772年-1848年） - 少将。【19列】
- シャルル・スタニスラス・マリオン（フランス語版）（Charles Stanislas Marion、1758年-1812年） - 少将。ボロジノの戦いで戦死。【18列】
- フレデリク・クリストフ・アンリ・ピエール・クロード・ヴァグネ（フランス語版）（Frédéric Christophe Henri Pierre Claude Vagnair、1765年-1811年）、MarisyまたはMarizyと記。 - 少将。暗殺された。【30列】
- オーギュスト・マルモン（Auguste Frédéric Louis Viesse de Marmont、1774年-1852年） - 元帥。【24列】
- ピエール・マルタン (軍人)（フランス語版）（Pierre Martin、1752年-1820年） - 海軍中将。【31列】
- ジャコ・フランソワ・マロラ（フランス語版）（Jacob François Marola、1769年-1842年）、「Marulaz」と記。 - 中将。【11列】
- アンドレ・マッセナ（André Masséna、1758年-1817年） - 元帥。【23列】
- ジャン＝フランソワ・ニコラ・ジョセフ・モーコンブル（フランス語版）（Jean-François Nicolas Joseph Maucomble、1776年-1850年） - 少将。【32列】
- ダヴィッド＝モーリス＝ジョセフ・マチュー・ド・ラ・ルドルト（フランス語版）（David-Maurice-Joseph Mathieu de La Redorte、1768年-1833年） - 中将。【36列】
- アントワーヌ・モーラン（フランス語版）（Antoine Maurin、1771年-1830年） - 中将。【40列】
- ジャック・フランソワ・マルク・マザ（フランス語版）（Jacques François Marc Mazas、1765年-1805年） - 大佐。アウステルリッツの戦いで戦死。【18列】

#### Me - Mi
- フィリップ・ロメ・メナール（フランス語版）（Philippe Romain Ménard、1750年-1810年）、Mesnardとも。 - 中将。 【25列】
- ジャック・フランソワ・メノー（フランス語版）（Jacques François puis Abdallah de Boussay de Menou、1750年-1810年） - 中将。【24列】
- ピエール・ユーグ・ヴィクトワール・メール（フランス語版）（Pierre Hugues Victoire Merle、1766年-1830年） - 中将。【35列】
- クリストフ・アントワーヌ・メルラン（フランス語版）（Christophe Antoine Merlin、1771年-1839年） - 中将。 【30列】
- ウジェーヌ・アントワーヌ・フランソワ・メルラン（フランス語版）（Eugène Antoine François Merlin、1778年-1854年） - 将軍。 【29列】
- ジュリアン・オーギュスタン・ジョセフ・メルメ（フランス語版）（Julien Augustin Joseph Mermet、1772年-1837年） - 中将。【8列】
- ジャン＝バティスト・ムーニエ（Jean-Baptiste Marie Meusnier de la Place、1754年-1793年） - 中将。科学者。マインツ防衛中に戦死。【6列】
- クロード・マリー・ムーニエ（フランス語版）（Claude Marie Meunier、1770年-1846年） - 中将。 【30列】
- ルイ・アンリ・ルネ・メイナディエ（フランス語版）（Louis Henri René Meynadier、1778年-1847年） - 将軍。【39列】
- クロード・イグナス・フランソワ・ミショー（フランス語版）（Claude Ignace François Michaud、1751年-1835年） - 中将。【13列】
- クロード＝エチエンヌ・ミシェル（フランス語版）（Claude-Étienne Michel、1772年-1815年） - 中将。ワーテルローの戦いで戦死。【10列】
- エドアルド・ジャン・バティスト・ミロー（フランス語版）（Édouard Jean Baptiste Milhaud、1766年-1833年） - 中将。【35列】
- セクステュ・アレクサンドル・フランソワ・ミオリ（フランス語版）（Sextius Alexandre François Miollis、1759年-1828年） - 中将。【25列】
- ピエール・アンドレ・ミケル（フランス語版）（Pierre André Miquel、1762年-1819年） - 少将。 【37列】
- ギヨーム・ミラベル（フランス語版）（Guillaume Mirabel、1744年-1794年） - 少将。サンローラン＝ド＝ラ＝モーガ（Saint-Laurent-de-la-Mouga）の戦いで戦死。【38列】
- フランシスコ・デ・ミランダ（Sebastián Francisco de Miranda Ravelo y Rodríguez de Espinoza、1756年-1816年） - 少将。ベネズエラ独立の英雄。【4列】
- フランソワ・ミルール（フランス語版）（François Mireur、1770年-1798年） - 将軍。アラブ人により暗殺。【28列】
- エドアール・トマ・ブルゲ・ド・ミジェジー（フランス語版）（Édouard Thomas Burgues de Missiessy、1756年-1837年） - 海軍中将。【1列】

#### Mo
- ガブリエル・ジャン・ジョセフ・モリトール（フランス語版）（Gabriel Jean Joseph Molitor、1770年-1849年） - フランス元帥 【13列】
- ボン・アドリアン・ジャノー・ド・モンセー（Bon Adrien Jeannot de Moncey、1754年-1842年） - 元帥。 【33列】
- ジャック・ド・モンフォール（フランス語版）（Jacques de Monfort、1770年-1824年）、Montfortとも。 - 少将。【2列】なお、ジョセフ・ド・プニエ・ド・モンフォール（フランス語版）（Joseph Monfort、1774年-1855年）の可能性もある。
- ジャン＝シャルル・モニエ（フランス語版）（Jean-Charles Monier ou Monnier、1758年-1816年） - 中将。【26列】
- ルイ＝ピエール・モンブリュン（フランス語版）（Louis-Pierre Montbrun、1770年-1812年） - 中将。ボロジノの戦いで戦死。 【15列】
- ルイ・アントワーヌ・ショワン・ド・モンゲイ（フランス語版）（Louis Antoine Choin de Montgay de Montchoisy、1747年-1814年） - 中将。【8列】
- ガブリエル・ガスパール・アシーユ・アドルフ・ベルノン・ド・モンテレジェ（フランス語版）（Gabriel Gaspard Achille Adolphe Bernon de Montélégier、1780年-1825年） - 将軍。【29列】
- アン＝ピエール・ド・モンテスキュー＝フェザンサック（フランス語版）（Anne-Pierre de Montesquiou-Fezensac、1739年-1798年） - 軍司令官。【23列】
- レイモン・エメリック・フィリップ・ジョセフ・ド・モンテスキュー＝フェザンサック（フランス語版）（Raymond Aymery Philippe Joseph de Montesquiou-Fezenzac、1784年-1867年）、Montesquiou-Fezensacとも。 - 将軍。【12列】
- エメ・スルピス・ヴィクトル・ペルティエ（フランス語版）（Aimé Sulpice Victor Pelletier、1772年-1813年） - 少将。【19列】
- ルイ・フランソワ・エリー・ペルティエ（フランス語版）（Louis François Élie Pelletier、1771年-1854年） - 将軍。【40列】
- ジョセフ・エリー・デジレ・ペリュケ・ド・モントリシャール（フランス語版）（Joseph Hélie Désiré Perruquet de Montrichard、1760年-1828年） - 中将。【7列】
- シャルル・アントワーヌ・モラン（フランス語版）（Charles Antoine Louis Alexis Morand、1771年-1835年） - 中将。 【15列】
- ジャン＝バティスト・モレット（フランス語版）（Jean Baptiste Molette de Morangiès、1758年-1827年） - 少将。【30列】
- ジャン・ヴィクトル・マリー・モロー（Jean-Victor Moreau、1763年-1813年） - 中将。ロシア軍に転じた後、ドレスデンの戦いで砲撃を受け戦死。【13列】
- ジャン・ルネ・モルオー（フランス語版）（Jean René Moreaux、1758年-1795年） - 中将。 【13列】
- アンヌ・モリオ・ド・リスル（フランス語版）（Annet Morio de L’Isle、1779年-1828年） - 少将。 【21列】
- フランソワ・ルイ・ド・モルラン（フランス語版）（François Louis de Morlan、1771年-1805年） dit Morland - 大佐。アウステルリッツの戦いで致命傷を負った。【18列】
- アントワーヌ・モルロ（フランス語版）（Antoine Morlot、1766年-1809年） - 中将。 【6列】
- エドゥアール・モルティエ（Adolphe Édouard Casimir Joseph Mortier、1768年-1835年） - 元帥。【13列】
- ジョルジュ・ムートン（フランス語版）（Georges Mouton、1770年-1838年）、ロバウ伯。 - フランス元帥【14列】
- ジャック・レオナール・ムレー（フランス語版）（Jacques Léonard Muller、1749年-1824年） - 中将。 【33列】
- ジョアシャン・ミュラ（Joachim Murat、1767年-1815年） - 元帥。ナポリ王。 【24列】
- ルイ・フランソワ・フェリクス・ムスニエ・ド・ラ・コンヴェルセリー（フランス語版）（Louis François Félix Musnier de la Converserie、1766年-1837年） - 中将。【37列】

### N
- エチエンヌ・マリー・アントワーヌ・シャンピヨン・ド・ナンスティ（フランス語版）（Étienne Marie Antoine Champion de Nansouty、1768年-1815年） - 中将。 【16列】
- ルイ・マりー・ナルボンヌ・ララ（フランス語版）（Louis Marie Jacques Almaric de Narbonne-Lara、1755年-1813年） - 中将。 【11列】
- ガブリエル・ネグリュ（フランス語版）（Gabriel Neigre、1774年-1847年） - 中将。【10列】
- ミシェル・ネイ（Michel Ney、1769年-1815年） - 元帥。王政復古後に処刑。【13列】
- ルイ・マルク・アントワーヌ・ド・ノアイユ（Louis Marie d’Ayen de Noailles、1756年-1804年） - 将軍。イギリス軍コルベットの攻撃で致命傷を負った。【40列】

### O
- ジャン＝バティスト・オリヴィエ（フランス語版）（Jean Baptiste Olivier、1765年-1813年） - 中将。 【7列】
- ミシェル・オルデネ（フランス語版）（Michel Ordener、1755年-1811年） - 中将。 【31列】
- ルイ・オルドノー（フランス語版）（Louis Ordonneau、1770年-1855年） - 将軍。【37列】
- ルイ・フィリップ・ドルレアン（Louis Philippe d'Orléans、1773年-1850年） - シャルトル公。将軍。フランス王。【1列、"CHARTRES"と記】
- フィリップ・アントワーヌ・ドルナノ（フランス語版）（Philippe Antoine d’Ornano、1784年-1863年） - フランス元帥。【12列】
- ニコラ・ウディノ（Nicolas Charles Oudinot） - 元帥。【13列】

### P

#### Pa - Ph
- ミシェル・マリー・パショ（フランス語版）（Michel Marie Pacthod、1764年-1830年） - 中将。【26列】
- ニコラ・オーギュスト・パリアール（フランス語版）（Nicolas Augustin Paliard、1756年-1831年）、凱旋門には「Paillard」と記。 - 少将。【6列】
- ピエール・クロード・パジョル（フランス語版）（Pierre Claude Pajol、1772年-1844年） - 中将。 【8列】
- ルイ・パルトノー（フランス語版）（Louis Partouneaux、1770年-1835年） - 中将。【26列】
- マルク・ニコラ・ルイ・ペショー（フランス語版）（Marc Nicolas Louis Pécheux、1769年-1831年） - 中将。【37列】
- ジャン＝ジャック・ジェルメン・ペル＝クロゾー（フランス語版）（Jean-Jacques Germain Pelet-Clozeau、1777年-1858年）、凱旋門には「Pelet」と記。【19列】
- ピエール・ペルポール（フランス語版）（Pierre Pelleport、1773年-1855年） - 将軍。【19列】
- ジャン＝バティスト・ペルティエ（フランス語版）（Jean-Baptiste Pelletier、1777年-1862年） - 将軍。 【9列】
- レイモン・ピエール・ペンヌ（フランス語版）（Raymond Pierre Penne） - 少将。 ビエージュ（Bierge）で砲撃により戦死。【2列】
- ジョセフ・ペパン（フランス語版）（Joseph Pépin、1765年-1811年） - 少将。アルブエラの戦いで戦死。【38列】
- ピエール＝フランソワ・ペルシー（フランス語版）（Pierre-François Percy、1754年-1825年） - 外科医。【10列】
- カトリーヌ＝ドミニク・ド・ペリニョン（、1754年-1818年） - フランス元帥。【33列】
- ジョセフ・マリー・ド・ペルヌティ（フランス語版）（Joseph Marie de Pernety、1766年-1856年） - 中将。【21列】
- ジャン＝バティスト・エマニュエル・ペレー（フランス語版）（Jean-Baptiste Emmanuel Perrée、1761年-1800年） - 海軍少将。イギリス軍との戦闘で戦死。【24列】
- クロード＝ルイ・プティエ（フランス語版）（Claude-Louis Petiet、1749年-1806年） - 戦争大臣。主計総監。【10列】
- ジャン＝マルタン・プティ（フランス語版）（Jean-Martin Petit、1772年-1856年） - 将軍。 【8列】
- アルマン・フィリポン（フランス語版）（Armand Philippon、1761年-1836年） - 中将。【37列】

#### Pi - Pu
- ジャン＝シャルル・ピシェグリュ（フランス語版）（Jean-Charles Pichegru、1761年-1804年） - 中将。【3列】
- シリル＝シモン・ピケ（フランス語版）（Cyrille-Simon Picquet、1774年-1847年） - 将軍。【32列】
- ジャン・ジョセフ・マデレーヌ・ピジョン（フランス語版）（Jean Joseph Magdeleine Pijon、1758年-1799年） - 少将。マグナノの戦い（フランス語版）で致命傷を負った。【27列】
- ルイ・アントワーヌ・ピユ（フランス語版）（Louis Antoine Pille、1749年-1828年） - 中将。 【35列】
- イポリット・マリー・ギヨーム・ド・ロスニヴィアン・ド・ピレ（フランス語版）（Hippolyte Marie Guillaume de Rosnyvinen de Piré、1778年-1850年） 、凱旋門には「Piré」と記。 - 中将。【2列】
- ルイ・オーギュスト・マルシャン・ド・プラウゾンヌ（フランス語版）（Louis Auguste Marchand de Plauzonne、1774年-1812年） - 少将。ボロジノの戦いで戦死。 【12列】
- ピエール・ポワンソ・ド・シャンサック（フランス語版）（Pierre Poinsot de Chansac、1764年-1833年） - 中将。【8列】
- フランソワ・イラリオン・ポワン（フランス語版）（François Hilarion Point、1758年-1799年） - 少将。ポーポリで戦死。【28列】
- ジャン・エチエンヌ・カシミール・ポワトヴァン・ド・モーレイヤン（フランス語版）（Étienne Casimir Poitevin de Maureilhan、1772年-1829年）、凱旋門には「Poitevin de Mlan」と記。 - 少将。【29列】
- アンドレ・ポンセ（フランス語版）（André Poncet、1755年-1838年） - 中将。【6列】
- ユゼフ・ポニャトフスキ（Joseph Antoine Poniatowski、1763年-1813年）、凱旋門には「Poniatowsky」と記。 - 帝国元帥。ライプツィヒの戦いで退却時に白エルスター川で溺死。【13列】
- ポール・ジャン＝バティスト・ポレ・ド・モルヴァン（フランス語版）（Paul Jean-Baptiste Poret de Morvan、1777年-1834年） - 少将。【9列】
- ジャン・ピエール・プージェ（フランス語版）（Jean Pierre Pouget、1761年-1825年） - 中将。【27列】
- クロード・アントワーヌ・イポリット・ド・プレヴァル（フランス語版）（Claude Antoine Hippolyte de Préval、1776年-1853年） - 将軍。【40列】
- クロード・プロスト (フランスの軍人)（フランス語版）（Claude Prost、1764年-1834年） - 少将。【2列】
- シャルル・ジョセフ・ド・プリィ（フランス語版）（Charles Joseph Randon de Malboissière de Pully、1751年-1832年）、凱旋門には「Pully」と記。 - 中将。【4列】
- ジャック・ピエール・ルイ・プショ（フランス語版）（Jacques Pierre Louis Marie Joseph Puthod、1769年-1837年） - 中将。【1列】

### Q
- ピエール・カンタン（フランス語版）（Pierre Quantin、1759年-1824年） - 中将。 【7列】
- フランソワ・ジャン・バティスト・ケスネル・ドゥ・トルプ（フランス語版）（François Jean Baptiste Quesnel du Torpt、1765年-1819年） - 中将。【37列】
- ジョアシム・ジェローム・キオ・ドゥ・パサージュ（フランス語版）（Joachim Jérôme Quiot du Passage、1775年-1849年） - 将軍。 【22列】

### R

#### Ra - Ri
- フランソワ・ランボー（フランス語版）（François Rambeaud、1745年-1799年）、凱旋門には「Rambaud」と記。 - 少将。アッコ包囲戦 (1799年)で戦死。【27列】
- アントワーヌ＝ギヨーム・ランポン（フランス語版）（Antoine-Guillaume Rampon、1759年-1842年） - 中将。 【24列】
- ジャン・ラップ（フランス語版）（Jean Rapp、1771年-1821年） - 中将。【14列】
- ジャン・ニコラ・ラズー（フランス語版）（Jean Nicolas Razout、1772年-1820年） - 中将。 【21列】
- オノーレ・シャルル・レイユ（フランス語版）（Honoré Charles Reille、1775年-1860年） - フランス元帥 【34列】
- マリー＝アントワーヌ・ド・レイゼ（フランス語版）（Marie-Antoine de Reiset、1775年-1836年）【32列】
- ヴィクトル・ウルバン・レモン（フランス語版）（Victor Urbain Rémond、1773年-1859年） - 少将。【22列】
- ジャン・フランソワ・ルノーダン（フランス語版）（Jean François Renaudin、1750年-1809年） - 海軍少将。【40列】
- ジャン・ガスパール・パスカル・ルネ（フランス語版）（Jean Gaspard Pascal René、1768年-1808年）、凱旋門には「Réné」と記。 - 少将。【39列】
- ルイ・エマニュエル・レイ（フランス語版）（Louis Emmanuel Rey、1768年-1846年） - 中将。 【37列】
- ジャン・ルイ・エベネーゼ・レイニエ（フランス語版）（Jean Louis Ebénézer Reynier、1771年-1814年） - 中将。【24列】
- エチエンヌ・ピエール・シルヴェストル・リカール（フランス語版）（Étienne Pierre Sylvestre Ricard、1771年-1843年） - 中将。【26列】
- アントワーヌ・リシェパンス（フランス語版）（Antoine Richepanse、1770年-1802年）、Richepanseとも。 - 中将。【14列】
- アントワーヌ・リゴー（フランス語版）（Antoine Rigau、1758年-1820年） - 少将。 【10列】
- オリヴィエ・マコー・リヴォー・ド・ラ・ラファニエール（フランス語版）（Olivier Macoux Rivaud de la Raffinière、1766年-1839年） 、凱旋門には「Rivaud de la Rere」と記。 - 中将。【21列】

#### Ro - Ru
- ドナティアン＝マリー＝ジョセフ・ド・ロシャンボー（フランス語版）（Donatien-Marie-Joseph de Rochambeau、1755年-1813年） - ジャン＝バティスト・ド・ロシャンボーの息子。中将。ライプツィヒの戦いで致命傷を負った。【16列】
- ジョセフ・ロギニャ（フランス語版）（Joseph Rogniat、1776年-1840年） - 中将。【36列】
- フランソワ・ロギュ（フランス語版）（François Roguet、1770年-1846年） - 中将。 【26列】
- セザール・アントワーヌ・ロワズ（フランス語版）（César Antoine Roize、1761年-1801年） - 将軍。アレクサンドリアの戦いで戦死。【30列】
- ジャン・ルイ・ロムーフ（フランス語版）（Jean Louis Romeuf、1766年-1812年） - 少将。ボロジノの戦いで致命傷を負った。 【20列】
- クロード・デュ・カンプ・ド・ロサムル（フランス語版）（Claude Charles Marie du Campe de Rosamel、1774年-1848年） - 海軍中将。海軍大臣【17列】
- フランソワ・エチエンヌ・ド・ロジイ＝メスロ（フランス語版）（François Étienne de Rosily-Mesros、1748年-1832年）、凱旋門には「Rosily」と記。 - 海軍中将。【13列】
- アンリ・ロッテンブール（フランス語版）（Henri Rottembourg、1769年-1857年） - 中将。 【10列】
- フランソワ・ザヴィエ・ルーゼル（フランス語版）（François Xavier Roussel、1770年-1807年） - 少将。ハイルスベルク（Heilsberg）で砲撃により戦死。【20列】
- ニコラ・フランソワ・ルーゼル・デュルバル（フランス語版）（Nicolas François Roussel d’Hurbal、1763年-1849年）、凱旋門には「Roussel d’Hal」と記。 - 中将。【20列】
- マリー・フランソワ・ルイエ（フランス語版）（Marie François Rouyer、1765年-1824年） - 中将。 【1列】
- フランソワ・アマブル・ルファン（フランス語版）（François Amable Ruffin、1771年-1811） - 中将。ポーツマスで投獄中に死亡。【37列】
- ジャン＝バティスト・ドミニク・ルスカ（フランス語版）（Jean-Baptiste Dominique Rusca、1759年-1814年） - 中将。ソワソン防衛中に戦死。【25列】
- シャルル・エティエンヌ・フランソワ・ルティ（フランス語版）（Charles Étienne François Ruty、1774年-1828年） - 中将。 【25列】

### S

#### Sa
- ルイ・ミシェル・アントワーヌ・サユック（フランス語版）（Louis Michel Antoine Sahuc、1755年-1813年） - 中将。【7列】
- ジャン・ジョセフ・フランソワ・サユゲ・ダマルジ・ド・ラロシュ（フランス語版）（Jean Joseph François Léonard Sahuguet、1756年-1802年） - 中将。【34列】
- サン＝シール・ニュゲ（フランス語版）（Saint-Cyr Nugues、1774年-1842年）、Cyr Nuguesと記。 - 将軍。【39列】
- ジレ・ジョセフ・マルタン・ブリュヌトー（フランス語版）（Gilbert Joseph Martin Bruneteau de Sainte-Suzanne、1760年-1830年） - 中将。【14列】
- ジャン・マリー・ノエル・デリスル・ド・ファルコン・ド・サン＝ジェニー（フランス語版）（Jean Marie Noël Delisle de Falcon de Saint-Geniès、1776年-1836年） - 将軍。【22列】
- アントワーヌ・ルイ・デクレ・ド・サン＝ジャルメン（フランス語版）（Antoine Louis Decrest de Saint-Germain、1761年-1835年） - 中将。【1列】
- ルイ・シャルル・ヴァンサン・ル・ブロン・ド・サンティリエール（フランス語版）（Louis Charles Vincent Le Blond de Saint-Hilaire、1766年-1809年） - 中将。アスペルン・エスリンクの戦いで砲撃により致命傷を負った。【25列】
- ルイ・ジョセフ・オーギュスト・サン＝ローラン（フランス語版）（Louis Joseph Auguste Saint-Laurent、1763年-1832年） - 中将。 【27列】
- レイモン・ガスパール・ド・ボナルディ・ド・サン＝スルピス（フランス語版）（Raymond Gaspard de Bonardi de Saint-Sulpice、1761年-1835年）- 中将。【31列】
- シャルル・サリニー・ド・サン＝ジェルマノ（フランス語版）（Charles Saligny、1772年-1809年） - 中将。【36列】
- ジャン＝バティスト・サルム（フランス語版）（Jean-Baptiste Salm、1766年-1811年） (noté Salme)、「François Salme」と記。 - 少将。タラゴナ攻囲中に戦死。【38列】
- ニコラ・アントワーヌ・サンソン（フランス語版）（Nicolas Antoine Sanson、1756年-1824年） - 中将。 【21列】
- ジャック＝トマ・サリュ（フランス語版）（Jacques-Thomas Sarrut、1765年-1813年） - 中将。ビトリアの戦いで致命傷を負った。 【21列】
- ピエール・フランソワ・ソーレ・ド・ラ・ボリー（フランス語版）（Pierre François Sauret de la Borie、1742年-1818年）、「Sauret」と記。 - 中将。【35列】
- アン・ジャン・マリー・ルネ・サヴァリー（フランス語版）（Anne Jean Marie René Savary、1774年-1833年） - 中将。警察大臣。 【14列】

#### Sc - Se
- フランソワ・イグナス・シャール（フランス語版）（François Ignace Schaal、1747年-1833年）、Schalと記。 - 中将。【14列】
- アレクシ・バルタザール・アンリ・ショーアンブル（フランス語版）（Alexis Balthazar Henri Antoine Schauenburg、1748年-1832年）、Schawembourgと記。 - 中将。【23列】
- バルセルミー・ルイ・ジョセフ・シェレール（フランス語版）（Barthélemy Louis Joseph Schérer、1747年-1804年） - 中将。 戦争大臣【33列】
- ニコラ・シュミツ（フランス語版）（ニコラ・シュミツ、1768年-1851年） - 少将。【39列】
- ヴィルジュ・シュネデル（フランス語版）（Virgile Schneider、1779年-1847年） - 将軍。戦争大臣。【7列】
- ジャン・アダム・シュラム（フランス語版）（Jean Adam Schramm、1760年-1826年） - 将軍。【10列】
- ジャン・ポール・アダム・シュラム（フランス語版）（Jean Paul Adam Schramm、1789年-1884年） - 将軍。戦争大臣【19列】
- オラース・セバスチアニ・ド・ラ・ポルタ（フランス語版）（Horace François Bastien Sébastiani de la Porta、1772年-1851年）、「Sébastiani」と記。 - フランス元帥。【34列】
- フィリップ＝ポール・ド・セギュール（Philippe-Paul de Ségur、1780年-1873年） - 将軍。【12列】
- ジャン＝バティスト・ピエール・スメレ（フランス語版）（Jean-Baptiste Pierre de Semellé、1773年-1839年）、「Semele」と記。 - 中将。【35列】
- アレクサンドル＝アントワーヌ・ユロー・ド・セナルモン（フランス語版）（Alexandre-Antoine Hureau de Senarmont、1769年-1810年） - 中将。カディス包囲戦（フランス語版）で砲撃により戦死。【38列】
- ジャン・マチュー・セラ（フランス語版）（Jean Mathieu Seras、1785年-1815年） - 中将。【25列】
- ピエール・セザール・シャルル・ド・セルシー（フランス語版）（Pierre César Charles Guillaume de Sercey、1753年-1836年） - 海軍中将。【40列】
- ジャン・ニコラ・セロー・ド・フェイ（フランス語版）（Jean Nicolas Seroux de Fay、1742年-1822年） - 中将。 【1列】
- ジャン＝マチュー・フィリベール・セリュリエ（Jean-Mathieu-Philibert Sérurier、1742年-1819年） - フランス元帥。【24列】
- ジョセフ・セルヴァン（フランス語版）（Joseph Servan、1741年-1808年）、「Servan de Gerbey」と記。 - 軍司令官。【33列】
- フィリップ・ユスタシェ・ルイ・セヴェロリ（フランス語版）（Philippe Eustache Louis Severoli、1767年-1822年） - 中将。【36列】

#### Si - Su
- ベノワ・プロスペ・シブエ（フランス語版）（Benoît Prosper Sibuet、1773年-1813年） - 少将。【30列】
- フランソワ・マルタン・ヴァランタン・シメール（フランス語版）（François Martin Valentin Simmer、1776年-1847年） - 中将。【39列】
- ジャン＝バティスト・ソリニャック（フランス語版）（Jean-Baptiste Solignac、1773年-1850年） - 中将。 【35列】
- ニコラ・マリー・ソンジ・デ・クールボン（フランス語版）（Nicolas Marie Songis des Courbons、1761年-1810年）、「Songis」と記 - 中将。【15列】
- ジャン・バルセルモ・ド・ソルビエ（フランス語版）（Jean Barthélemot de Sorbier、1762年-1827年） - 中将。【15列】
- ジョセフ・ソーアム（フランス語版）（Joseph Souham、1760年-1837年） - 中将。【5列】
- ジェローム・スーレ（フランス語版）（Jérôme Soulès、1760年-1833年） - 中将。 【27列】
- ニコラ＝ジャン・ド・デュ・スールト（Nicolas-Jean de Dieu Soult、1769年-1851年） - 帝国元帥。フランス大元帥。戦争大臣。首相。【33列】
- ピエール・ベノワ・スールト（フランス語版）（Pierre Benoît Soult、1770年-1843年） - 中将。【22列】
- ルイ・エルネス・ジョセフ・スパール（フランス語版）（Louis Ernest Joseph Sparre、1780年-1845年） - 少将。【5列】
- アンリ・クリスティアン・ミシェル・スタンジェル（フランス語版）（Henri Christian Michel Stengel、1744年-1796年） - 中将。モントヴィの戦い（フランス語版）で致命傷を負った。【28列】
- ジャン・バティスト・アレクサンドル・ストロルツ（フランス語版）（Jean Baptiste Alexandre Stroltz、1771年-1841年） - 少将。【22列】
- ジャック・ジェルヴェ・スベルヴィ（フランス語版）（Jacques Gervais Subervie、1776年-1856年） - 中将。【30列】
- ルイ＝ガブリエル・スーシェ（Louis-Gabriel Suchet、1770年-1826年） - 帝国元帥。【33列】
- ジョセフ・スルコウスキ（フランス語版）（Joseph Sulkowski、1770年-1798年）、 Sulkoskyとも。 - 大尉。ナポレオン・ボナパルトの副官。【28列】

### T
- アレクサンドル・カミーユ・タポニエ（フランス語版）（Alexandre Camille Taponier、1749年-1831年） - 中将。【5列】
- エロワ・シャルルマーニュ・トーパン（フランス語版）（Éloi Charlemagne Taupin、1767年-1814年） - 中将。トゥールーズの戦い（フランス語版）で致命傷を負った。【37列】
- アルベール・ルイ・ヴァランタン・タヴィエル（フランス語版）（Albert Louis Valentin Taviel、1767年-1831年） - 中将。【31列】
- フランソワ・アントワーヌ・テスト（フランス語版）（François Antoine Teste、1775年-1862年） - 中将。【8列】
- ピエトロ・トゥーリエ（フランス語版）（Pietro Teulié、1763年-1807年） - 中将。コルベルク（Kolberg）の包囲戦で砲撃により致命傷を負った。【17列】
- ジャン・ヴィクトル・シャリュー（フランス語版）（Jean Victor Tharreau、1767年-1812年） - 中将。ボロジノの戦いで致命傷を負った。【11列】
- ポール・ティエボールト（フランス語版）（Paul Charles François Adrien Henri Dieudonné Thiébault、1769年-1846年） - 中将。作家。【35列】
- ジャン・ギヨーム・バルセレミー・ソミエール（フランス語版）（Jean Guillaume Barthélemy Thomières、1771年-1812年） - 少将。サラマンカの戦いで戦死。【38列】
- ピエール・トーヴノ（フランス語版）（Pierre Thouvenot、1757年-1817年） - 中将。【30列】
- ジャック・ルイ・フランソワ・ド・ティリー（フランス語版）（Jacques Louis François de Tilly、1749年-1822年） - 中将。 【4列】
- ルイ・ティルレ（フランス語版）（Louis Tirlet、1771年-1841年） - 中将。 【21列】
- ジャン・ピエール・トラヴォ（フランス語版）（Jean Pierre Travot、1767年-1836年） - 中将。【34列】
- アン・フランソワ・シャルル・トレヤール（フランス語版）（Anne François Charles Treillard、1764年-1832年）「Trelliard」とも。 - 中将。【11列】
- アマブル・トルード（フランス語版）（Amable Gilles Troude、1762年-1824年） - 海軍少将。【39列】
- ローラン・トルゲ（フランス語版）（Laurent Jean François Truguet、1752年-1839年） - 海軍大将。【3列】
- ルイ・マリー・テュロー（Louis Marie Turreau、1756年-1816年）、「Turreau de Linières」とも。 - 中将。【15列】

### V

#### Va
- エレノール＝ゾア・デュフリシェ・ド・ヴァラゼ（フランス語版）（Éléonor Bertrand Anne Christophe Zoa Dufriche de Valazé、1780年-1838年） - 将軍。【29列】
- シルヴァン・シャルル・ヴァレ（フランス語版）（Sylvain Charles Valée、1773年-1846年） - フランス元帥。 【36列】
- ジャン＝バティスト・シル・ド・タンブリュン・ド・シェンブロンヌ（フランス語版）（Jean-Baptiste Cyrus de Timbrune de Thiembronne, comte de Valence、1757年-1822年） - 中将。【4列】
- ジャン＝マリー・ヴァリュベール（フランス語版）（Jean Marie Mellon Roger Valhubert、1764年-1805年） - 少将。アウステルリッツの戦いで致命傷を負った。【18列】
- ジャン・アンドレ・ヴァルトー（フランス語版）（Jean André Valletaux、1757年-1811年） - 少将。戦死。【32列】
- ルイ・ヴァラン（フランス語版）（Louis Vallin、1770年-1854年） - 将軍。【12列】
- ジョセフ・セクレ・パスカル＝ヴァローニュ（フランス語版）（Joseph Sécret Pascal-Vallongue、1763年-1806年） - 少将。ガエータの包囲で致命傷を負った。 【28列】
- ドミニク・ヴァンダム（Dominique-Joseph René Vandamme、1770年-1830年） - 中将。 【5列】
- ルバン・マルタン・ヴァンデルメサン（フランス語版）（Lubin Martin Vandermaesen、1766年-1813年） - 中将。サン＝ジャン＝ド＝リュズで致命傷を負った。【1列】
- ルイ・ヴァズロ（フランス語版）（Louis Vasserot、1771年-1840年） - 将軍。【9列】
- クロード・アンリ・ベルグラン・ド・ヴォーボワ（フランス語版）（Claude Henri Belgrand de Vaubois、1748年-1839年） - 中将。 【24列】

#### Ve - Vi
- ジャン＝アントワーヌ・ヴェルディエ（Jean-Antoine Verdier、1767年-1839年） - 中将。 【25列】
- シャルル・アンリ・ヴェリュエル（フランス語版）（Charles Henri Ver-Huell、1764年-1845年） - 海軍中将。【1列】
- オノーレ・ヴィアル（フランス語版）（Honoré Vial、1766年-1813年） - 中将。ライプツィヒの戦いで戦死。【27列】
- セバスチャン・ヴィアラ（フランス語版）（Sébastien Viala、1763年-1849年） - 少将。【18列】
- ルイ・ジョセフ・ヴィシェリー（フランス語版）（Louis Joseph Vichery、1767年-1831年） - 中将。【2列】
- クロード・ヴィクトル＝ペラン（Claude Victor-Perrin、1764年-1841年）、「Victor」と記。 - フランス元帥。【33列】
- マルタン・ヴィニョル（フランス語版）（Martin Vignolle、1763年-1824年） - 中将。【21列】
- ルイ・トマ・ヴィラレ・ド・ジョユース（フランス語版）（Louis Thomas Villaret de Joyeuse、1748年-1812年） - 海軍中将。【4列】
- ウジェーヌ＝カシミール・ヴィラット（フランス語版）（Eugène-Casimir Villatte、1770年-1834年） - 中将。【2列】
- ジャック・ピエール・オリラール・ド・ヴィルマンジー（フランス語版）（Jacques Pierre Orillard de Villemanzy、1751年-1830年） - 主計総監。中将。【10列】
- ピエール・ヴィルヌーヴ（Pierre-Charles-Jean-Baptiste-Silvestre de Villeneuve、1763年-1806年） - 海軍中将。トラファルガーの海戦で敗北、捕虜になった。【13列】
- アンリ・カテリーヌ・バルタザール・ヴァンサン（フランス語版）（Henri Catherine Balthazard Vincent、1775年-1844年） - 将軍。【19列】

### W
- フレデリク・アンリ・ヴァルテ（フランス語版）（Frédéric Henri Walther、1761年-1813年） - 中将。【16列】
- ピエール・ヴァティエ（フランス語版）（Pierre Watier、1770年-1846年） - 中将。【12列】
- フランソワ・イシドール・ヴァティエ（フランス語版）（François Isidore Wathiez、1777年-1856年） - 将軍。【19列】
- フランソワ・ヴァトラン（フランス語版）（François Watrin、1772年-1802年） - 中将。【6列】
- フランソワ・ジャン・ヴェルレ（フランス語版）（François Jean Werlé、1763年-1811年） - 少将。アルブエラの戦いで戦死。 【38列】
- ジャン＝バティスト・フィルベール・ヴィローム（フランス語版）（Jean-Baptiste Philibert Willaumez、1761年-1845年） - 海軍中将。海軍事典の著者。【22列】
- アメデ・ヴィヨー（フランス語版）（Amédée Willot、1755年-1823年） - 中将。【34列】
- シャルル・ヴィクトル・ヴォワガール（フランス語版）（Charles Victor Woirgard、1764年-1810年） dit Beaugard ou Beauregard - 少将。バルベルデの戦い (1810年)（フランス語版）で戦死。【38列】
- マルク・フランソワ・ジェローム・ヴォルフ（フランス語版）（Marc François Jérôme Wolff、1776年-1848年） - 将軍。【39列】

### Z
- ジョセフ・ザジャチェク（フランス語版）（Józef Zajączek、1752年-1826年） - 中将。【26列】

## 逸話
ヴィクトル・ユーゴーの父であるジョゼフ・レオポール・シジスベール・ユーゴー将軍は、息子が戦争大臣に繰り返し頼んだにもかかわらず、凱旋門に名前を記されなかった。ユーゴーは1837年の著作で失望を表している。「あなたの素晴らしい壁を前にして全く後悔はしない。－ペイディアスがおらず、私の父が忘れられるとは！（"Je ne regrette rien devant ton mur sublime - Que Phidias absent et mon père oublié !"）」(Les Voix Intérieures, poème n° 4 "À l'Arc de Triomphe")。